# Leonardo da Vinci

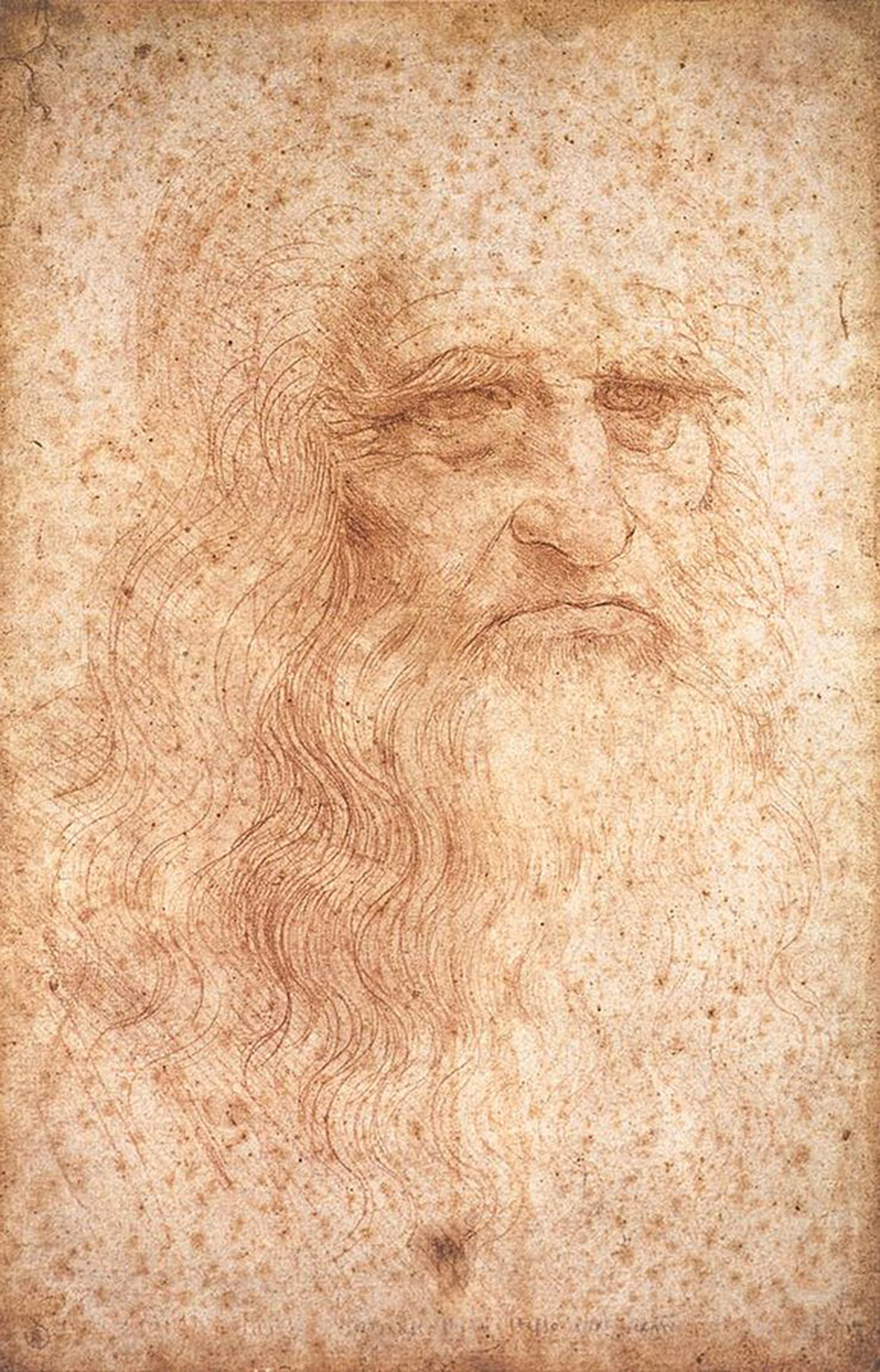
Sogenanntes Selbstbildnis Leonardo da Vincis (Rötelzeichnung, Biblioteca Reale, Turin, um 1512)

Leonardo da Vinci [ˌleoˈnardo da ˈvːintʃi] (* 15. April 1452, vermutlich in Vinci (Toskana); † 2. Mai 1519 auf Schloss Clos Lucé, Amboise; eigentlich Lionardo di ser Piero da Vinci [Sohn des (Mes)ser Piero aus Vinci]) war ein italienischer Maler, Bildhauer, Architekt, Anatom, Mechaniker, Ingenieur und Naturphilosoph. Er gilt als einer der berühmtesten Universalgelehrten aller Zeiten.
Der Namenszusatz da Vinci ist kein Familienname, sondern ein Verweis auf den Geburtsort Vinci in der Nähe der Stadt Empoli in der heutigen Provinz Florenz. Der Künstler hat den Herkunftsnamen selber in Form der Unterschrift „di Leonardo de Vinci“ verwendet.

## Herkunft, Lehre und Studien (1452–1481)

### Herkunft
Leonardo war der Sohn des damals 25-jährigen Notars Piero da Vinci (1427–1504) und der 22-jährigen Magd Caterina. Sie stammte vermutlich aus einer angesehenen, aber verarmten kleinbäuerlichen Familie (vermutlicher Familienname: Lippi) wie in der ersten Biografie über Leonardo (1540) berichtet wird (Era per madre nato di bon sangue, italienisch für „Er wurde von seiner Mutter aus gutem Blut geboren“). Es wird aber auch darüber diskutiert, sie sei eine von Leonardos Vater befreite und dann getaufte arabische oder zirkassische (kaukasische) Sklavin gewesen, da mehrere solcher Personen zu dessen Haushalt gehörten. Die Hypothese ist jedoch umstritten und wird kontrovers diskutiert. Leonardos Eltern konnten nicht heiraten, da Caterina nicht standesgemäß war und keine Mitgift hatte.
Caterina heiratete auf Vermittlung von Leonardos Großvater väterlicherseits, Antonio, ein Jahr später den Töpfereibesitzer Accattabriga di Piero del Vacca aus Vinci und bekam fünf weitere Kinder. Im Anwesen des Großvaters in Vinci wuchs Leonardo in einer angesehenen Familie auf. Nach dem Tod ihres Mannes ist die Mutter (um die 60 Jahre alt) vermutlich in den Haushalt ihres Sohnes Leonardo in Mailand gezogen und dort gestorben.
Der Vater Piero heiratete noch im Jahr von Leonardos Geburt die 16-jährige Notarstochter Albiera und zog nach Florenz. Seine Frau starb wenige Jahre danach im Kindbett.  Er war danach noch dreimal verheiratet und hatte von seinen beiden letzten Frauen neun Söhne und zwei Töchter. Leonardo nahm er als leiblichen Sohn an. Als erfolgreicher Notar konnte er die Familie de’ Medici zu seinen Klienten zählen wie auch Mitglieder der regierenden Signoria, des Rats des Stadtstaates Florenz.
Leonardo, der ab 1457 bei der Familie seines Vaters lebte, verbrachte den größten Teil seiner Jugend in Florenz. Schon früh interessierte er sich für Musik, Zeichnen und Modellieren. Durch Vermittlung seines Vaters, mit dem Leonardo nach Florenz umgezogen war, nahm ihn 1469, eventuell schon früher, der Künstler Andrea del Verrocchio (1435–1488) in seine Werkstatt auf. Verrocchio erkannte schnell die überragende Begabung Leonardos.

### Lehrjahre bei Verrocchio
Verrocchio war einer der bedeutendsten Bildhauer im damaligen Florenz, der auch als Maler und Goldschmied tätig war. In seinem Atelier lernte und arbeitete Leonardo, etwa von 1469 bis 1477, in Gesellschaft von weiteren Schülern wie Perugino (um 1445/1448–1523), Domenico Ghirlandaio (1449–1494), Lorenzo di Credi (um 1459–1537) und vermutlich Sandro Botticelli.

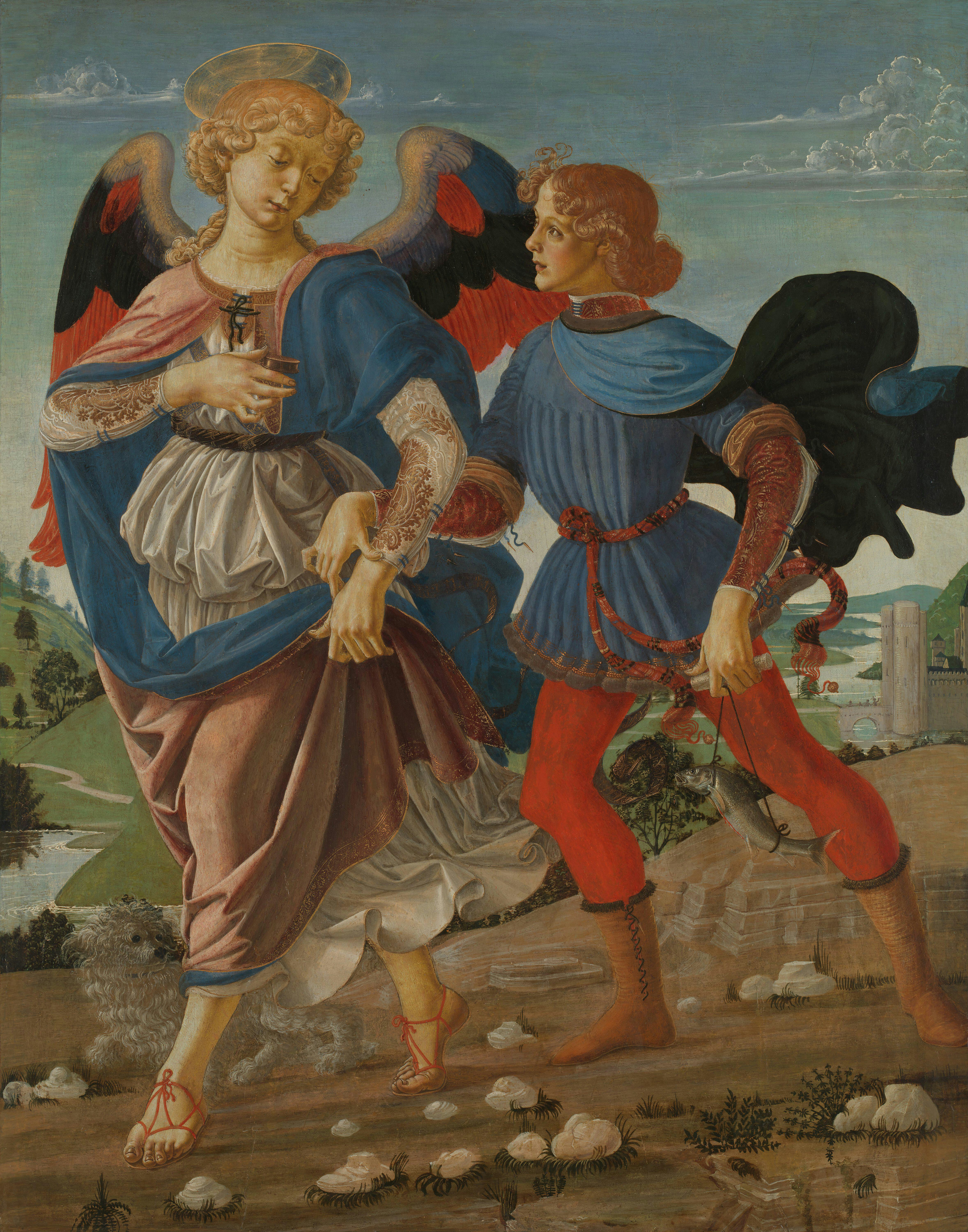
Tobias und der Engel, Atelier von Andrea del Verrocchio, um 1470–1475

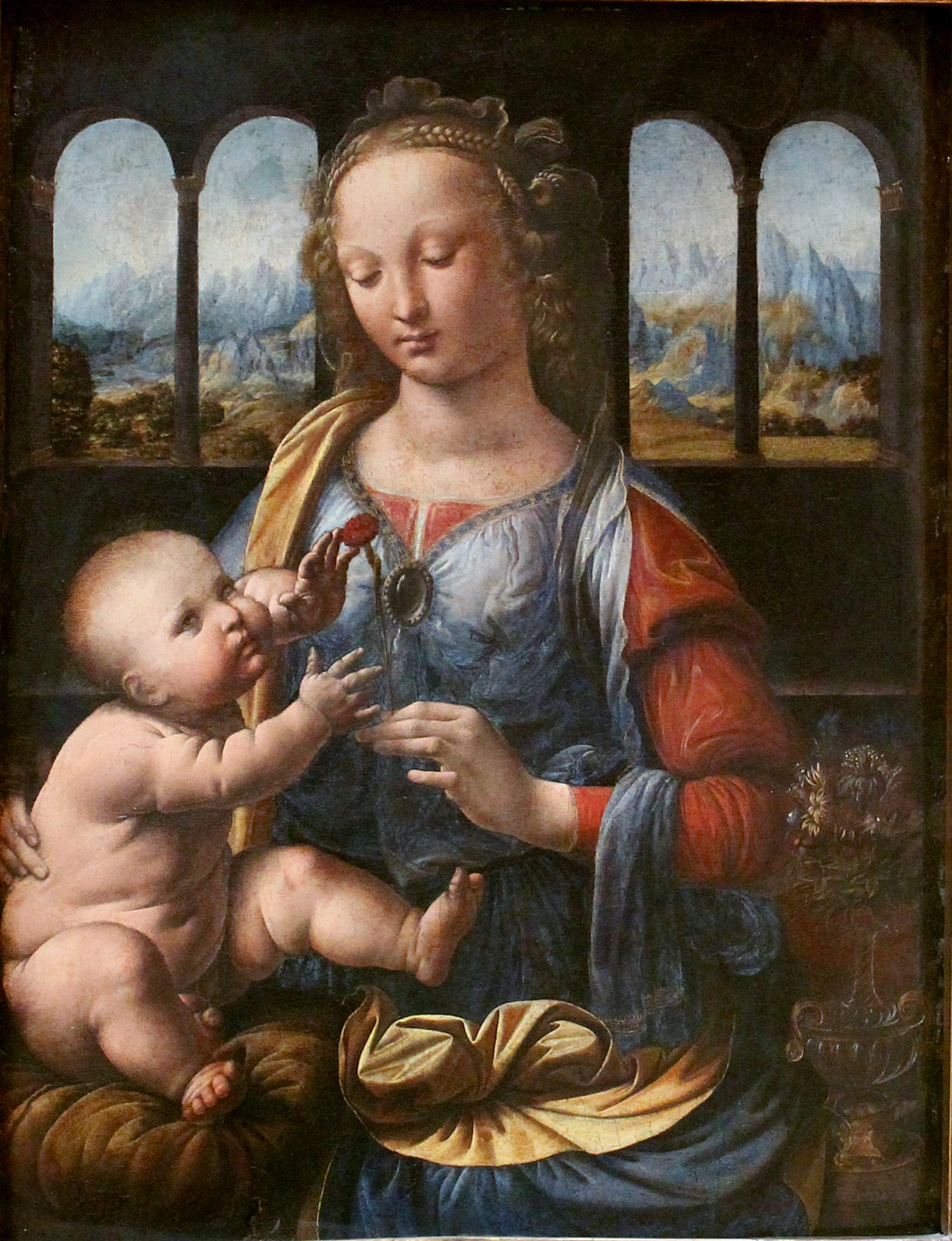
Madonna mit der Nelke (1475)

In den Künstlerwerkstätten des 15. und 16. Jahrhunderts war es üblich, dass der Meister die Anfertigung eines Werkes nicht allein vornahm, sondern Teile der Ausführung seinen Gesellen und Schülern übertrug. Das vermutlich früheste erhaltene Zeugnis eines Gemäldes aus der Werkstatt Verrocchios unter Beteiligung Leonardo da Vincis ist Tobias und der Engel (datiert um 1470–1475). Kunsthistoriker nehmen an, dass Leonardo den Fisch in der linken Hand des Tobias, den Hund zu Füßen des Engels und auch den Haarschopf des Tobias gemalt haben könnte. Diese Bildobjekte, so behauptet der Leonardo-Biograf Charles Nicholl, zeigten eine Virtuosität und Perfektion, zu der Verrocchio nicht in der Lage gewesen sei.

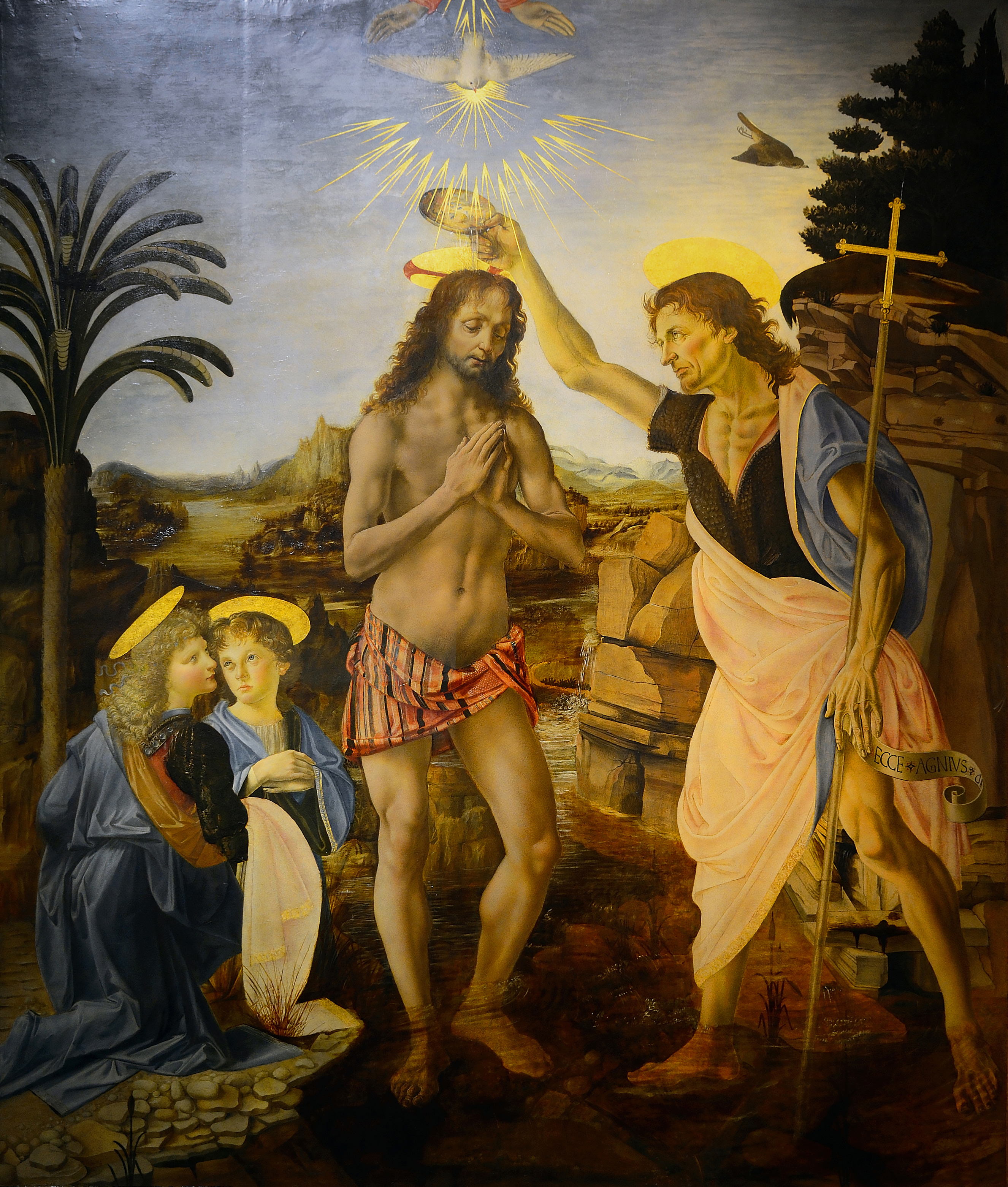
Taufe Christi, aus dem Atelier Verrocchios, um 1472–1475

Nach dem Abschluss seiner Lehrzeit, im Alter von etwa 20 Jahren, arbeitete Leonardo weiter in Verrocchios Werkstatt. Laut dem Maler, Architekten und Künstlerbiographen Giorgio Vasari (1511–1574) malte Leonardo auf dem Bild Die Taufe Christi den auf der linken Seite knienden Engel. Verrocchio fertigte das Gemälde für die Mönche von Vallombrosa an. Heute befindet es sich in der Sammlung der Uffizien in Florenz. Das ursprünglich in Tempera gemalte Bild wurde später zum Teil in Öl übermalt (eventuell von Leonardo), so dass ein fundiertes Urteil über die Urheberanteile schwierig ist. Leonardos Beitrag wird nicht nur im Gesicht des Engels, sondern auch in Teilen der Bekleidung und des landschaftlichen Hintergrunds vermutet. Im linken Teil des Landschaftshintergrundes ist bereits Leonardos Sfumato-Technik zu erkennen, seine charakteristische Weichzeichnung von Motiven. Das Bild wird um das Jahr 1475 datiert, in dem auch die Verkündigung an Maria und Leonardos Studien für Faltenwürfe von Gewändern und das Profil eines Kriegers entstanden. Auch die Madonna mit der Nelke, das einzige Bild Leonardos in einem Deutschen Museum (Alte Pinakothek, München), wird um 1475 datiert.
Seit 1472 findet sich Leonardos Name in den Listen der Sankt-Lukas-Gilde (Compagnia di San Luca), der Malergilde von Florenz. In Florenz lebte und arbeitete er weitere zehn Jahre und arbeitete gemeinsam unter anderen mit den Malern Sandro Botticelli und Perugino. Im Gegensatz zum später geborenen Michelangelo (1475–1564) wurde Leonardo als offen und freundlich geschildert.
Leonardo und drei weitere junge Männer wurden am 9. April 1476 in einer anonymen Anzeige der Sodomie bezichtigt. Im Mittelalter und der frühen Neuzeit stand dieser Begriff auch für Homosexualität. Ihnen wurde vorgeworfen, mit dem 17-jährigen Prostituierten Jacopo Saltarelli sexuellen Kontakt gepflegt zu haben. Beamte des Florentiner Magistrats ermittelten gegen ihn. Nach zwei Monaten ließ man das Verfahren, vorbehaltlich weiterer Untersuchungen, die nie erfolgten, ruhen.
Leonardo begann früh, seine Gedanken und Gefühle in Notizbüchern (codici) zu notieren. Aus seinen Notizen ist zu schließen, dass er nicht, wie andere Renaissancekünstler, die Pracht der antiken Kunst durch Imitation von Modellen wiederbeleben wollte, sondern sich als Schüler der Natur berufen fühlte, die Schönheiten der Natur selbst und diese im Zusammenspiel mit Menschen darzustellen. Merkwürdige Formen von Hügeln und Felsen, seltene Pflanzen und Tiere, Bewegungen des Wassers, ungewöhnliche Gesichter und Figuren von Menschen waren die Dinge, die er in seiner Malerei und in seinen Naturstudien aufgriff. Die früheste datierte Zeichnung ist die Arnolandschaft vom 5. August 1473 (heute in den Uffizien). Seine Porträtgemälde malte er meist vor einer Hintergrundlandschaft und in seinen Notizbüchern hielt er eine Vielzahl von Pflanzen- und Tierstudien fest.
Um 1477 scheint er die Gunst von Lorenzo il Magnifico (1449–1492), dem Stadtherrn von Florenz, gefunden zu haben und arbeitete als freier Künstler unter dessen Patronage. Es entstanden erste Porträts und Marienbilder, die Madonna Benois (1475–1478, Eremitage, Sankt Petersburg) und ein Porträt Ginevra de’ Bencis (1478–1480, National Gallery, Washington D.C.), einer Tochter von Amerigo de’ Benci, der Leonardos Leidenschaft für kosmografische Studien teilte. 1481 erhielt er einen ersten größeren Auftrag vom Augustinerkloster San Donato a Scopeto nahe Florenz für ein Altarbild und er zeichnete die Skizzen für die Anbetung der Heiligen Drei Könige (heute in den Uffizien). Als sich viele seiner Künstlerfreunde in Rom niederließen, um für den Heiligen Stuhl zu arbeiten, ergab sich 1481 für ihn die Chance einer Stellung am Hof der Sforza, der Herzöge von Mailand.

Frühe Werke
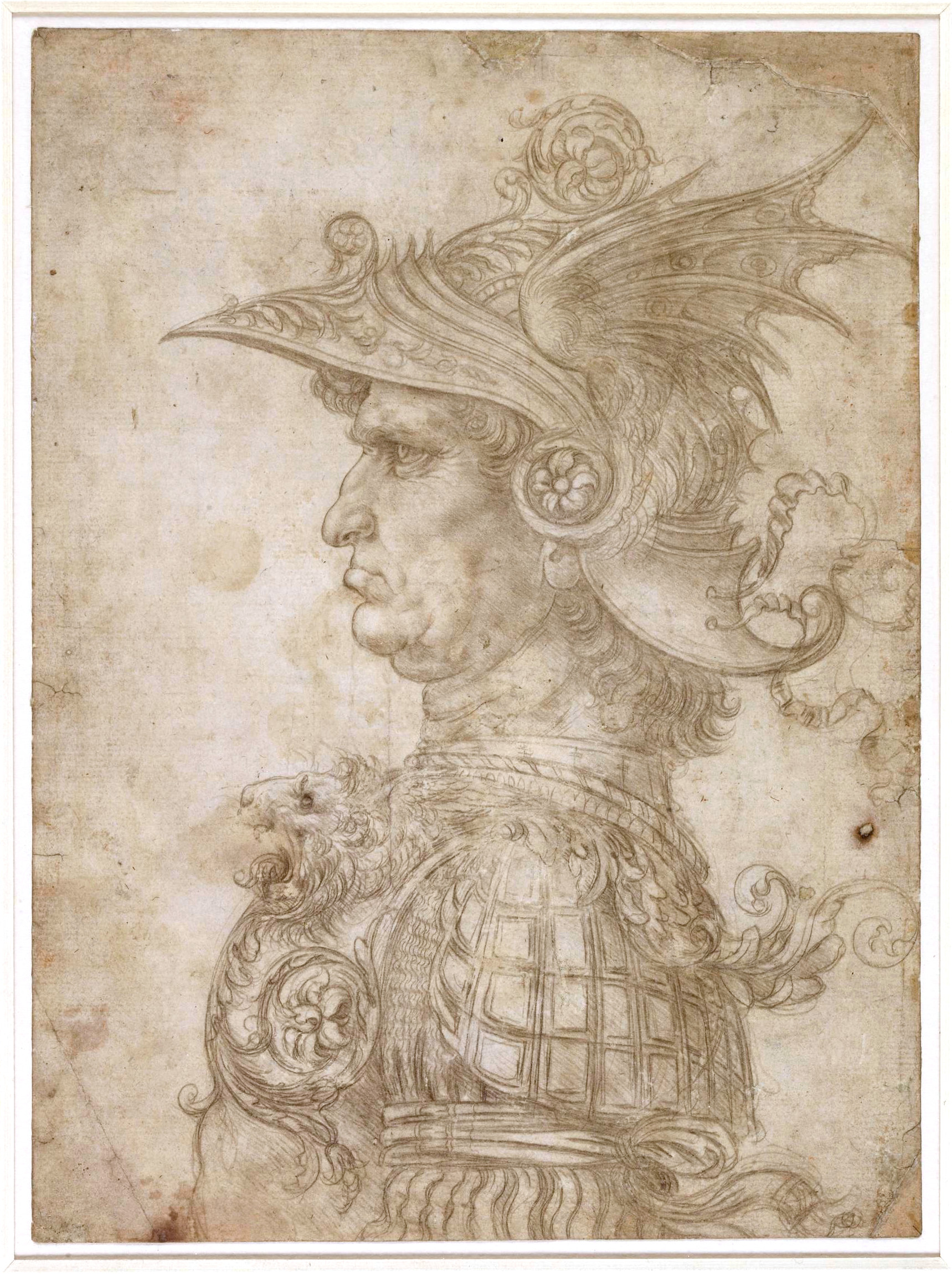
„Il Condottiero“ (Profilo di capitano antico) (um 1475)
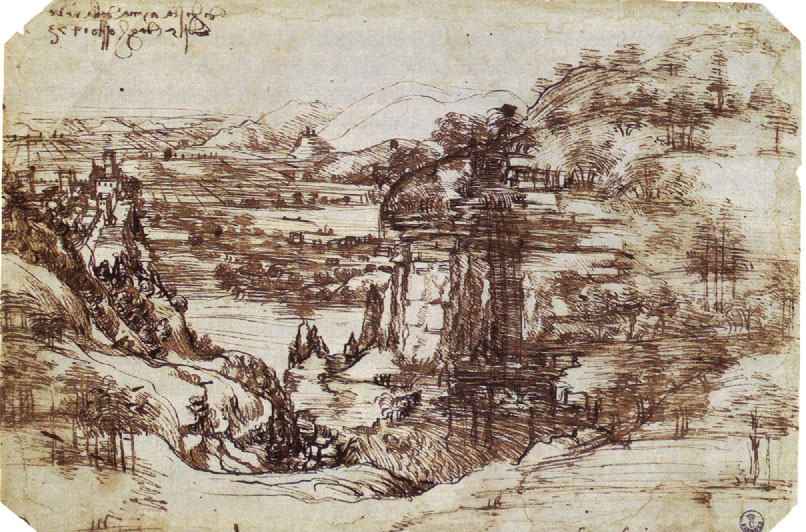
Arnolandschaft (1473)
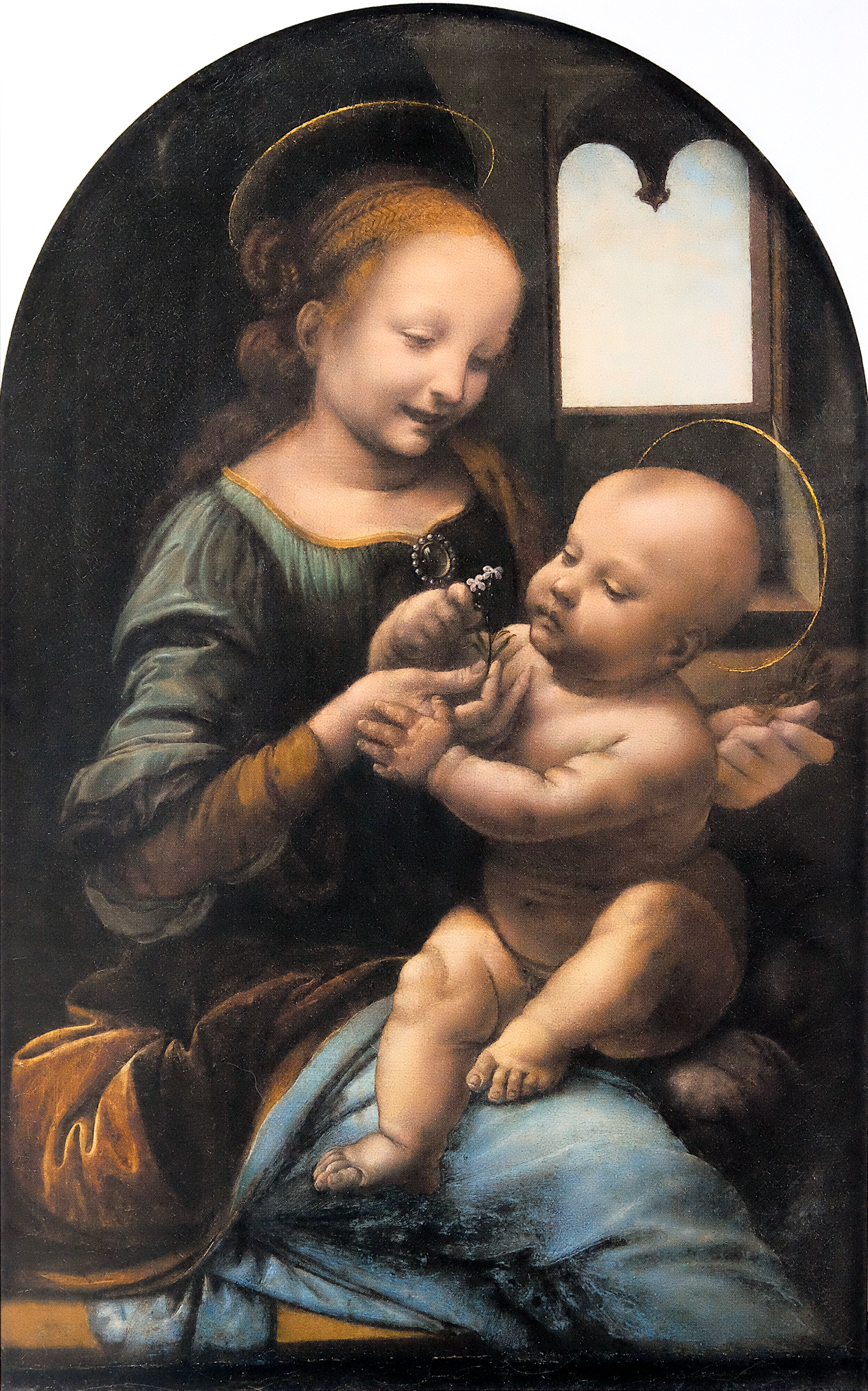
Madonna Benois (1477)
Ginevra de’ Benci (1478)

## Frühe Mailänder Jahre (1482–1499)

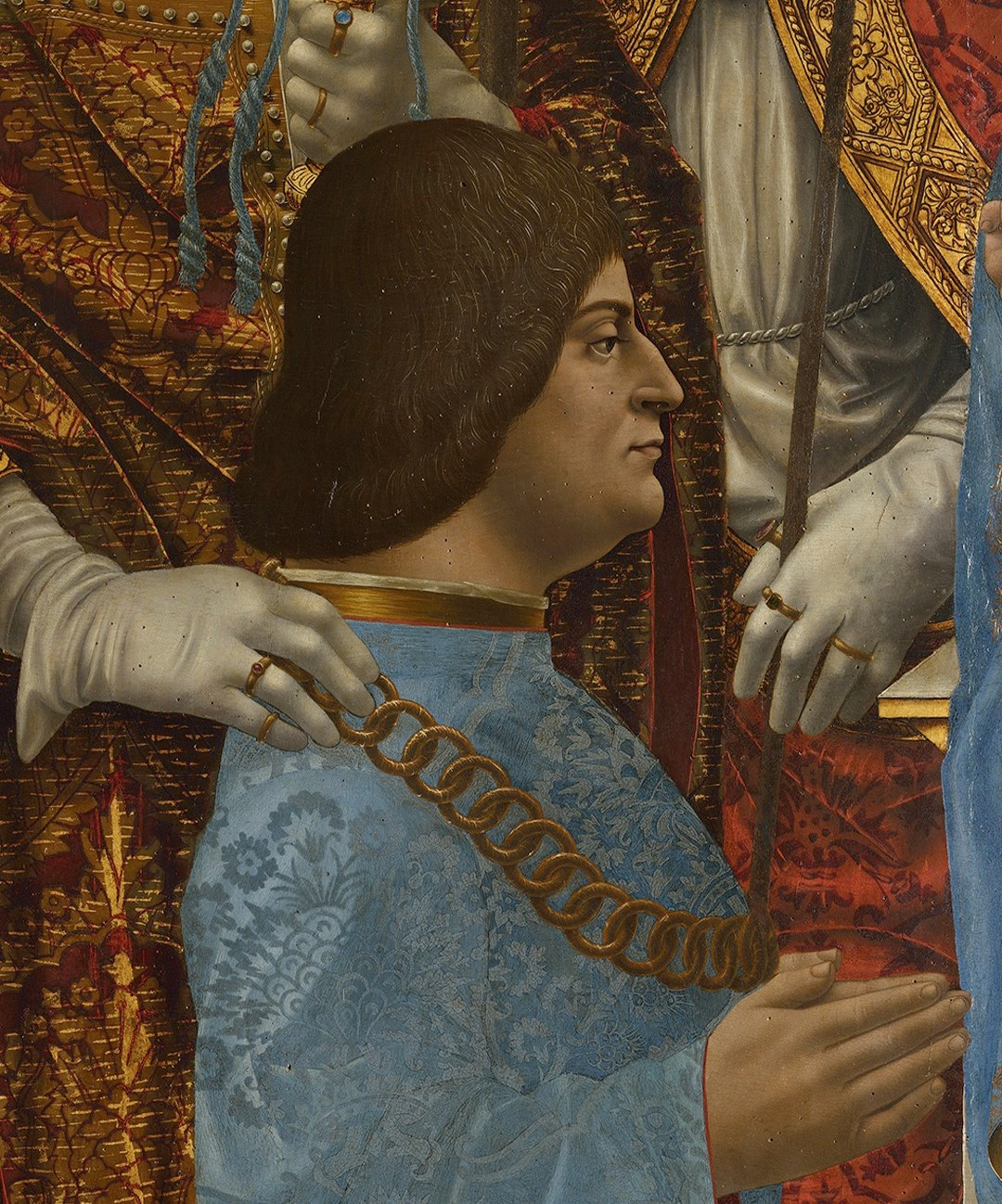
Ludovico Sforza gemalt von Francesco Napoletano, um 1494, Ausschnitt aus dem Sforza-Altar (Pinacoteca di Brera, Mailand)

Die Familie Sforza regierte Mailand und die Lombardei von 1450 bis 1535. Begründer der Dynastie, die meist eng mit der Florentiner Herrscherfamilie Medici verbündet war, war Francesco Sforza (1401–1466). Nach seinem Tode wurde sein ältester Sohn Galeazzo (1444–1476) Herzog. Nach dessen Ermordung im Jahr 1476 kam Ludovico Sforza (genannt il Moro, „der Dunkle“; 1452–1508) als Protektor seines Neffen Gian Galeazzo Sforza (1469–1494), tatsächlich aber als Usurpator des Staates, an die Macht. Ludovico griff ein Projekt zur Errichtung eines Reitermonuments des Francesco Sforza zu Ehren des Gründers des Herrscherhauses wieder auf und suchte einen geeigneten Künstler. Von den Medici wurde der junge Leonardo empfohlen, der sich daraufhin am Hofe in Mailand vorstellte.
Wegen bevorstehender Kämpfe zwischen Mailand und der Republik Venedig erwähnte Leonardo in einem Empfehlungsschreiben an den Herzog ausführlich und detailliert seine Fähigkeiten und Erfindungen in der Militärtechnik. Erst am Schluss des Briefes betonte er sein Können als Bauingenieur und Architekt und fügte schließlich einen kurzen Hinweis auf seine Kenntnisse als Maler und Bildhauer hinzu, die die Grundlage zu einer angemessenen Ausführung des Monuments für Francesco Sforza bilden könnten. Nach seiner Anstellung arbeitete Leonardo mit Unterbrechungen über zwanzig Jahre für die Sforza.
In Mailand entwickelte sich Leonardo zum führenden Künstler und zum Organisator für Hofzeremonien und Festivitäten. Anlässlich der Hochzeit des jungen Herzogs Gian Galeazzo mit Isabella von Aragón 1487 entwarf der Künstler die Bühnenbilder und Kostüme der Masque Il paradiso. Die Pestepidemie der Jahre 1484 bis 1485 in Mailand veranlasste ihn wohl, dem Fürsten Pläne vorzulegen, nach welchen die Stadt unterteilt und nach verbesserten sanitären Prinzipien wiederaufgebaut werden sollte. In seinem Notizbuch notierte er:

„Der mittlere, unterirdische Hauptkanal nimmt kein trübes Wasser auf, sondern Wasser, welches durch die Gräben außerhalb der Stadt fließt, mit vier Mühlen am Eingang und vier am Ausgang. Dies macht man, indem das Wasser oberhalb von Romoloutino staut.“

Leonardo, der im Gegensatz zu vielen seiner Zeitgenossen eine äußerst gepflegte Erscheinung war und sehr auf Sauberkeit achtete (und bereits den Zusammenhang zwischen Pest und Schmutz erkannte), organisierte mit Hilfe von Booten die erste Müllabfuhr in Mailand und trug somit zu einer wesentlichen Verbesserung der Lebensqualität in der Stadt bei. In den Jahren 1485–1486 war er an der Planung der Verschönerung und Verstärkung des Castello und der Vollendung des Mailänder Doms beteiligt. Er konnte sich allerdings nicht durchsetzen und entwarf daraufhin für die junge Herzogin einen Badepavillon von ungewöhnlicher Raffinesse und Schönheit.

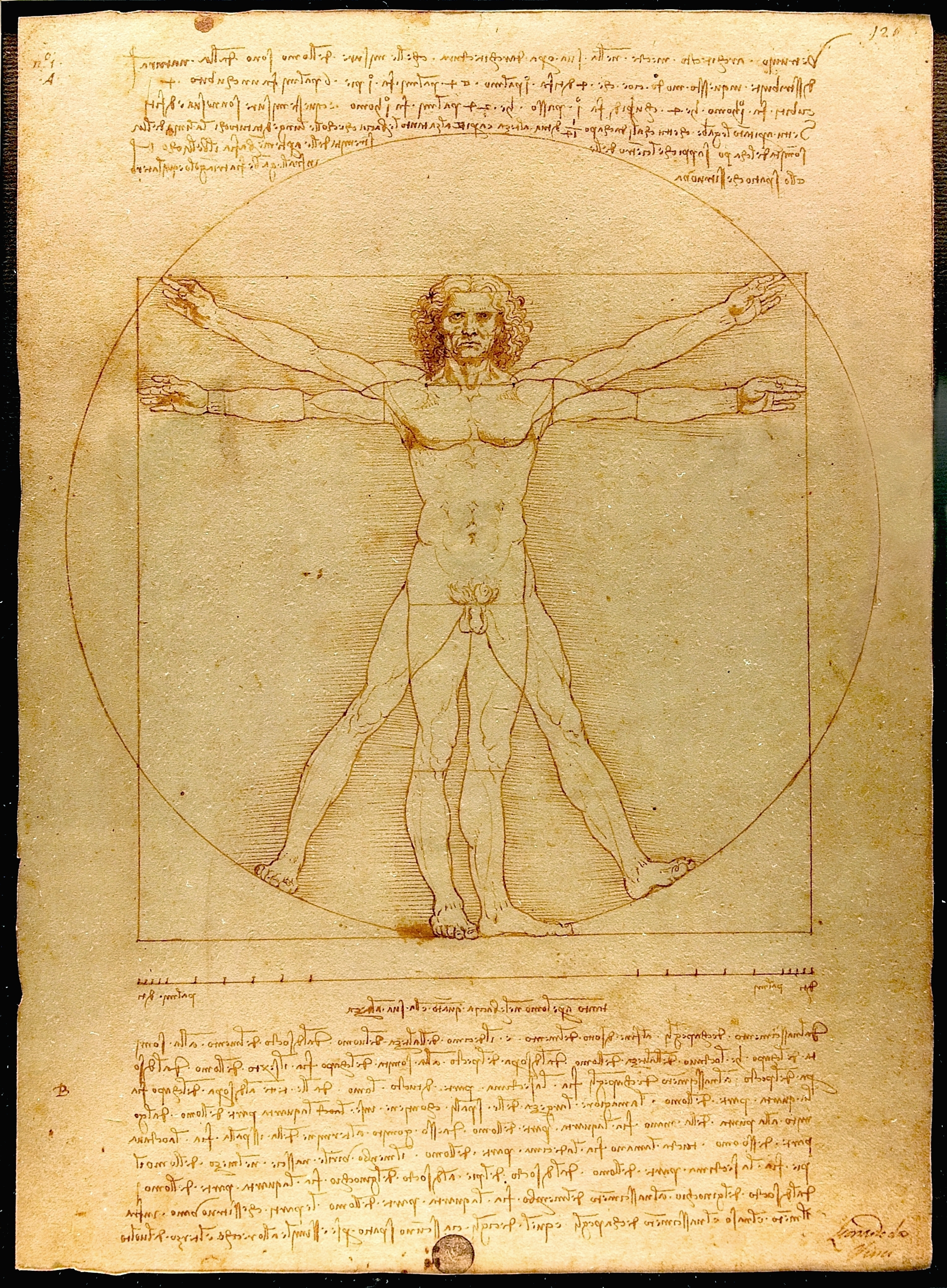
Der vitruvianische Mensch, Proportionsstudie nach Vitruv, 1492

Zur gleichen Zeit machte er Aufzeichnungen über die Ergebnisse seiner Studien in Geometrie, Statik und Dynamik, menschlicher Anatomie sowie den Phänomenen von Licht und Schatten und setzte sich eingehend mit dem Entwurf des Sforza-Reitermonuments auseinander. Intensiv betrieb er Studien über die Bewegung und die Anatomie von Pferden und über die Kunst bzw. Wissenschaft der Bronzebearbeitung und Gießtechnik. Das Reiterstandbild sollte die größte Bronzestatue der damaligen Zeit werden.
Nach sieben Jahren bereitete er 1490 auf Drängen seines Auftraggebers sein Reiterstandbildmodell – vorerst aus Ton – anlässlich der Heirat Ludovicos mit Beatrice d’Este zur Vorführung vor. Im letzten Moment war er jedoch mit seiner Arbeit nicht zufrieden und begann noch einmal von vorn.
Die Bewegungsformen von Pferden sollte Leonardo sein ganzes Leben über beschäftigen. 1515 entstand die kleine Statuette des Budapester Reiters, deren Entwurf mit großer Sicherheit auf Leonardo selbst zurückgeht.
Im Jahr 1490 verbrachte Leonardo ungestört einige Monate mit mathematischen und physikalischen Forschungen in den Bibliotheken und unter den Gelehrten von Pavia. Hierhin war er als Berater hinsichtlich einiger architektonischer Schwierigkeiten beim Bau der Kathedrale berufen worden. In Pavia erhielt er durch das Studium eines antiken Reitermonuments (des sogenannten Regisole, der 1796 zerstört wurde) neue Anregungen für seinen Francesco Sforza. Aus dem Jahr 1492 stammen die Studie über Körperproportionen nach Vitruv sowie Proportionsstudien zu menschlichen Körpern und Gesichtern und anatomische Studien, denn er wollte „das Innere des Menschen“ genau kennenlernen und begann an seinem Buch Von der menschlichen Figur zu arbeiten.
In den folgenden Jahren verschafften ihm die zunehmenden Festivitäten und der Prunk des Mailänder Hofes fortwährend Aufträge, darunter die Komposition und Rezitation von Sagen, Fabeln und Prophezeiungen (d. h. moralischen und sozialen, im Futurum formulierten Satiren und Allegorien).

### Bilder der Mailänder Epoche
Zwischen 1483 und 1486 entstand die erste Fassung der Madonna in der Felsengrotte. Den Auftrag dazu erhielt er von der Bruderschaft der unbefleckten Empfängnis in der Franziskanerkirche San Francesco in Mailand. Diese Fassung wurde nie übergeben, da die Szene wohl entgegen den Wünschen der Bruderschaft in einer kalten, leblosen Höhle dargestellt ist und Jesus und Johannes der Täufer ohne Gold und Heiligenscheine gezeigt werden. 1499 gelangte das Gemälde nach Frankreich. Heute befindet es sich in der Sammlung des Louvre in Paris. Eine zweite, von der Bruderschaft akzeptierte Fassung, wurde zwischen 1493 und 1508 gemalt, von Leonardo begonnen und fortgeführt von seinem Schüler Ambrogio de Predis (um 1455–nach 1508). Sie befindet sich heute in der National Gallery in London.
In den 1480er Jahren beschäftigte sich Leonardo intensiv mit kriegstechnischen Aufgaben. Die Notizbücher dieser Zeit zeigen Skizzen von Waffen, Kriegsmaschinen, Flugmaschinen und Schiffen. Um 1490 entwarf Leonardo das Madonnenbild der Madonna Litta, die Ausführung wird heute seinem Schüler Giovanni Antonio Boltraffio (1467–1516) zugeschrieben, sowie das Porträt der Cecilia Gallerani, einer Mätresse Ludovico Sforzas (Die Dame mit dem Hermelin, heute im Czartoryski-Museum in Krakau). Zur selben Epoche zählen das Bildnis eines jungen Mannes (Porträt des Musikers Franchino Gaffurio) und das Bildnis einer unbekannten Dame (La Belle Ferronnière). Beide Bilder werden jedoch nicht zweifelsfrei Leonardo zugeschrieben.

Gemälde der ersten Mailänder Epoche
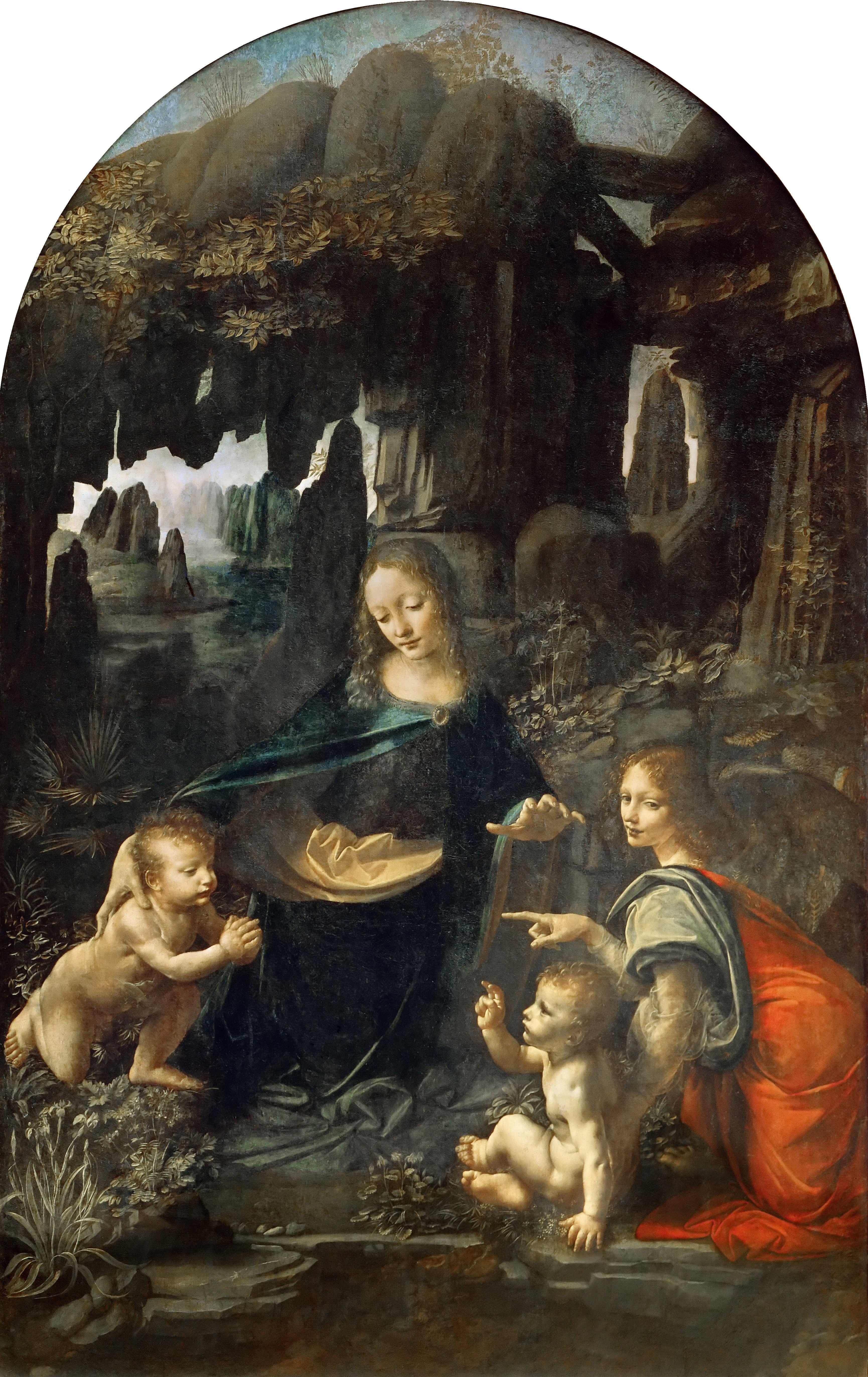
Felsgrottenmadonna, erste Fassung (1483–1486)
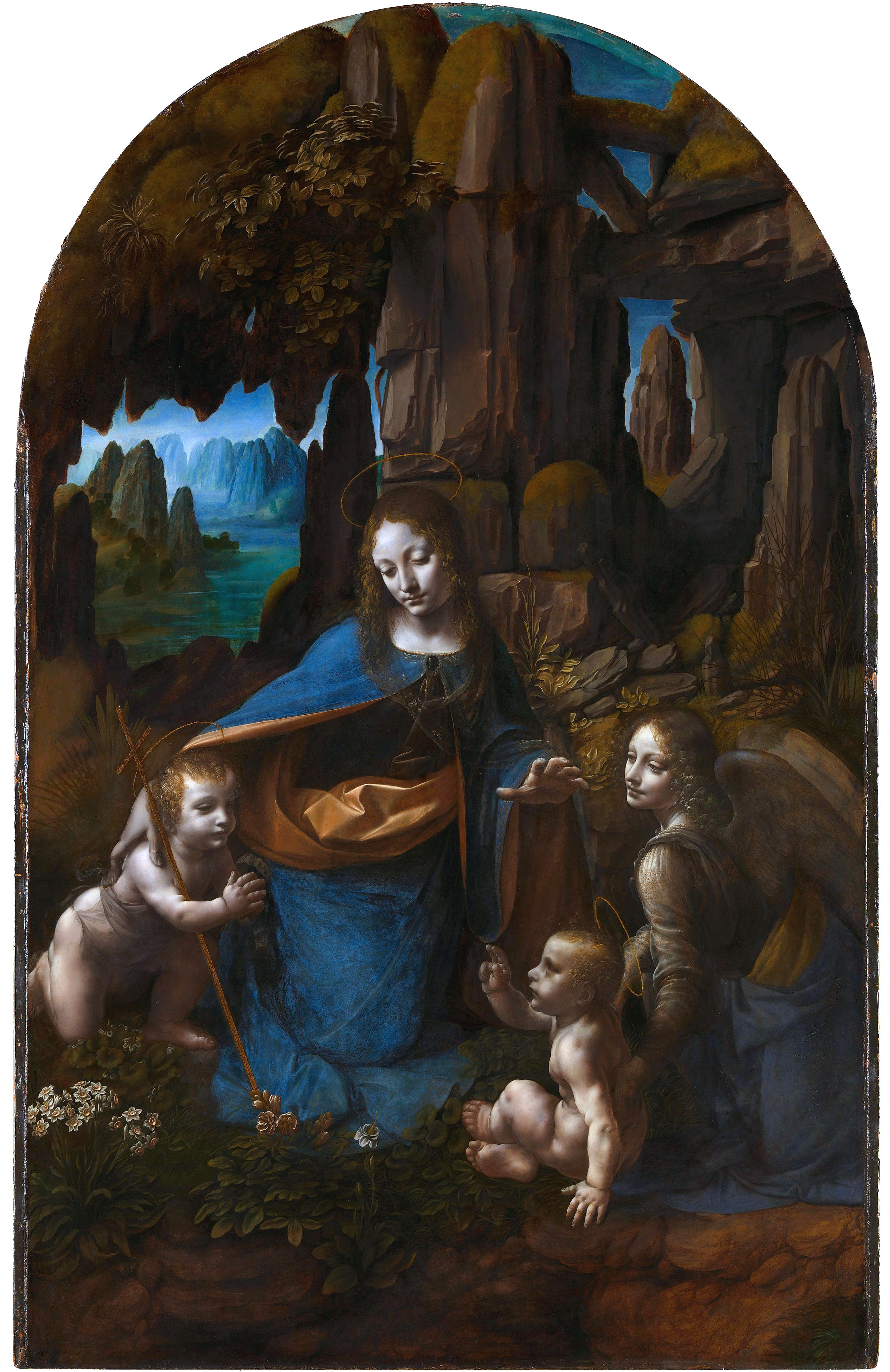
Felsgrottenmadonna, zweite Fassung (1493–1495)
Dame mit dem Hermelin (1483–1490)
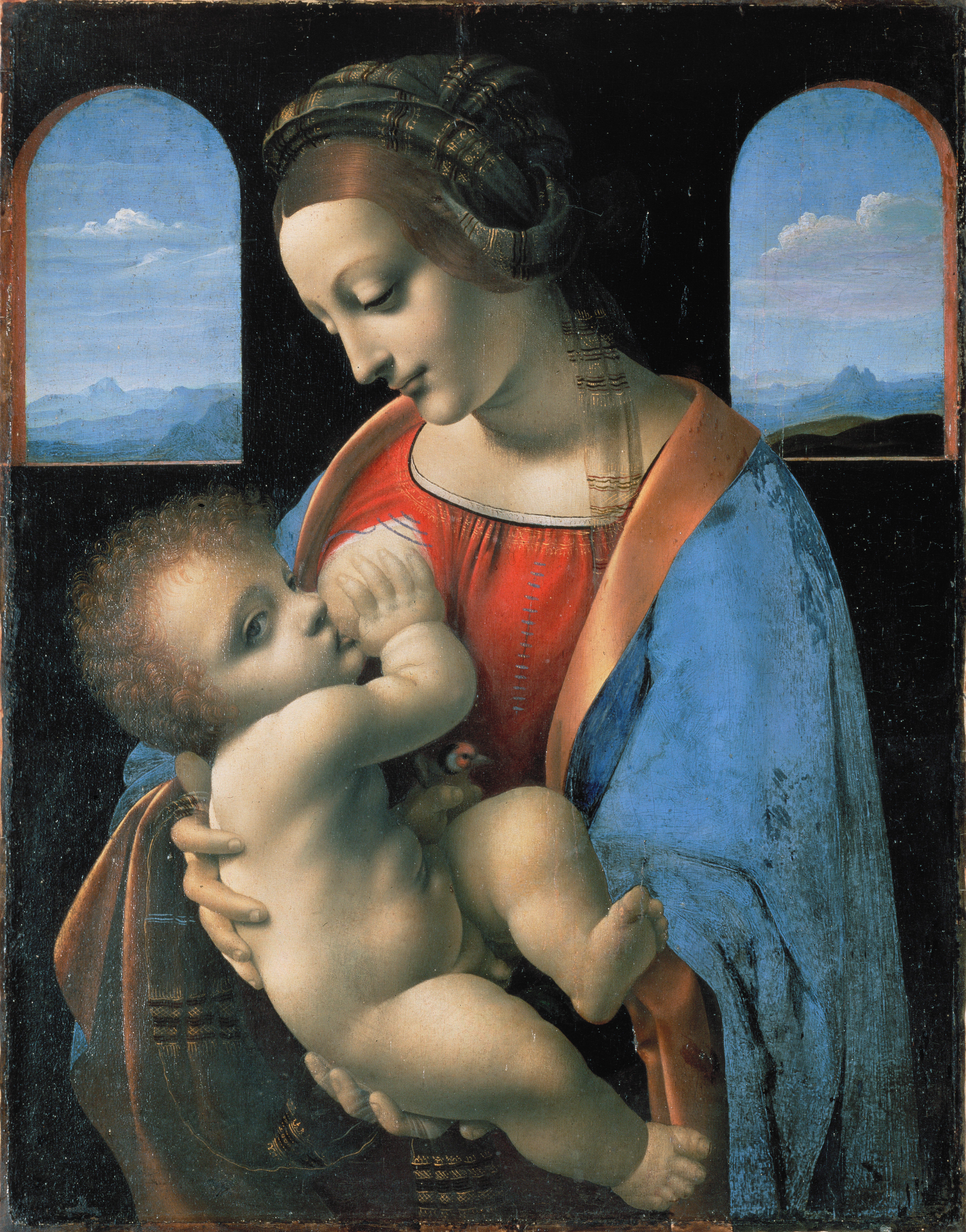
Madonna Litta (1490)
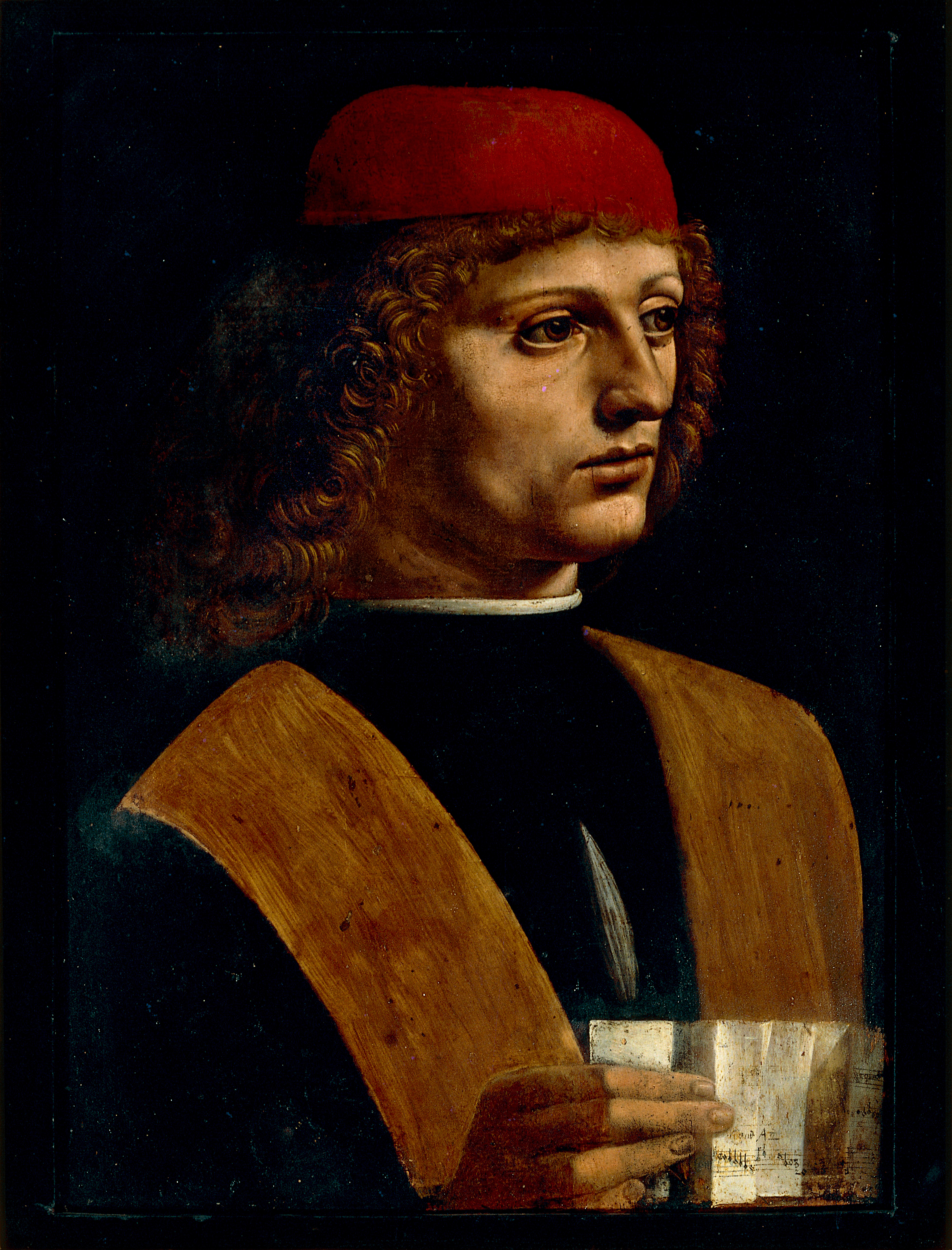
Bildnis eines jungen Mannes (1485–1490)

### Il Cenacolo(Das Abendmahl)
Als Leonardo etwa 40 Jahre alt und davon fast zehn Jahre für den Mailänder Hof tätig gewesen war, bekam er von Ludovico Sforza den Auftrag, ein Bild für die Stirnwand des Refektoriums des Konvents von Santa Maria delle Grazie in Mailand zu malen.
Das bereits während der Entstehung von vielen Künstlern bewunderte Bild Das Abendmahl (ital.: Cenacolo oder Ultima Cena), ein Wandgemälde mit den Maßen von 8,8 × 4,6 m, entstand in den Jahren 1494 bis 1498. Es stellt den Moment dar, in dem Jesus seinen Jüngern mitteilt, dass einer von ihnen ihn in wenigen Stunden verraten würde.
Leonardo malte das Bild in Tempera auf eine getrocknete Gipswand (Seccomalerei), also weder als Fresko noch in Öl, wie spätere Legenden behauptet haben. Die Tempera-Trägersubstanz hielt nicht lange auf dem Gipsuntergrund und dieser auch nicht auf der Wand. Durch Feuchtigkeit und Schimmelbildung kam es zu Abblätterungen und Schuppenbildung. Dieser Prozess zog sich über einige Jahrzehnte hin. Die Restaurierungsversuche im 18. Jahrhundert gründeten auf der falschen Annahme, das Werk sei in Öl ausgeführt worden. So hat man es einmal mit Öl überstrichen, in der Hoffnung, dadurch die Farben wiederherstellen zu können. Andere versuchten es mit unterschiedlichen „Geheimmitteln“, meistens schädlichen Lacken und Klebstoffen. Erst Mitte der 1970er Jahre konnte der weitere Verfall durch moderne Restaurierungstechniken aufgehalten werden. Eine weitere Restaurierung folgte um die Jahrtausendwende. Der Zustand des Werks wurde mittlerweile mit einer Auflösung von 16 Gigapixel dokumentiert.
Trotz der großen Beschädigungen hinterließ das schon halb aufgelöste Bild immer wieder einen tiefen Eindruck auf die verschiedensten Betrachter. Im Mai 1788 sah auch Goethe auf seiner Rückreise aus Rom das Bild. Später schrieb er einen Aufsatz über Leonardos Abendmahl, in dem es unter anderem heißt:

„… wodurch Leonardo dieses Bild hauptsächlich belebte: Es ist die Bewegung der Hände; dies konnte aber auch nur ein Italiener finden. Bei seiner Nation ist der ganze Körper geistreich, alle Glieder nehmen teil an jedem Ausdruck des Gefühls, der Leidenschaft, ja des Gedankens …“

Um die Personen als Charaktere darstellen zu können, suchte Leonardo seine „Typen“ sorgfältig aus und fertigte viele Gesichtsstudien an. Die Gesichter von Jesus und Judas blieben unvollendet, der Perfektionist Leonardo fand keine befriedigende Lösung für eine malerische Darstellung.

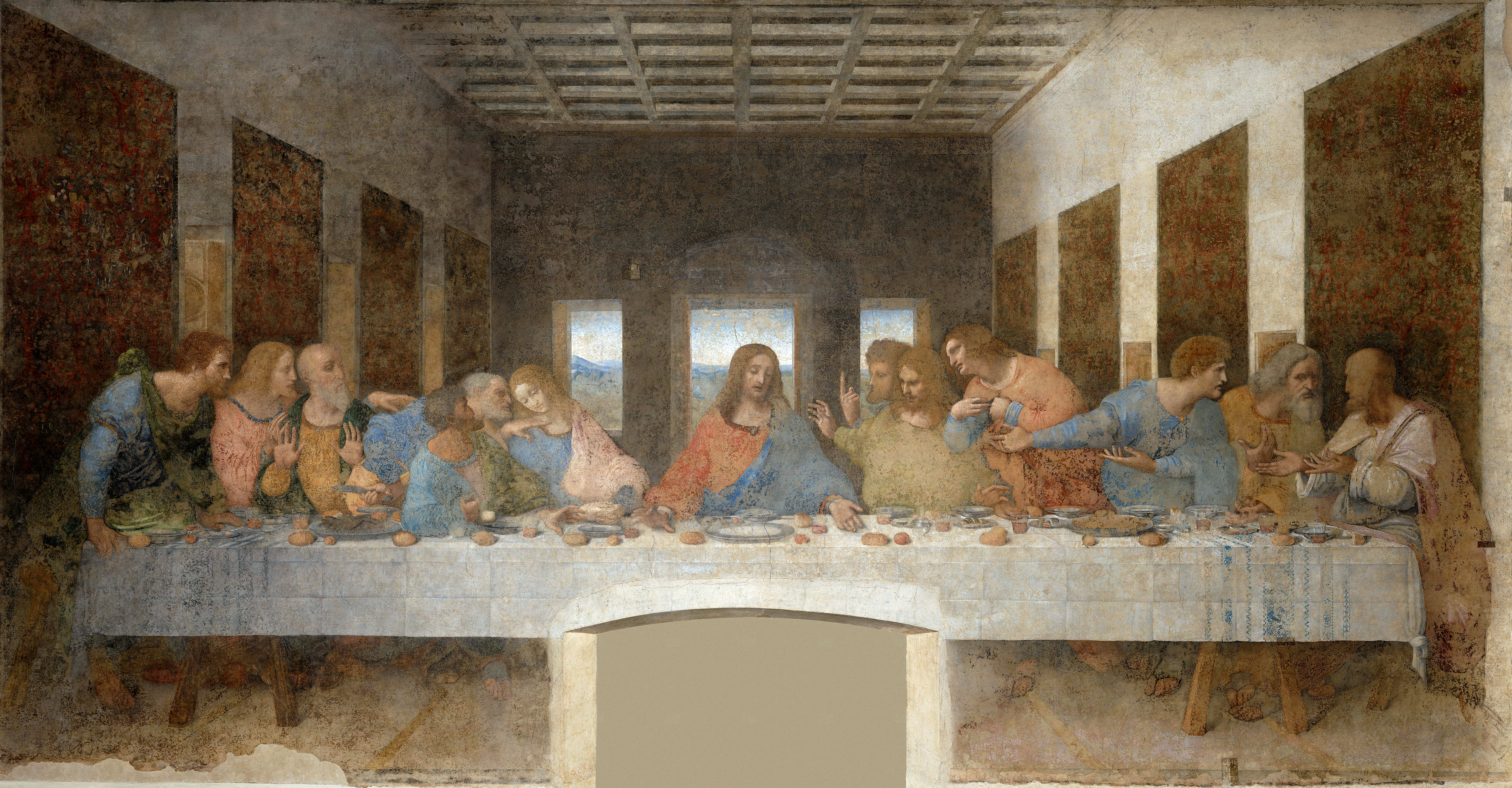
Das Abendmahl (Seccotechnik) entstand zwischen 1495 und 1498

### Freundschaft mit Luca Pacioli

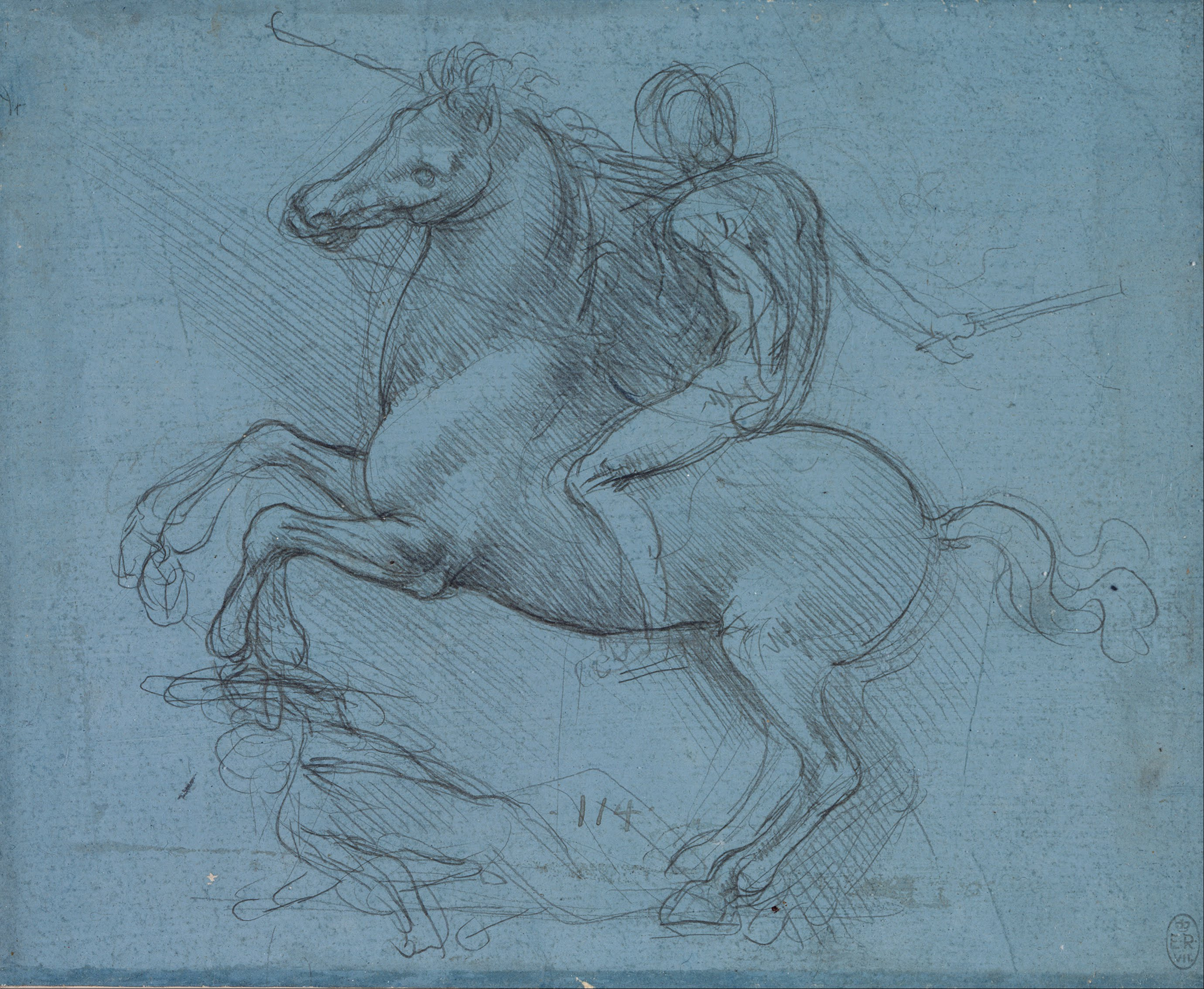
Leonardos Entwurf für das Sforza-Monument, 1489

Nach dem Erfolg seines Abendmahls fuhr Leonardo mit der Arbeit am Sforza-Monument – dem Cavallo – fort, dessen sieben Meter hohes Tonmodell bereits drei Jahre lang im Corte Vecchio des Castello stand und allgemein bewundert wurde. Nun sollte das Monument in Bronze gegossen werden. Hilfe für die schwierigen Berechnungen für den Bronzeguss bekam Leonardo von dem Mathematiker Luca Pacioli aus Borgo San Sepolcro, dessen Summa de aritmetica, geometrica etc. Leonardo bei ihrer Ersterscheinung in Pavia erworben hatte. Der Mathematiker bewunderte Leonardos Malereien und Skulpturen und mehr noch seine mathematischen, physikalischen und anatomischen Forschungen, die er in den Manuskriptsammlungen Leonardos kennenlernte. Beide arbeiteten an Paciolis nächstem Buch De divina proportione („Über das göttliche Verhältnis“), das den Goldenen Schnitt behandelte. Auch die seit der Antike bestehende mathematische Aufgabenstellung zur Quadratur des Kreises versuchten beide zu lösen.

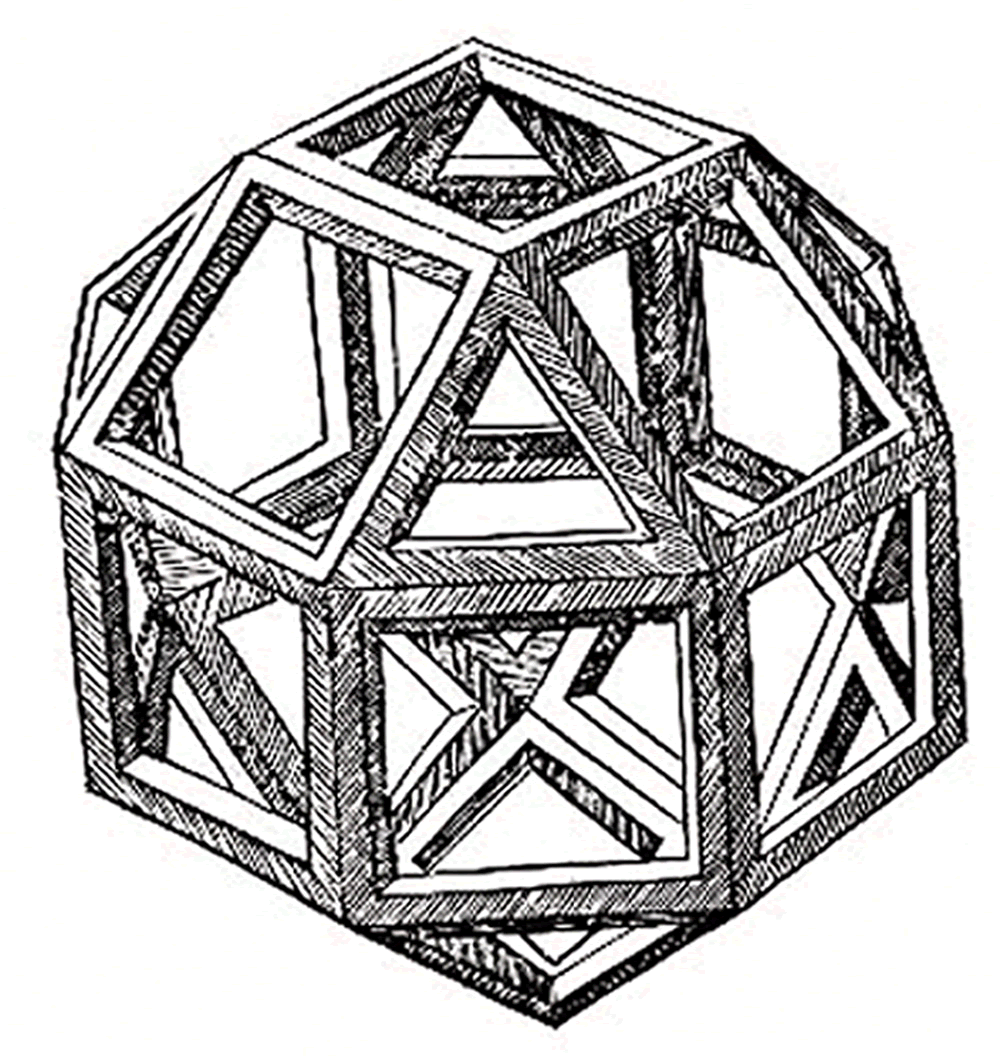
Leonardos Darstellung eines Rhombenkuboktaeders aus Luca Paciolis Divina Proportione

Bald beteiligte sich Pacioli auch an der Fertigstellung der Innendekoration bestimmter Kammern des Castello, der Saletta Negra und der Sala delle Asse, die bereits von anderen Künstlern begonnen worden war. Bei Reparaturarbeiten Ende des 19. Jahrhunderts legte Paul Müller-Walde unter den neu verputzten und getünchten Raumdecken Spuren von Leonardos Handwerk frei; so wurden in der großen Sala delle Asse viele Spuren Leonardos gefunden. Ein Großteil der Dekoration war gut erhalten und restaurierbar.
Für diese und andere künstlerische Arbeiten wurde Leonardo 1498 mit einem Garten außerhalb der Porta Vercelli belohnt, zu einer Zeit, als Geld nur spärlich floss und sein Gehalt lange im Rückstand war. Aber wiederum konnte er die Aufgabe nicht beenden, genauso wie das Bronzemonument, das der Herzog aus Mangel an Bronze (die er für Waffen benötigte) schließlich einstellen ließ. Dies half ihm aber nicht, seine Vertreibung im Jahre 1499 durch den französischen König Ludwig XII. zu verhindern. Ludovico musste fliehen, Leonardo und andere Künstler verließen Mailand.

## Wanderjahre (1499–1512)

### Wieder in Florenz
Als Leonardo und sein Freund Luca Pacioli Mailand im Dezember 1499 verließen, war ihr Ziel Venedig. Leonardo bot dort seine Dienste als Ingenieur an und stellte seine Kriegsmaschinen vor, darunter auch einen Taucheranzug für den Unterwasserkampf. Er bekam jedoch keine Anstellung und zog weiter nach Mantua, wo er von der Herzogin Isabella d’Este empfangen wurde, die als kultivierteste Dame ihrer Zeit galt. Er versprach, zu einem späteren Zeitpunkt ein Porträt von ihr zu malen; zunächst fertigte er eine Kreidezeichnung an, die sich heute im Louvre befindet.

Anna selbdritt, Paris, Louvre

Die Freunde zogen im April 1500 nach Florenz, das gerade die moralische Diktatur Savonarolas überstanden hatte und wieder Republik geworden war. Hier fand Leonardo vorübergehend Unterschlupf im Kloster Annunziata, wo er sich verpflichtete, ein Altarbild für die Basilica della Santissima Annunziata zu malen. Ein Jahr verging, ohne dass der Auftrag ausgeführt wurde. Wissenschaftliche Fragen der physikalischen Geografie und des Ingenieurwesens fesselten Leonardo mehr als die Malerei. Er schrieb an Briefpartner, um Erkundigungen über die Gezeiten im Euxinischen und Kaspischen Meer einzuholen. Zur Information der Mercanti berichtete er über die gegen einen drohenden Erdrutsch auf dem Hügel von San Salvatore dell’Osservanza zu ergreifenden Maßnahmen. Er legte Zeichnungen und Modelle für die Kanalisierung und die Kontrolle des Arno vor und entwickelte einen Plan zum Transport des Florentiner Baptisteriums (Dantes bel San Giovanni) in einen anderen Stadtteil, wo es auf einen großen Marmorsockel gestellt werden sollte.
Den ungeduldigen Serviten-Brüdern von Annunziata legte er schließlich im April 1501 einen Entwurf des Altarbilds auf Karton vor, der in Florenz unter großer Beteiligung von Publikum ausgestellt wurde. Das Thema war die Jungfrau, die sich auf dem Schoß der Heiligen Anna sitzend vorbeugt, um ihr Kind festzuhalten, das halb aus ihrer Umarmung entflohen ist, um mit einem Lamm auf dem Boden zu spielen. Trotz des allgemeinen Lobs für seinen Entwurf vollendete Leonardo das Altarbild nicht. Die Mönche von Annunziata mussten den Auftrag an Filippino Lippi geben, nach dessen Tod die Aufgabe von Perugino beendet wurde. Leonardo vollendete erst später das Bild (1506–1516), das als Anna Metterca oder Anna selbdritt („Anna zu dritt“) heute im Louvre zu sehen ist.
In Florenz bemühte sich Leonardo um Aufträge. Der Gonfaloniere Piero Soderini bot ihm einen riesigen Marmorblock zur freien Verfügung an, doch Leonardo lehnte dankend ab. Drei Jahre später schlug Michelangelo seinen David aus diesem Block. Vom französischen Hof erhielt er den Auftrag für ein weiteres Madonnenbild; 1501 malte er die Madonna mit der Spindel. Aber eigentlich interessierte er sich viel mehr für technische und wissenschaftliche Herausforderungen und suchte dafür nach einem fürstlichen Auftraggeber.

### Im Dienst Cesare Borgias
Im Frühjahr 1502 trat er in den Dienst Cesare Borgias, des Herzogs von Valentino. Dieser war zu diesem Zeitpunkt mit der Konsolidierung seiner jüngsten Eroberungen in der Romagna beschäftigt. Zwischen Mai 1502 und März 1503 bereiste Leonardo als oberster Ingenieur einen großen Teil Mittelitaliens. Nach einem Besuch in Piombino an der Küste gegenüber Elba fuhr er über Siena nach Urbino, wo er kartografische Zeichnungen anfertigte. Anschließend wurde er über Pesaro und Rimini nach Cesena gerufen; zwischen Cesena und Cesenatico verbrachte er zwei Monate, in denen er Kanal- und Hafenarbeiten plante und leitete und mit der Planung zur Restaurierung des Palasts von Friedrich II. beauftragt wurde.
Danach begleitete er seinen Arbeitgeber, der in Imola von Feinden belagert wurde. Hier lernte Leonardo auch Niccolò Machiavelli kennen, der als Abgesandter von Florenz mit Cesare Verhandlungen führte. Er folgte ihm nach Sinigallia, Perugia und schließlich über Chiusi und Acquapendente nach Orvieto und Rom, wo Cesare im Februar 1503 ankam. In dieser Zeit verließ Leonardo den skrupellosen Herzog und kehrte zurück nach Florenz.

### Gemälde der Anghiarischlacht
1503 erhielt Leonardo den Auftrag, ein großes Schlachtengemälde für eine der Wände des neuen Ratssaals im Palazzo della Signoria zu schaffen. Er erhielt als Thema eine Episode des Sieges der Florentiner über die Mailänder nahe einer Brücke bei Anghiari im oberen Tibertal. Michelangelo, der gerade seinen David vollendet hatte, wurde mit einem weiteren Schlachtengemälde auf der gegenüberliegenden Wand des Saals betraut. Sein Thema war die Schlacht bei Cascina.
Zur Vorbereitung des Kartons wurde Leonardo die Sala del Papa in Santa Maria Novella zugewiesen. Aus seinen Berichten an die Signoria und durch Belege für sein Honorar, für Arbeitslöhne und Materialrechnungen wird sein kontinuierliches Arbeiten am Karton deutlich. In weniger als zwei Jahren (1504–1505) war der Karton, der nicht erhalten ist, fertiggestellt. Als dieser zusammen mit dem des Michelangelo ausgestellt wurde, wurden beide Entwürfe als großartige Kunstwerke bewundert und dienten den damaligen Studenten als Modell und Beispiel, so wie die Fresken von Masaccio in Santa Maria del Carmine den Schülern zwei Generationen zuvor geholfen hatten. Auch der junge Raffael lernte in dieser Zeit von Leonardo, ebenso Fra Bartolommeo.
Leonardo übertrug seinen Entwurf auf die Maueroberfläche. Dazu experimentierte er mit einer neuen technischen Methode, die er nach einem vorläufigen Versuch in der Sala del Papa für erfolgversprechend hielt. Die Farben mussten auf einen speziell präparierten Untergrund aufgetragen werden, worauf jene – Farben und Untergrund – mittels Wärme verbunden wurden. Zur Beschleunigung des Trocknungsvorgangs wurde Hitze aus Feuerschalen angewandt, die aber ungleichmäßig wirkte: Die Farben verliefen oder schuppten von der Wand ab. 1506 brach Leonardo, der für einen Auftrag in Mailand beurlaubt wurde, die Arbeiten ab und nahm sie nach seiner Rückkehr nach Florenz nicht wieder auf. Der Ingenieur und Messtechniker Maurizio Seracini vermutet, dass das Gemälde sich hinter einer Wand, auf der sich heute ein Fresko Vasaris befindet, immer noch vorhanden ist. Seine Bohrungen durch das Vasari-Fresko, die bisher zu keinem Ergebnis führten, wurden im September 2012 eingestellt.

### Mona Lisa

Mona Lisa, 1503–1506. Paris, Louvre

In den Jahren 1503–1506 arbeitete Leonardo auch intensiv am Porträt der Mona Lisa. Einige Quellen belegen, dass die neapolitanische Hausfrau Monna Lisa del Giocondo (geb. Gherardini), Gattin des Francesco di Bartolommeo di Zanobi del Giocondo, für dieses Bild das Modell saß. In Lisa Gherardini soll er ein Modell gefunden haben, dessen Antlitz und Lächeln einen einzigartigen, rätselhaften Charme besaß. Er arbeitete an diesem Porträt während eines Teils von vier aufeinander folgenden Jahren und ließ während der Sitzungen Musik aufspielen. Zeit seines Lebens konnte sich Leonardo nicht von dem Bild (Maße 77 × 53 cm) trennen. Neuere Forschungen weisen darauf hin, dass der Auftraggeber Giuliano di Lorenzo de’ Medici gewesen sei und das Bild eine idealisierte Mutter darstelle. Andere Quellen sollen belegen, dass es sich bei Mona Lisa um den heimlichen Geliebten Salaj handelt, der für das Bild Modell war. Demnach handele es sich bei dem Gemälde eigentlich um die Darstellung eines Mannes. Der Name Mona Lisa sei ein Anagramm zu Mon Salai (dt.: „Mein Salai“). Bereits der erste Biograph von Leonardo, Giorgio Vasari (1511–1574), erwähnte diese These zum Anagramm.
Nach seinem Tod blieb das Werk im Nachlass, wurde mit anderen Gemälden von seinem Schüler Salaj verwaltet und später von Franz I. von Frankreich für viertausend Goldflorin erworben. Seit 1804 ist es im Louvre ausgestellt. Vorübergehend gelangte es in den Besitz von Napoleon, der es in seinem Schlafzimmer platzierte und von dem rätselhaften Lächeln fasziniert war.
Heute ist das Gemälde ein ausgesprochener Publikumsmagnet, das Original ist jedoch nach einem Anschlag im Jahr 1956 nur noch durch Panzerglas zu betrachten. Der Reichtum der Farben hat sich im Lauf der Jahrhunderte verflüchtigt, teils durch Beschädigungen, teils weil der Maler bei seinen Bemühungen um Effekte daran gewöhnt war, seine Figuren auf einem Hintergrund zu modellieren, der im Laufe der Zeit dunkler wurde. Doch selbst in nachgedunkeltem Zustand bleiben die Raffinesse des Ausdrucks und die Präzision und Feinheit der Zeichnung erkennbar.

### Im Dienste des französischen Hofes
Am 9. Juli 1504 starb Leonardos Vater in Florenz und im Jahre 1506 sein Onkel Francesco, der seinen Neffen zum Alleinerben einsetzte. Es kam zu Rechtsstreitigkeiten mit seinen Halbgeschwistern. Auch mit der Signoria in Florenz gab es Streit, vermutlich wegen eines unfertigen Wandgemäldes (Die Schlacht von Anghiari) im Saal der Fünfhundert des Palazzo Vecchio. Leonardo nahm ein Angebot des französischen Hofes an und wurde Hofmaler und leitender Ingenieur in Mailand. Dort hatte Ludwig XII. Charles d’Amboise, Marschall von Chaumont, Leutnant des französischen Königs in der Lombardei, als Vizekönig eingesetzt. Beide bewunderten Leonardo sehr („unseren lieben und viel geliebten Leonardo“), schätzten besonders sein Organisationstalent, wenn es um die Ausrichtung von königlichen Festivitäten ging, und ließen ihm andererseits freie Hand, vor allem für seine wissenschaftlichen Forschungen und anatomische Studien, die er zusammen mit dem damals berühmten Anatomie-Professor von Pavia, Marcantonio della Torre (1481–1511), betrieb.
Auch als Ingenieur war er gefordert, einerseits mit Planungen für einen neuen Palast in der Nähe der Porta Venezia, andererseits mit großen hydraulischen Projekten bzw. Bewässerungsarbeiten (Talsperren, Kanäle) in der Lombardei. Er konstruierte den ersten Wasserzähler und beschäftigte sich in einer Studie intensiv „mit dem Wissen des Wassers“.

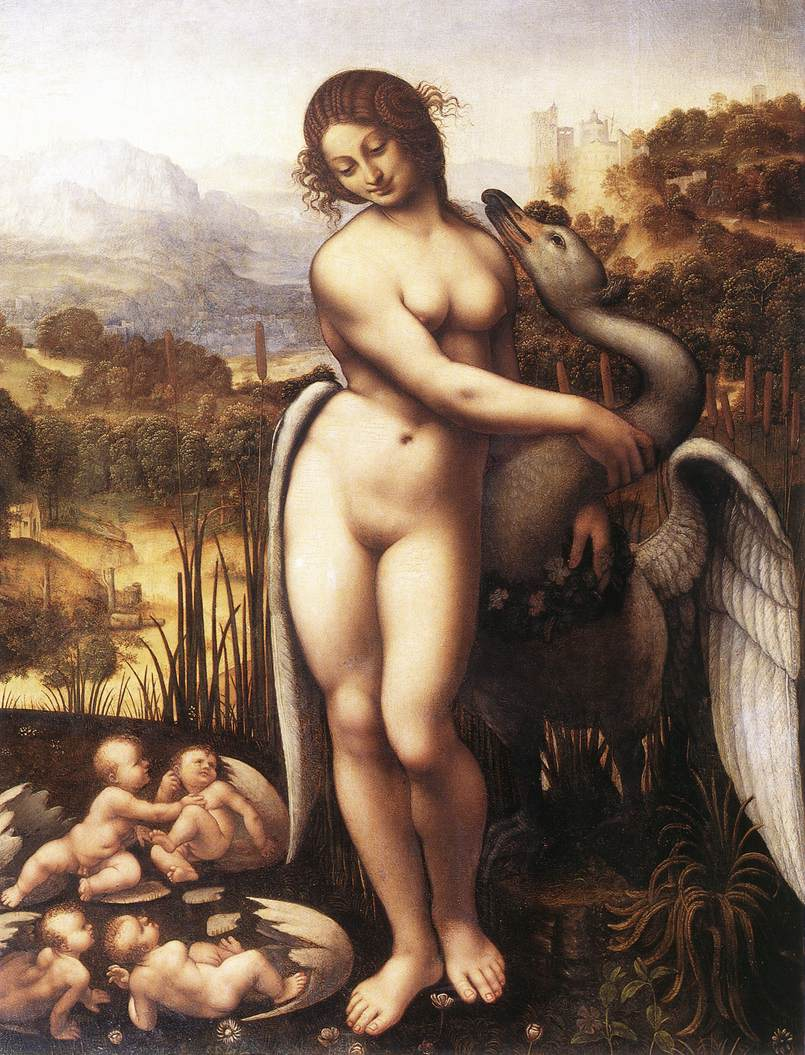
Leda mit dem Schwan, nach einer Vorlage Leonardos wahrscheinlich von Cesare da Sesto gemalt

Mit Unterstützung von Charles d’Amboise konnte Leonardo auch den alten Streit um sein Altarbild Felsgrottenmadonna (das inzwischen in Besitz des Königs von Frankreich war) regeln. Er fertigte (mit Hilfe von Ambrogio da Predi) eine Kopie an. Etwa zur gleichen Zeit arbeitete er weiter an seinen Bildern Anna Metterca und Mona Lisa. Er malte Leda mit dem Schwan (das Originalgemälde gilt als verschollen) sowie die ersten Entwürfe für Johannes der Täufer. Sein neuer Freund, Schüler, aber auch Amanuensis wurde Francesco Melzi. In der Villa der Melzi-Familie in Vaprio, wo Leonardo regelmäßig verkehrte, wurde eine Madonna auf einer der Wände traditionell ihm zugeschrieben, zumindest wurde es unter seiner Anleitung gemalt.
Einen interessanten Auftrag bekam Leonardo von Gian Giacomo Trivulzio, der als französischer Kommandant Mailand erobert hatte und sich nach seinem Tod eine würdige Grabstätte wünschte. In Anlehnung an die alten Arbeiten des Sforza-Reiterstandbildes entwarf Leonardo das Trivulzio-Monument (aufbäumendes Pferd mit Reiter). Aber auch dieses Projekt konnte schließlich nicht realisiert werden, genauso wie seine Pläne, das Wissen der Zeit (mit Hilfe seiner inzwischen zahlreichen Notizbücher) als Enzyklopädie zusammenzutragen.
Als sein Mäzen Charles d’Amboise 1511 verstarb und sich zudem die politischen Verhältnisse in Norditalien abermals veränderten (die Medici und die Sforza kamen 1512 wieder an die Macht), verließ der inzwischen Sechzigjährige die Stadt Mailand und zog zu seinem Schüler Francesco Melzi in den Palazzo Trezzo der Familie Melzi nach Vaprio d’Adda. Es wird vermutet, dass er dort die Rötelzeichnung mit dem Kopf eines bärtigen Mannes malte, das sogenannte „Selbstbildnis des Leonardo da Vinci“. Heute befindet sich die Zeichnung in der Sammlung der Biblioteca Reale in Turin.

## Die letzten Jahre (1512–1519)

### Rom, im Dienste des Vatikans
Inzwischen hatte Papst Julius II. Rom zum Zentrum der italienischen Kunst gemacht. Als ihm 1513 Giovanni de Medici als Leo X. nachfolgte, wurde Leonardo vom jüngeren Bruder des Papstes, Giuliano di Lorenzo de’ Medici, als Künstler nach Rom berufen. Er wurde im Belvedere des Vatikans untergebracht und sah viele alte Freunde wie den Baumeister Donato Bramante oder den Maler Sodoma wieder. Er bekam ein eigenes Atelier mit einem deutschen Mitarbeiter, der jedoch den Auftrag hatte, den Papst, der keine Sympathien für Leonardo hegte, stets über dessen Aktivitäten zu unterrichten.

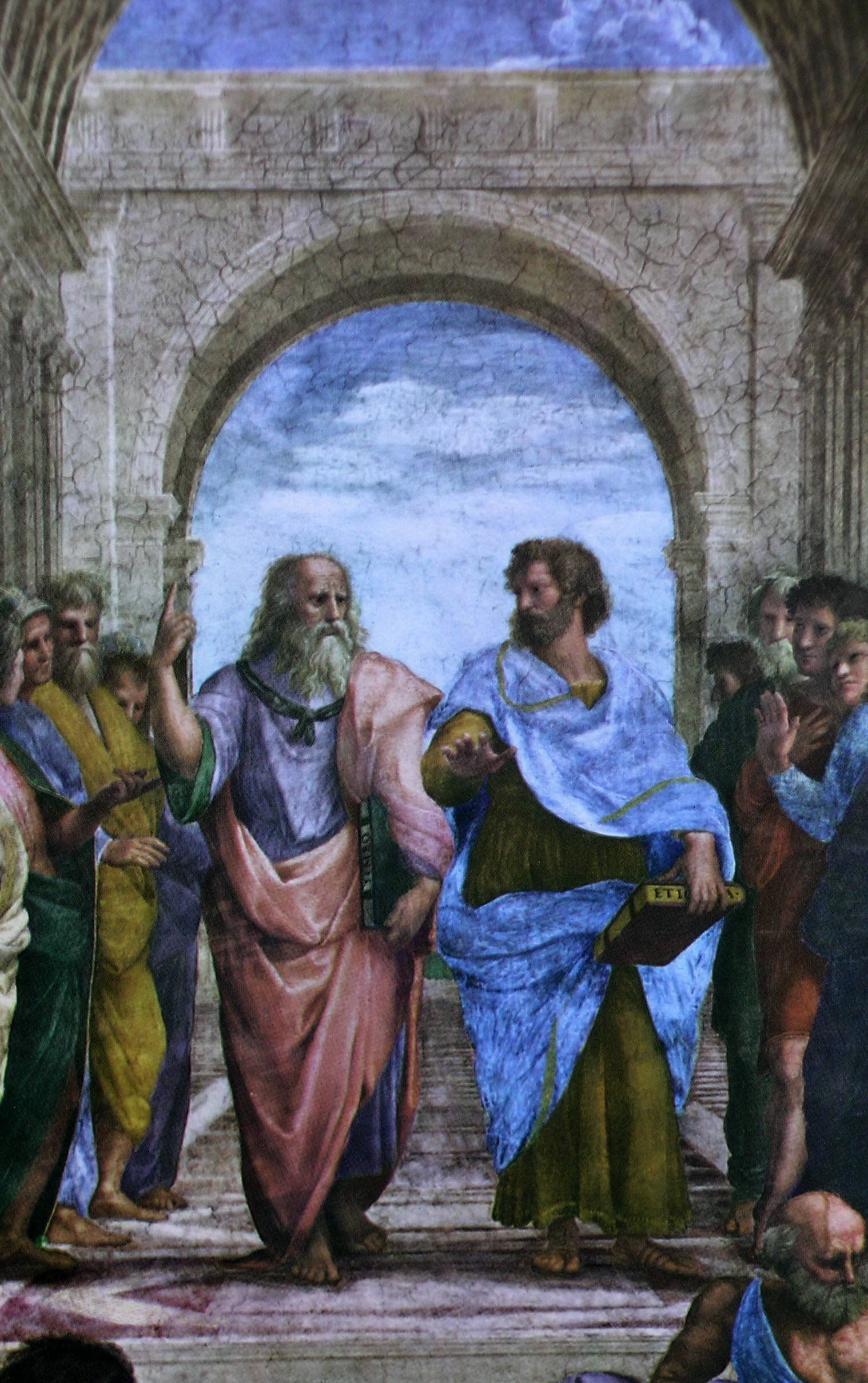
Leonardo als Platon, Ausschnitt aus Raffaels Fresko Die Schule von Athen

Die Bedingungen in Rom stellten sich als ungünstig für Leonardo heraus. Vom Papst wurde er nur halbherzig geduldet, ganz anders die jüngeren Künstler Raffael und Michelangelo, die sich durch ihre Arbeiten in den Stanzen und der Sixtinischen Kapelle große Anerkennung erwarben und vom Papst gefördert wurden. Ihre rivalisierenden Anhänger hassten sich gegenseitig und wandten sich erbittert gegen den altgedienten, inzwischen ergrauten Günstling der Medici. Der junge Raffael allerdings bewunderte sein altes Vorbild und hatte ihn Jahre zuvor in seinem großen Fresko Die Schule von Athen als den im Zentrum stehenden Platon verewigt.
Leonardo litt in seinen römischen Jahren nicht nur an Krankheiten, sondern auch an der Hektik und den Intrigen im Vatikan. Zum ersten Mal im Leben fühlte er sich zurückgesetzt und gekränkt, vor allem als man ihn wegen seiner vor dem Zeichnen von Muskeln und Knochen durchgeführten anatomischen Studien, zu denen Leonardo (ebenso wie Michelangelo es tat) toten Menschen und Tieren die Haut abpräparierte, bespitzelte und ihm Leichenfledderei und Pietätlosigkeit vorwarf. Insgesamt blieb Leonardo knapp zwei Jahre in Rom und arbeitete kaum als Maler (bis auf den lächelnden Johannes den Täufer), sondern mehr als Ingenieur. Unter anderem arbeitete er an einem Projekt zur Energiegewinnung aus Sonnenlicht. Mit Hilfe eines deutschen Spiegelmachers und eines Metallschmiedes baute er verschiedene Hohlspiegel (Sonnenreflektoren), um mit diesen die Sonnenenergie in Wärme zu verwandeln und kochendes Wasser für eine Färberei zu gewinnen.

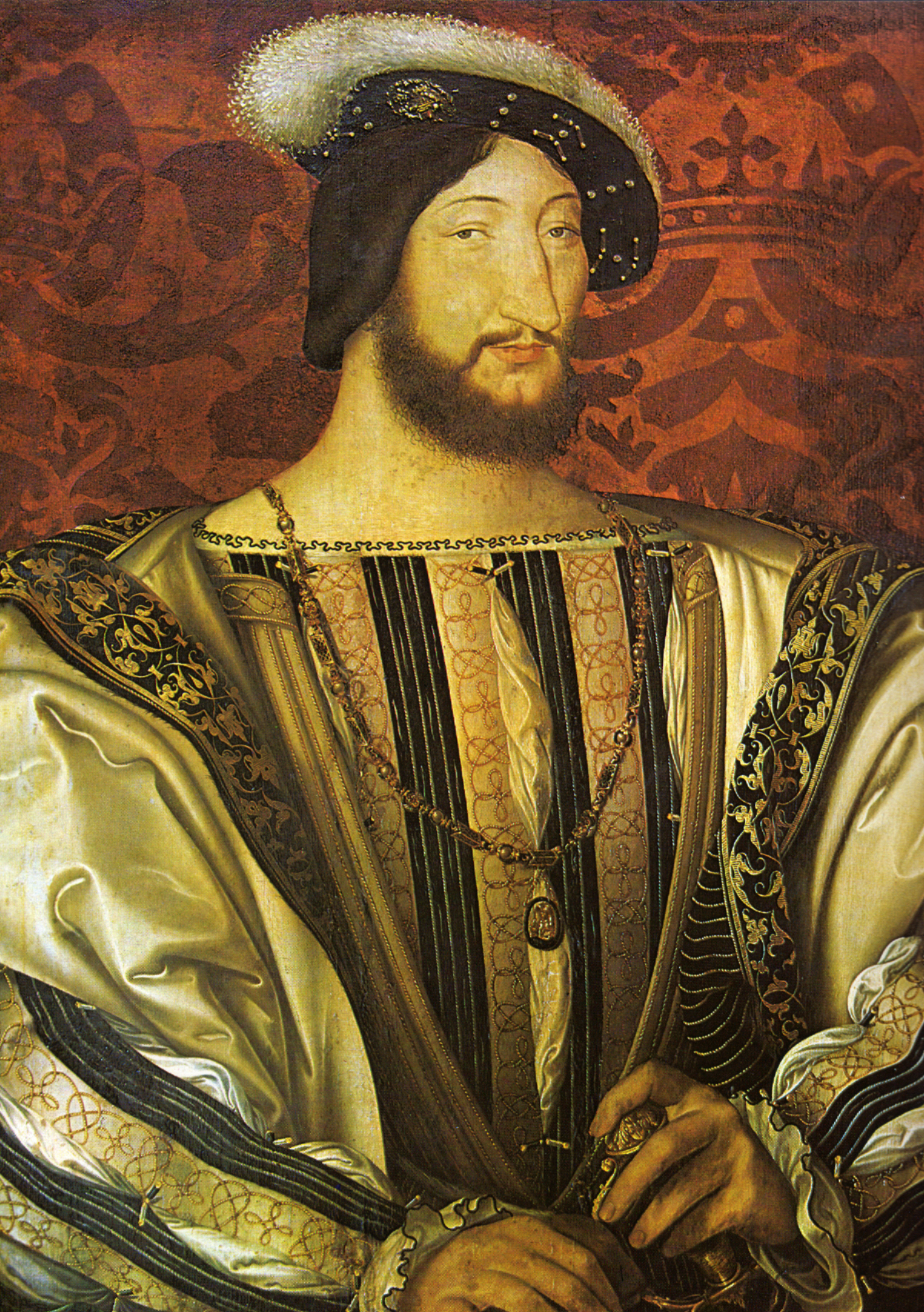
Franz I. von Frankreich (Jean Clouet zugeschrieben, um 1525, Paris, Louvre)

Die einzigen aus Leonardos Zeit in Rom bekannten Ingenieurtätigkeiten waren die Arbeiten am Hafen und an den Verteidigungsanlagen von Civitavecchia sowie Aktivitäten zur Trockenlegung der Pontinischen Sümpfe. Durch weitere umfangreiche anatomische Studien entdeckte Leonardo damals auch die Arteriosklerose bei alten Menschen. Doch seine Aufzeichnungen hierüber wurden nie publiziert und blieben jahrhundertelang verschollen, ebenso seine apokalyptischen Visionen, die später im Codex Atlanticus gefunden wurden.
Inzwischen war sein französischer Gönner Ludwig XII. in den letzten Tagen des Jahres 1514 gestorben. Sein junger und brillanter Nachfolger Franz I. von Frankreich überraschte Europa: Er stieß an der Spitze einer Armee über die Alpen vor, um seine Rechte in Italien geltend zu machen und in der Schlacht von Marignano das Herzogtum Mailand zurückzuerobern. Nach einigem Zögern befahl Leo X. im Sommer 1515 Giuliano de Medici, die päpstlichen Truppen in die Emilia zu führen und die Bewegungen der Invasoren zu beobachten. Leonardo begleitete seinen Mäzen bis nach Florenz, wo Giuliano erkrankte und am 17. März 1516 verstarb. In seiner alten Heimatstadt wurde Leonardo dem neuen französischen König vorgestellt. Der junge Souverän und der alte Künstler und Wissenschaftler verstanden sich gut, und so nahm der Altmeister – nach anfänglichem Zögern – die Einladung des Königs an, seine letzten Jahre in Frankreich zu verbringen, wo ihm ein neues Heim, Ehre und Achtung zugesichert wurden. Abermals packte er alles Hab und Gut und drei seiner Gemälde: Das Bild einer Florentinerin (als Mona Lisa vermutet), Johannes und Anna selbdritt. und machte sich mit seinen Schülern Salai und Francesco Melzi auf den langen Weg.

### Alterssitz in Frankreich
Die letzten zwei Jahre seines Lebens verbrachte Leonardo da Vinci im Schloss Clos Lucé in Amboise, das ihm zusammen mit einer großzügigen Pension überlassen wurde. Auch seine zwei Liebhaber (offiziell seine Diener, Begleiter, Schüler oder Anhänger) Francesco Melzi und Gian Giacomo Caprotti, genannt Salaj, erhielten vom Französischen König eine Apanage. Der Hof kam oft nach Amboise, und der König erfreute sich regelmäßig der Gesellschaft seines Schützlings. Er erklärte, dass Vincis Wissen in der Philosophie und den schönen Künsten jenseits dessen stehe, was alle Sterblichen wüssten.

Johannes der Täufer, 1513–1516,
Paris, Louvre

Am 10. Oktober 1517 besuchte der Kardinal Louis d’Aragon Leonardo in Cloux, dessen Sekretär Antonio de Beatis einen Bericht hinterließ. Leonardo war wohl erheblich vorgealtert, da der 65-Jährige von den Gästen auf über 70 geschätzt wurde. Er würde nicht mehr mit der gewohnten Feinheit malen können, jedoch zeichnen und Unterricht geben. Er zeigte dem Kardinal drei seiner Bilder: Das einer Florentinerin, nach der Natur auf Wunsch des verstorbenen Giuliano de` Medici gemalt, Anna selbdritt und einen jugendlichen Johannes den Täufer. Dieses wahrscheinlich letzte Bild von seiner Hand hat er möglicherweise erst in Frankreich vollendet. Es zeigt das abgedunkelte Bild eines Johannes, der prophetisch mit einem Finger aufwärts zeigt. Besonders deutlich wird hier Leonardos Chiaroscuro-Technik. Im Frühjahr 1518 hatte Leonardo Gelegenheit, seine alten Talente als Organisator von Festen einzusetzen, als gleichzeitig der Dauphin getauft und eine Medici-Bourbonische Hochzeit gefeiert wurde. Bereits in Rom hatte er einen mechanischen Löwen konstruiert, der sich zum Erstaunen aller Gäste einige Schritte alleine fortbewegen konnte. Die letzten erhaltenen Aufzeichnungen von seiner Hand stammen vom 24. Juni 1518 und sind zwischen geometrischen Übungen eingefügt.
Bis wenige Wochen vor seinem Tod war Leonardo aktiv, sei es als Planer für einen neuen Palast in Amboise, als Projektingenieur für einen großen Kanal (Canal du Centre) zwischen Loire und Saône oder als Zeichner anatomischer Studien oder Architekturstudien in seinen Büchern. Gegen Ende seines Lebens sah der weise Uomo universale das Ende der – von ihm wenig geachteten – Menschheit voraus und malte verschiedene Wasserstudien der Sintflut, die man in seinen Heften fand. Dabei war auch zu lesen:

„Die Luft wird dünner und ohne Feuchtigkeit sein, die Flüsse werden ohne Wasserzufuhr bleiben, das Erdreich nichts mehr wachsen lassen. Die Tiere werden verhungern. Auch den Menschen wird nichts übrig bleiben, als zu sterben. Die einst fruchtbare Erde wird wüst und leer.“

### Tod und Nachlass

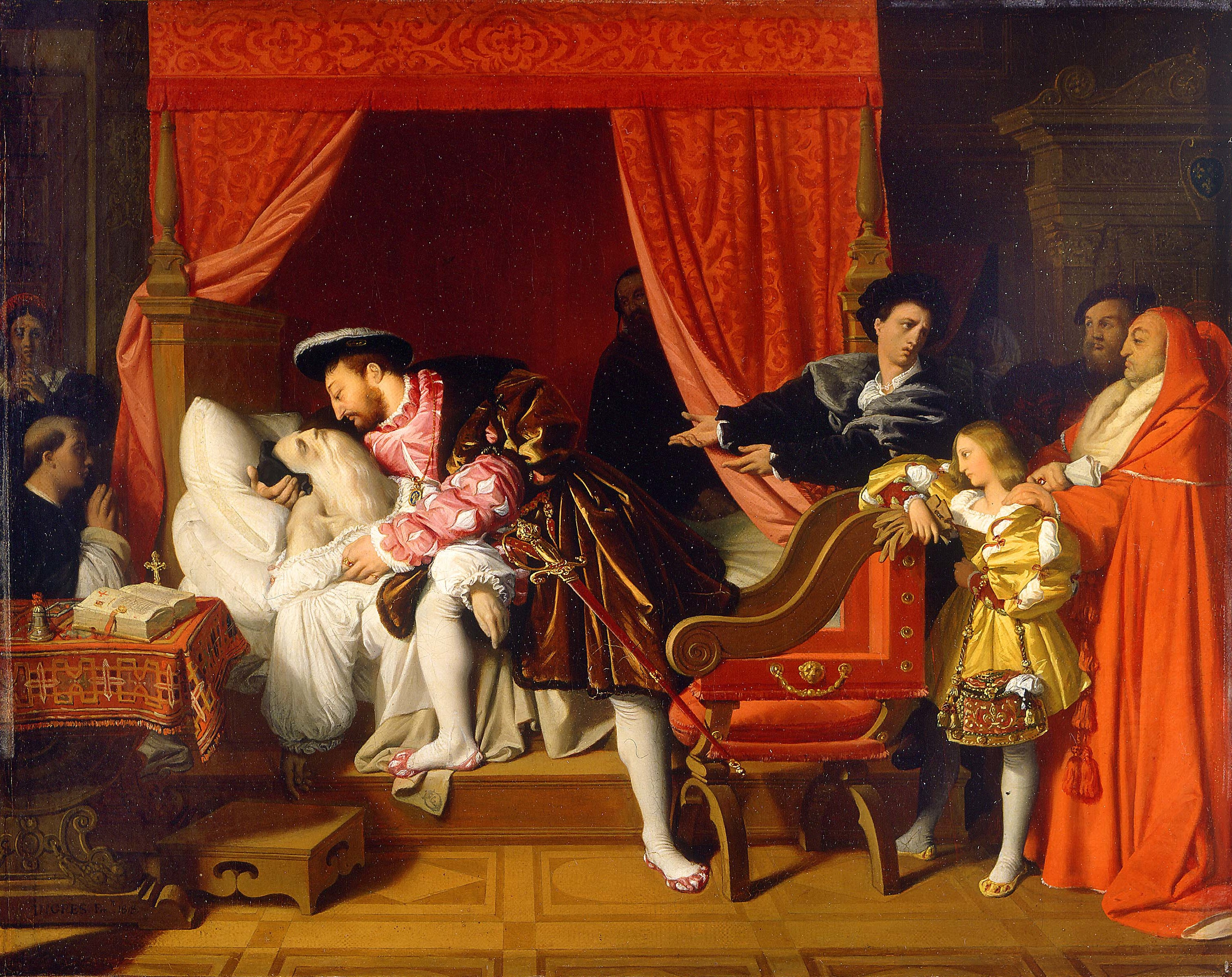
Leonardo stirbt (angeblich) in den Armen des Königs, gemalt von Jean-Auguste-Dominique Ingres, 1818

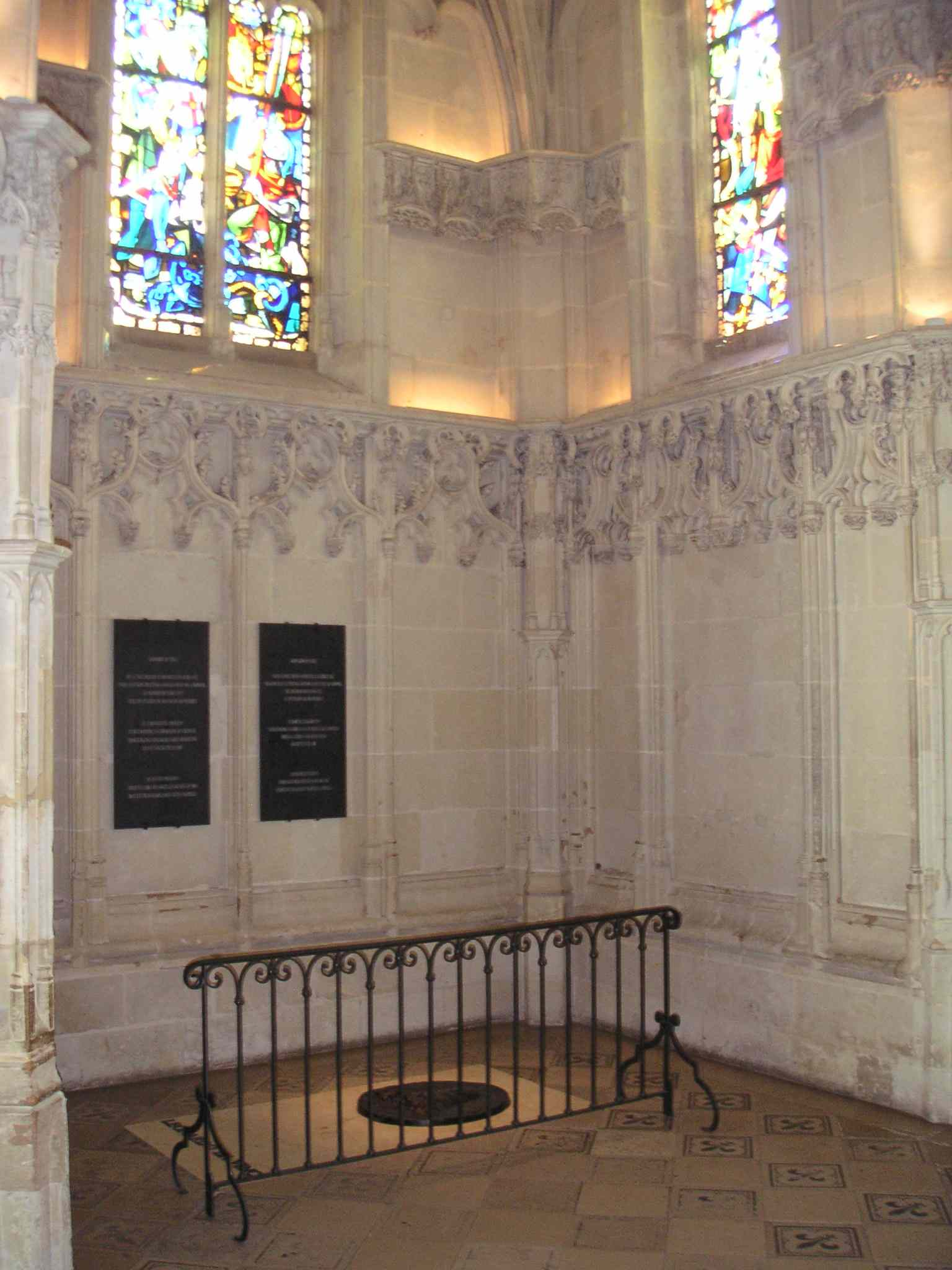
Als Grab von Leonardo da Vinci bezeichnete Grabstätte in der Hubertuskapelle auf Schloss Amboise

Am Osterabend 1519, dem Tode nahe, machte Leonardo sein Testament. Er bestimmte, dass in drei verschiedenen Kirchen in Amboise Messen gelesen und Kerzen angezündet werden sollten. Er wollte auf dem Friedhof der damaligen Klosterkirche Notre-Dame-Saint-Florentin auf dem Schlossparkgelände von Amboise mit einer Zeremonie, an der sechzig arme Männer als Fackelträger teilnehmen sollten, bestattet werden.
Vasari berichtet von einer Bekehrung und Reue Leonardos auf seinem Sterbebett im Schloss Clos Lucéin (Amboise). Obwohl viele seiner Meisterwerke christliche Motive zeigen (es waren meistens Auftragswerke), kann über seine Haltung zur Kirche und zur Religion keine Aussage gemacht werden. Von der Kirche wurde er oft verdächtigt, er betreibe magische Künste. Leonardo war jedoch Wissenschaftler und lehnte – im Gegensatz zu vielen seiner Zeitgenossen – magische Praktiken ab. Grundlage seiner Arbeiten war die Erfahrung. Die Erforschung der Naturgesetze interessierte ihn mehr als religiöse Dogmen; aber wenn er diese erwähnte, tat er es mit Respekt. Nachdem er die Sterbesakramente der Kirche empfangen hatte, starb er am 2. Mai 1519 im Alter von 67 Jahren. König Franz soll in Saint-Germain-en-Laye über den Verlust Leonardos geweint haben, andere Quellen berichten, dass Leonardo in den Armen des Königs verstarb.
Nach einer vorläufigen Bestattung an einem heute unbekannten Ort wurden die Gebeine da Vincis am 12. August 1519 seinem letzten Willen entsprechend auf dem Friedhof der damaligen Klosterkirche Notre-Dame-Saint-Florentin auf dem Schlossparkgelände von Amboise beigesetzt. Im Jahr 1807 ließ Roger Ducos, ein ehemaliger Mitkonsul von Napoleon Bonaparte, die romanische Klosterkirche abreißen, weil sie ihm „die Sicht verstellte“. Die Gebeine von Leonardo da Vinci galten seitdem als verschollen. Bei Ausgrabungen ab Juni 1863 auf dem Areal der früheren Klosterkirche stieß man auf Gebeine, die man für die sterblichen Überreste Leonardo da Vincis hielt, und 1874 in ein neues Grab im südöstlichen Querarm der ebenfalls auf dem Schlossparkgelände von Amboise gelegenen Hubertuskapelle umbettete. Ungeachtet des dortigen Grabes ist das Wissen über den tatsächlichen Verbleib von Leonardos Leichnam bis heute ungesichert.
Da Vinci hinterließ alle seine Manuskripte und die gesamte Ausstattung seines Ateliers zusammen mit anderen Geschenken seinem Testamentsvollstrecker Francesco Melzi, seinem Diener Battista Villani und Salai jeweils die Hälfte seines Weinbergs außerhalb von Mailand, Geld und Kleider seinem Dienstmädchen Maturina, weiteres Geld den Armen des Hospitals in Amboise und vierhundert Dukaten, die in Florenz hinterlegt waren, seinen Halbbrüdern.

## Werk und Würdigung
Sigmund Freud schreibt in seinem Büchlein Eine Kindheitserinnerung des Leonardo da Vinci (1910):

„Er glich einem Menschen, der in der Finsternis zu früh erwacht war, während die anderen noch alle schliefen.“

Leonardo sah sich vornehmlich als Moral- und Naturphilosoph und benutzte zum Ausdruck seiner Intentionen sowohl die Schrift (Prosa und Dichtung) wie auch das Bild (Gemälde und Skizzen). Er notierte:

„Dichtung hat mit Moralphilosophie zu tun, Malerei mit Naturphilosophie.“

### Bedeutung für Kunst und Wissenschaft
Leonardo schuf nicht nur zahlreiche Kunstwerke, sondern außerdem eine große Anzahl von Entwürfen für Gebäude, Maschinen, Kunstgegenstände, Gemälde und Skulpturen, die zu verwirklichen er nie die Zeit fand. Von sich selber sagte er, dass er die Idee mehr liebe als deren Ausführung, und dass er am Anfang einer Tätigkeit bereits ans Ende dächte. Tun und Erkennen waren für ihn gleichermaßen wichtig. Teilweise wurde seine Tatkraft von seinem großen Forschungsdrang gelähmt. Zunächst wollte er lernen, Meisterwerke der Kunst zu schaffen. Mehr und mehr interessierte er sich dann aber für das Wissen über die Natur und war fasziniert von deren Vielfalt und Schönheit und schrieb:

„Für die Ehrgeizigen, die sich weder mit dem Geschenk des Lebens noch mit der Schönheit der Welt zufriedengeben, liegt eine Strafe darin, dass sie sich selbst dieses Leben verbittern und die Vorteile und die Schönheit der Welt nicht besitzen.“

Leonardo verband die Vergilsche Sehnsucht rerum cognoscere causas (die Ursachen der Dinge zu erkennen) mit dem Willen zum sichtbaren Schaffen. Seine Notizbücher, Zeichnungen und Skizzen bestehen aus ca. 6000 Blättern. Zu seinen Lebzeiten wurde insbesondere von seinen naturwissenschaftlichen Arbeiten nichts veröffentlicht. Erst im 19. und 20. Jahrhundert fanden sich die Manuskripte in Bibliotheken und privaten Sammlungen und wurden somit erst spät gewürdigt.
Er schuf im Laufe seines Lebens eine große Zahl von künstlerisch wertvollen Illustrationen zu verschiedenen Themen wie Biologie, Anatomie, Technik, Waffentechnik, Wasserwirtschaft und Architektur und hinterließ Bauwerke, technische Anlagen und Beobachtungen des Kosmos. Besonders bedeutsam sind seine sehr genauen anatomischen und naturwissenschaftlichen Zeichnungen. Leonardo gilt damit als Begründer der naturwissenschaftliche Demonstrationszeichnung. Bereits gegen Ende seiner Lebenszeit wurde er als Uomo Universale verehrt und wird auch von heutigen Historikern als eines der außergewöhnlichsten Genies aller Zeiten bezeichnet.
Als Forscher zerteilte er die Natur und Phänomene in immer kleinere Segmente, praktisch mit Messern und Messgeräten, gedanklich mit Formeln und Ziffern, um der Schöpfung ihre Geheimnisse zu entreißen. Je kleiner die Teile, so der Gedanke, desto näher komme man den Lösungen der Rätsel.

### Anatomische Studien

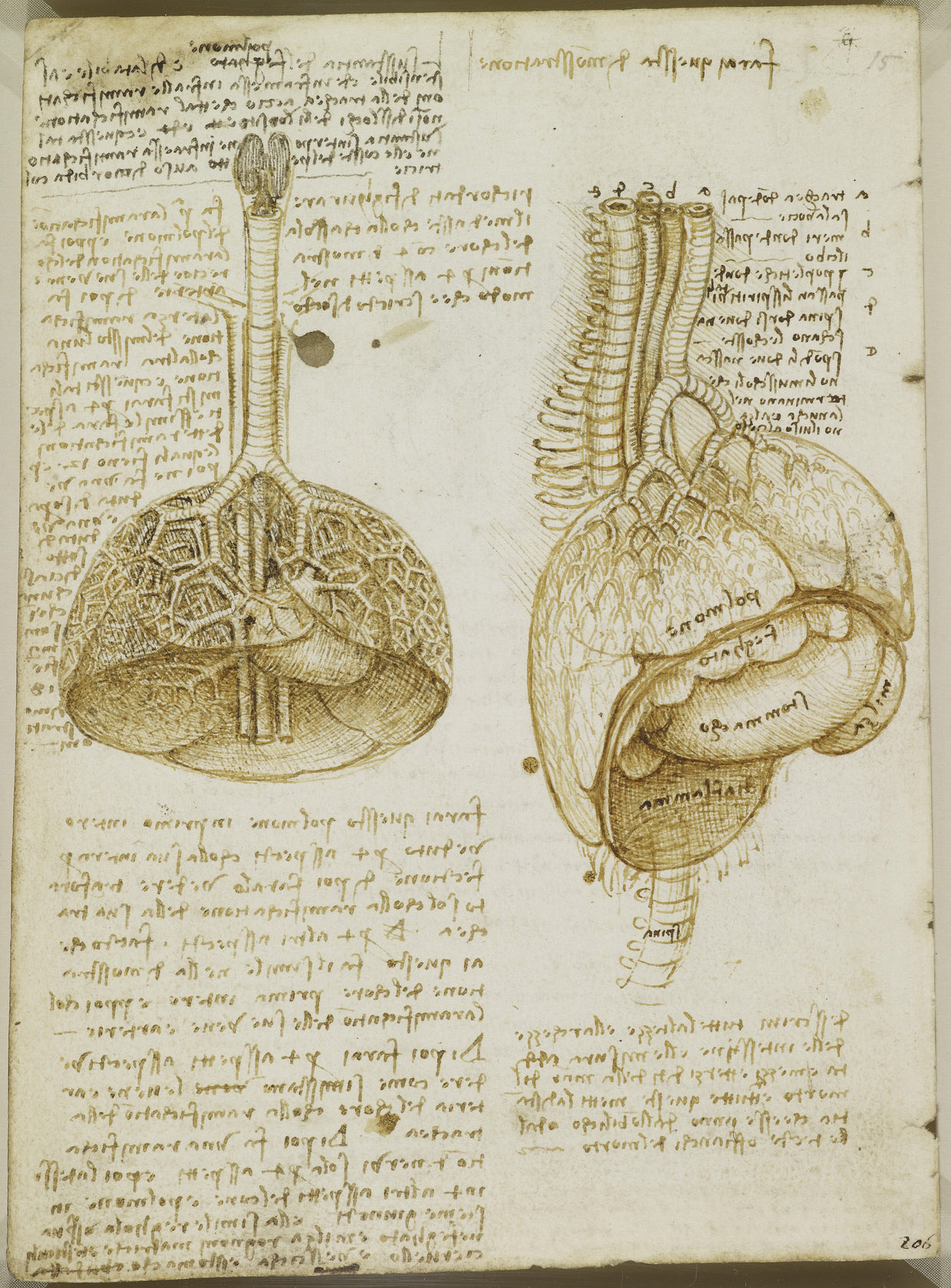
Darstellung von Luftröhre, Lunge, Herz, Leber und Magen (Fogli B, Blatt 37v, um 1506)

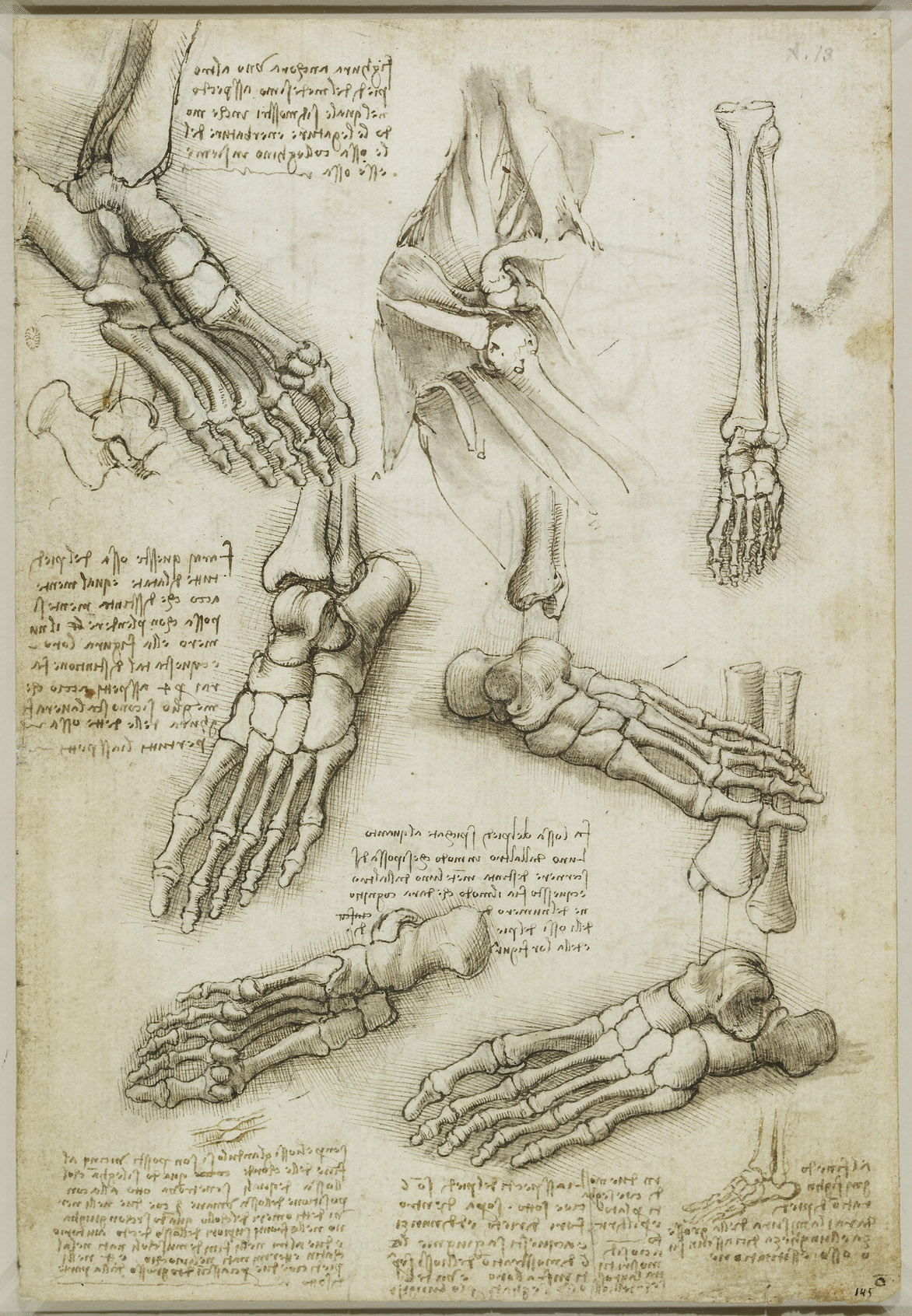
Knochen des Fußes und der Schulter, Fogli A, Blatt 12r, 1510

In Florenz, Mailand und Rom betrieb Leonardo ab seinem 35. Lebensjahr umfangreiche, wenn auch häufig nicht fehlerfreie, anatomische Studien an Tieren und Menschen. Am Spital von Santa Maria Nuova hatte er Patienten beobachtet und Zeichnungen innerer Organe angefertigt. Er soll mehr als 30 Leichen seziert haben. Ein direktes Verbot von Sektionen durch die katholische Kirche kann weder in Konzilsaufzeichnungen noch in päpstlichen Dekreten nachgewiesen werden, jedoch bestand eine weit verbreitete Ablehnung der Leichenöffnung (unter anderen hatte sich auch der Kirchenvater Augustinus im 5. Jahrhundert scharf gegen die Anatomen gewandt). In die Zeit des Leonardo da Vinci fällt allerdings eine ausdrückliche Erlaubnis der Sezierung durch Papst Sixtus IV. Dabei kooperierte er meist mit angesehenen Ärzten der Zeit, wie etwa mit Marcantonio della Torre (1481–1511) in Pavia in dem mit diesem erarbeiteten Band zur Skelett- und Muskelanatomie, der über die Formbeschreibung hinaus bereits bewegungsphysiologische Aspekte darstellt. Auf Fragen nach seinem Tun antwortete er, derlei Studien hälfen ihm in der Malerei, den menschlichen Körper mit seinen Proportionen, seinen sichtbaren Muskeln und seinen anderen anatomischen Details korrekt wiederzugeben. So stellte er unter anderem die Krümmung der Wirbelsäule, die komplizierten Oberflächenformen von Knochen und die gelenkbildenden Knochen äußerst genau dar, wie auch das Herz mit seinen Koronargefäßen. Zur Darstellung von inneren Organen und Muskeln zeichnete er Serien, die er „Entkleidung“ nannte. Er fertigte die ersten wissenschaftlich gültigen Zeichnungen von Kaumuskeln und Lippenbewegungen sowie der Kiefer und der Zähne an.

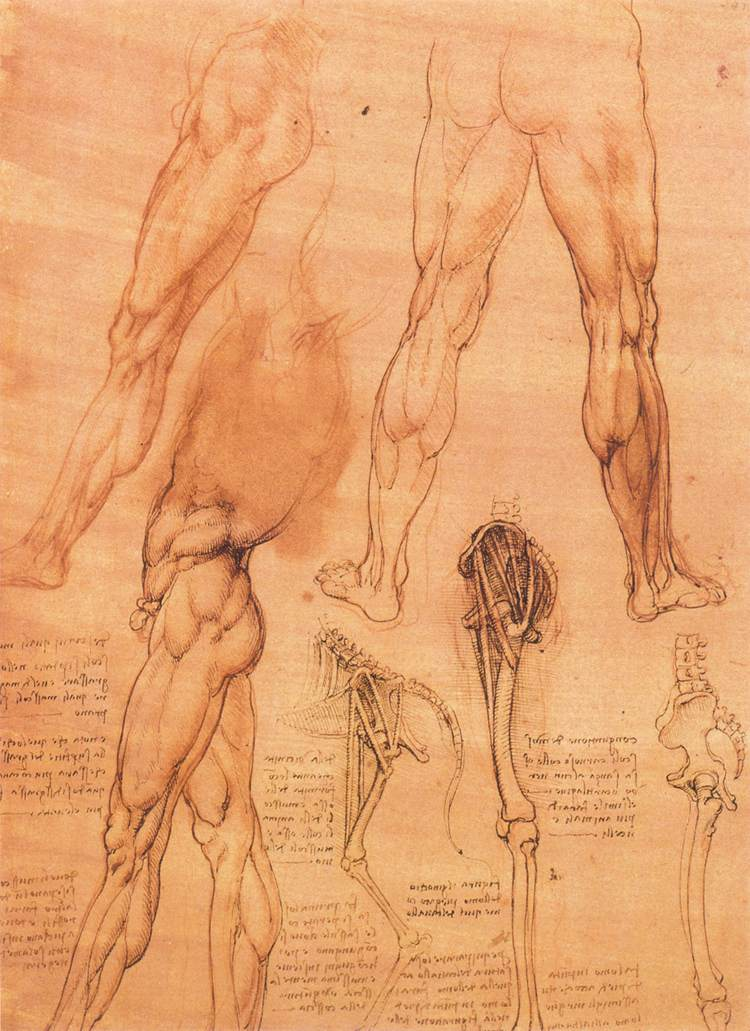
Vergleichend-anatomische Darstellung des Beinskelett von Pferd und Mensch (und Affe?), Quaderni V, Blatt 22r, um 1505/1508

Als Naturwissenschaftler interessierte er sich besonders für das Innere des Menschen und entdeckte dabei u. a. die Verkalkung von Gefäßen bei alten Menschen. Das Zwerchfell erkannte er in seinen Demonstrationszeichnungen (etwa in Quaderni II, Blatt 7v, 9. Januar 1513) als sehnig-muskuläre Trennwand zwischen den Brust- und Bauchorganen. Bei seinen anatomischen Zeichnung nahm er Gestaltungselemente vorweg, die erst später in anderen Werken, insbesondere dem anatomischen Werk von Vesal zu finden sind. Als grundlegend für sein anatomisches, auf topographische und (in Bezug auf die optische wie geistige Transparenz bzw. Durchschaubarkeit, perspicuitas) transparente Darstellung ausgelegtes Schaffen, sah er bereits 1489 die Anatomie der Zeugung und der Embryologie an.
Mit 60 Jahren begann er die Lage und die Blutversorgung des Kindes in der Gebärmutter zu untersuchen und stellte dies zunächst um 1509 (Fogli B, Blatt 38r) an einem Rinderfötus und danach beim menschlichen Embryo dar. Er fertigte – wahrscheinlich als erster Mensch überhaupt – Zeichnungen eines Kindes im Mutterleib an. Zudem stammen von ihm die frühesten Versuche einer Mensch und Tier vergleichenden Anatomie.

Anatomische Studien
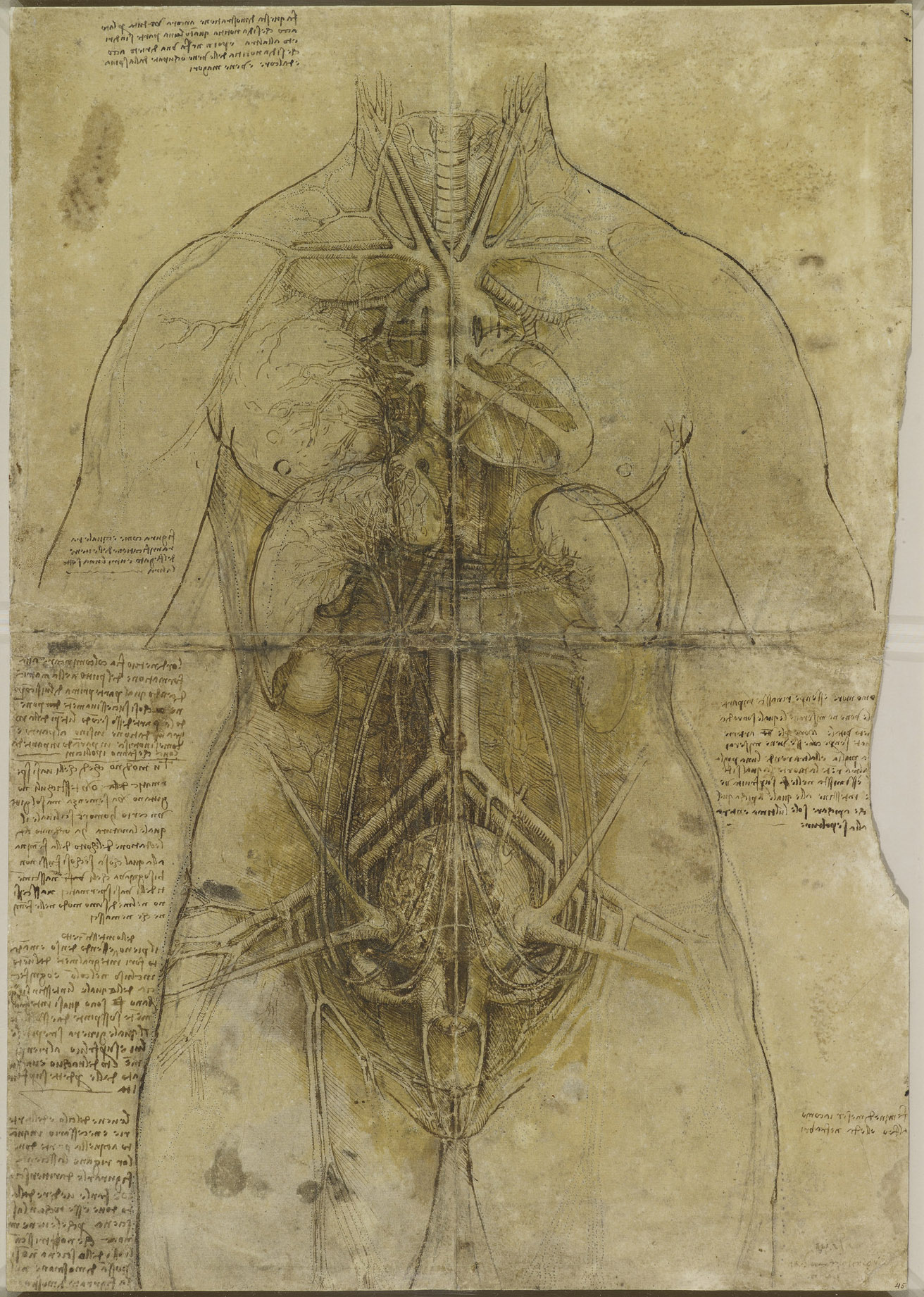
Anatomie einer Frau
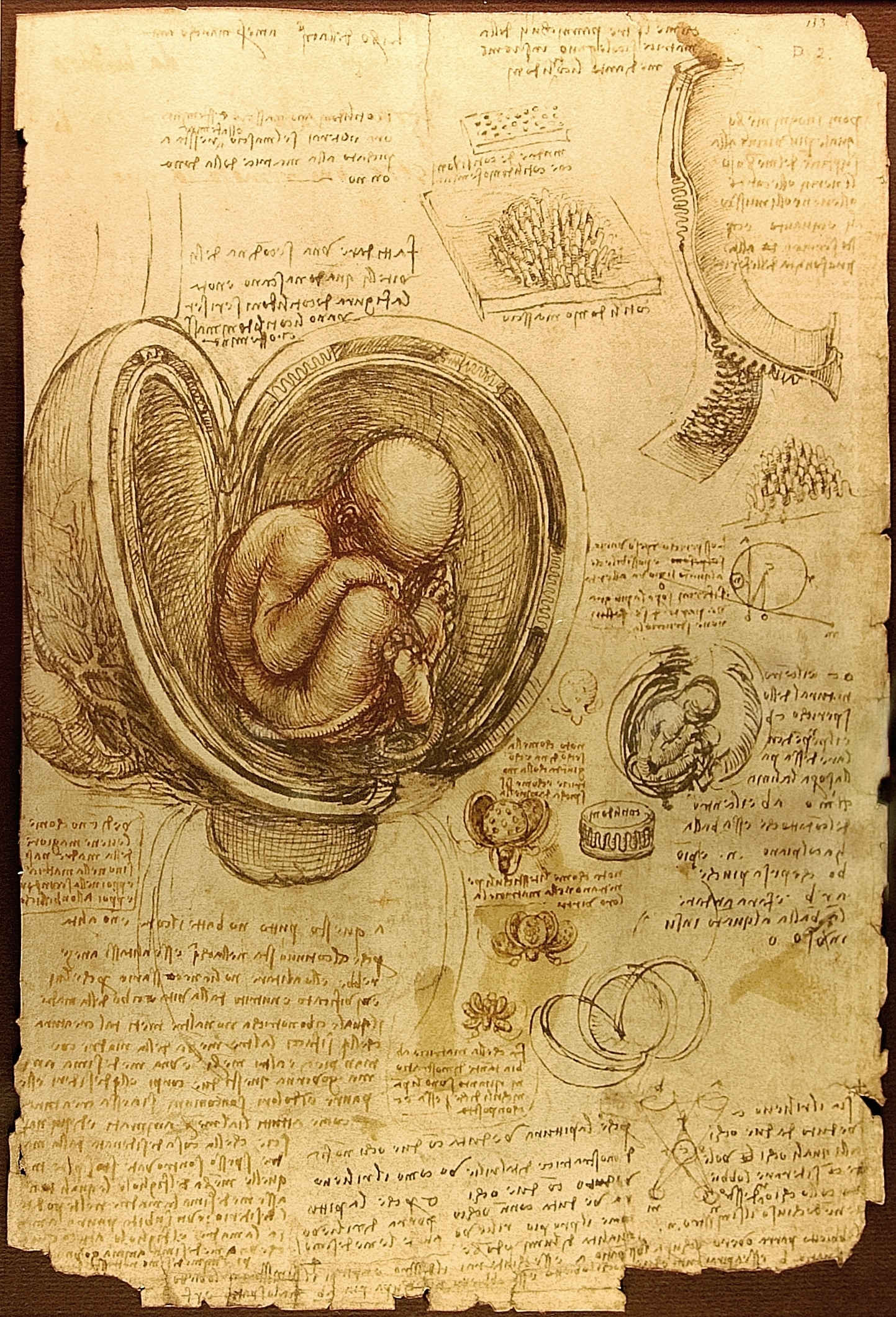
Fötus in der Gebärmutter mit Detailschnitten durch die Gewebeschichten von Amnion, Chorion und Allantois, Quaderni III, Blatt 8r, um 1510
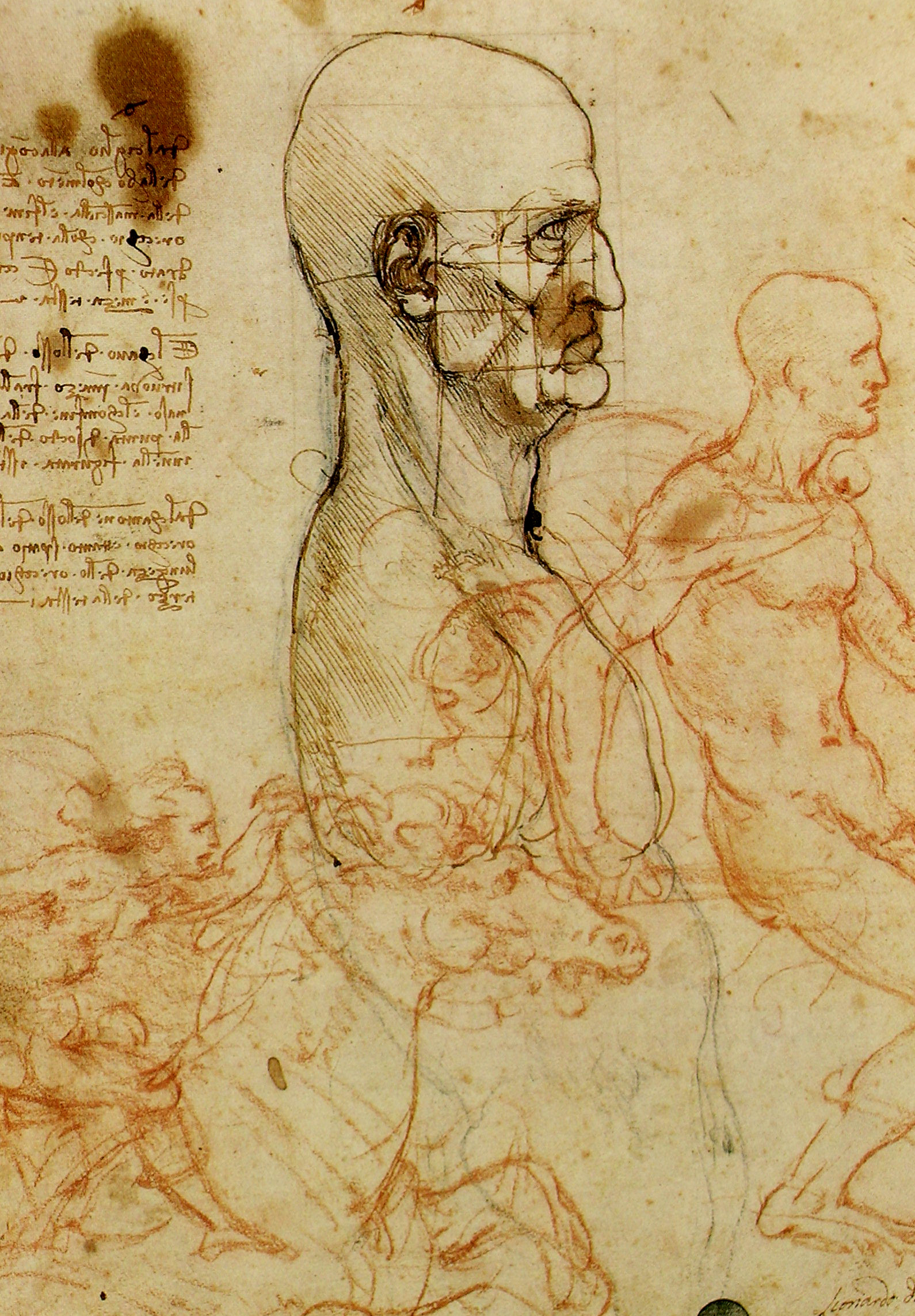
Männerkopf-Studie
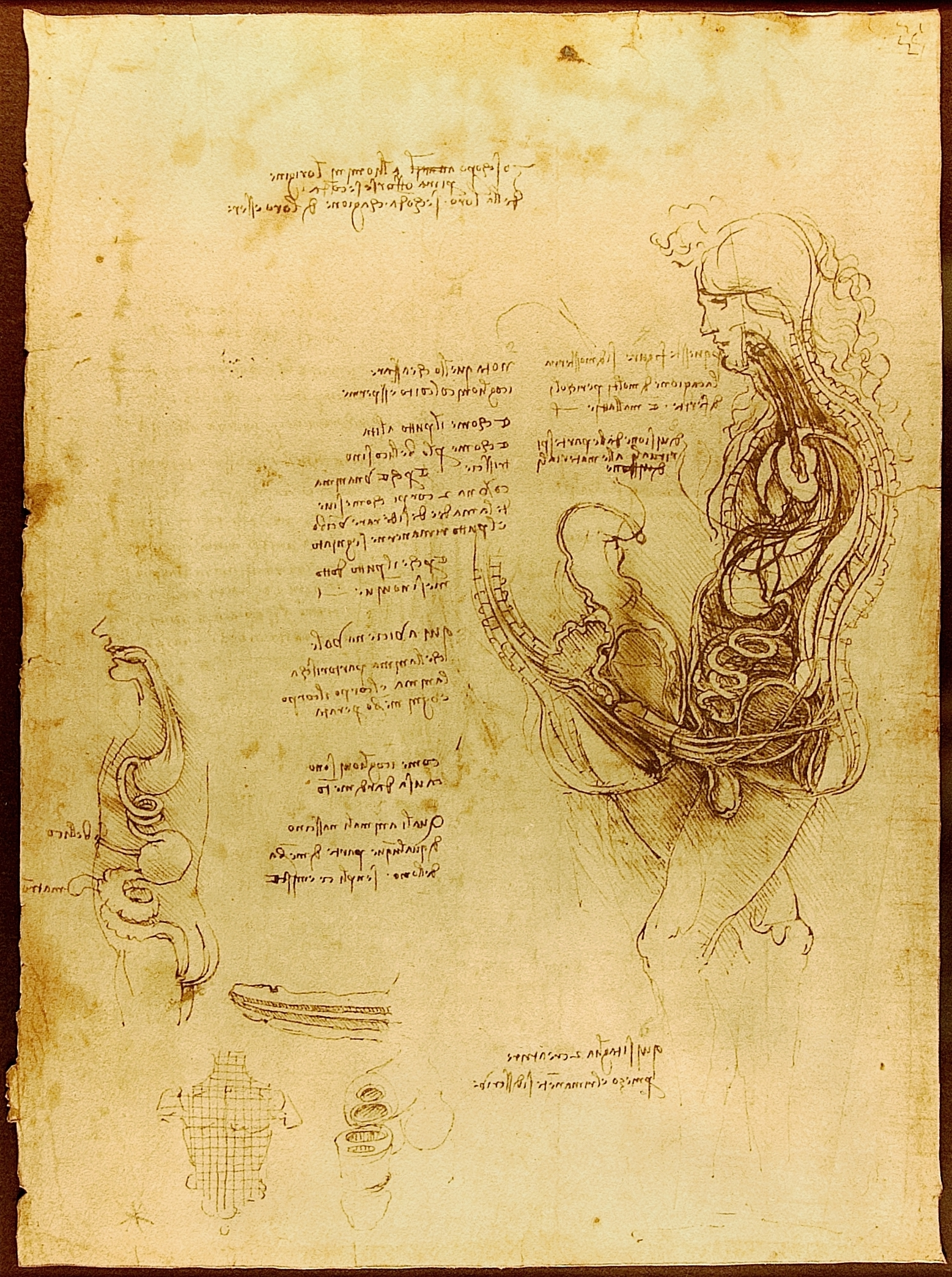
Anatomische Koitusdarstellung, einem hippokratischen Text zur Zeugung folgend, Quaderni III, Blatt 3v, um 1493
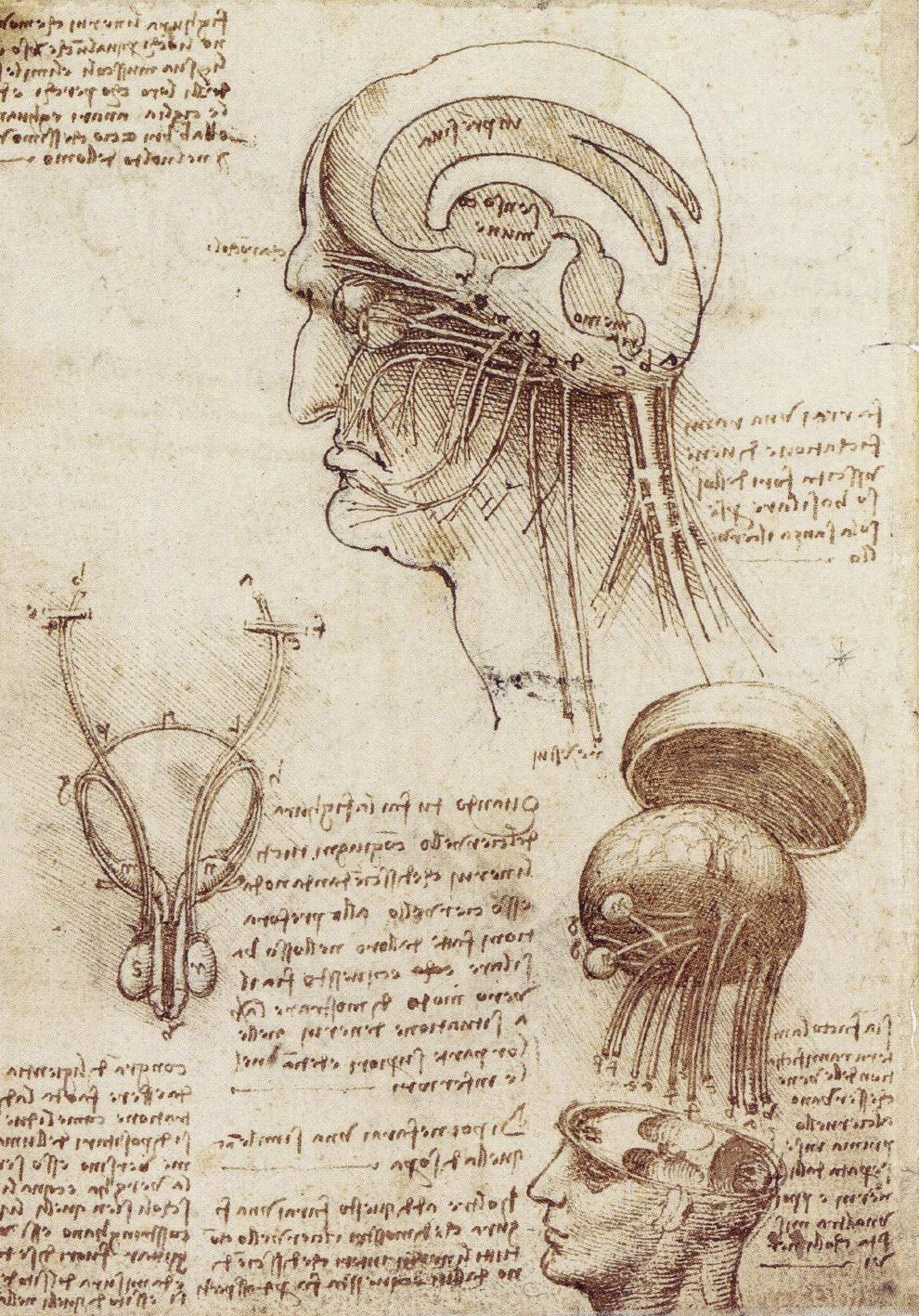
Darstellungen der Lage des Gehirns im Schädel und Innervierung von Gesicht und Rückenmark, Blatt Weimar, um 1507

Auch Leonardos bekannteste Körperstudie – welche heute die italienische 1-Euro-Münze und deutsche Krankenkassenscheckkarten ziert – „Der vitruvianische Mensch“, ist eine Art Anatomiestudie. Die Idee dieses Proportionsschemas der menschlichen Gestalt stammt von Vitruv, einem römischen Architekten, Ingenieur und Schriftsteller des 1. Jahrhunderts v. Chr. (daher der Name „Der Vitruvische Mensch“.). Um alle Merkmale des vitruvianischen Menschen erfüllen zu können, legte Leonardo als erster nur den Mittelpunkt des Kreises auf den Nabel, den des Quadrates jedoch in den Genitalbereich.
In Anknüpfung an die Vitruvische Figur erfasste er in Kreis und Quadrat die Kreisbewegungen, die der Körper und seine Glieder beschreiben. Bei diesen bewegungsphysiologischen Studien handelt es sich um eine Serie von Zeichnungen, die von Schülern im Codex Huygens kopiert und überliefert wurden.

### Wissenschaftliche Arbeiten

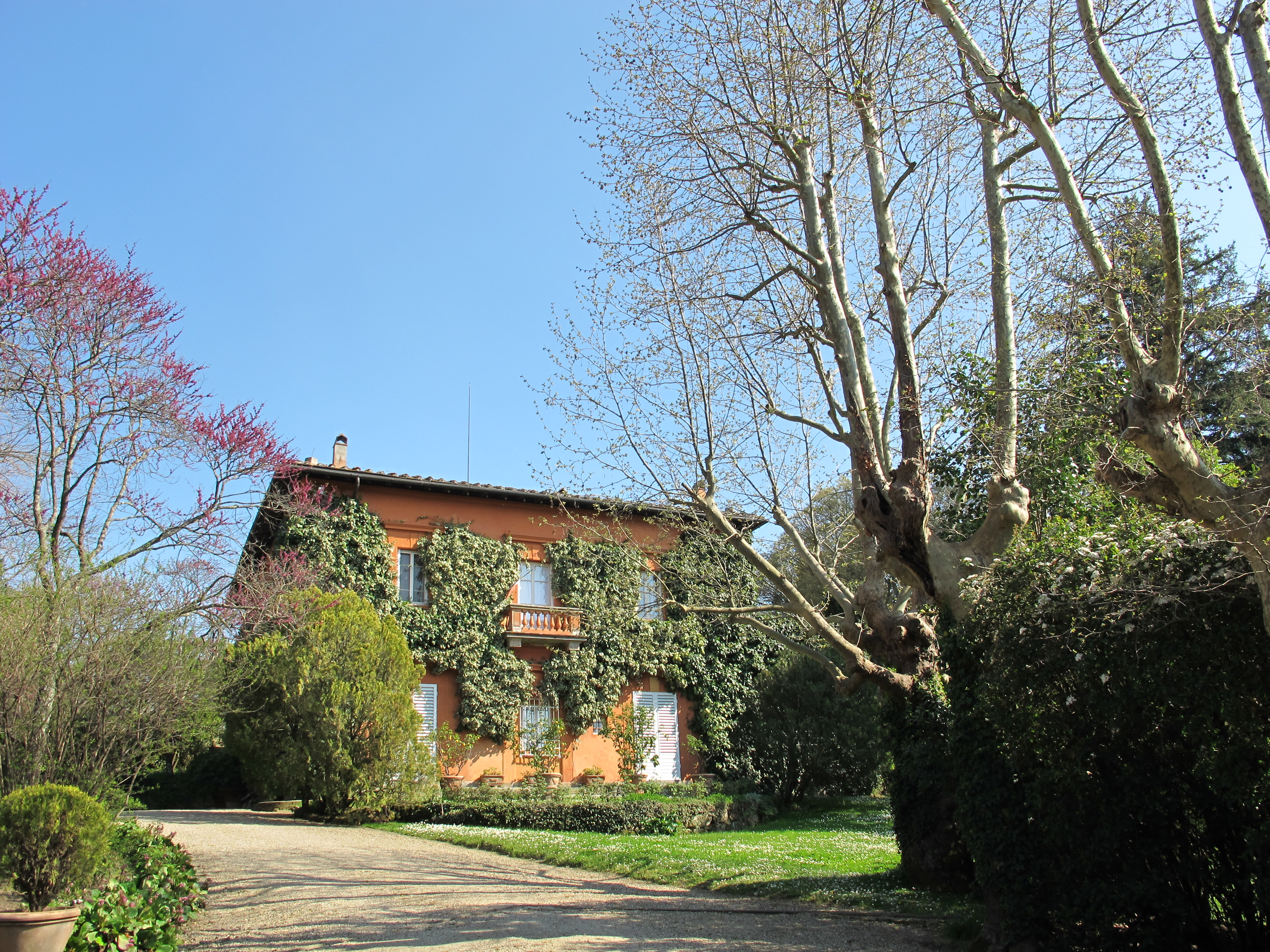
Villa Montececeri in Fiesole bei Florenz, wo Leonardo Da Vinci zum ersten Mal mit Flugmodellen experimentiert hat

Im fortgeschrittenen Alter beschäftigte sich Leonardo neben der Anatomie besonders eingehend mit Botanik, Geometrie, Mathematik und Geologie sowie der Statik und Festigkeitslehre. Vor allem faszinierte ihn das Wasser. Zu Hilfe kam ihm dabei, dass seine Augen eine erhöhte Flimmerverschmelzungsfrequenz verarbeiten konnten; daher konnte er die sonst mit bloßem Auge nicht erkennbaren Verwirbelungen von Wasser sowie den Anstellwinkel von Libellenflügeln korrekt zeichnen.
Er versuchte zu ergründen, warum es Wolken gibt, warum es regnet, warum Wasser fließt, warum es Wellen, Ebbe und Flut gibt und warum man auf Bergen Muscheln findet. Er konstruierte Boote und das erste U-Boot, baute hydraulische Anlagen zur Bewässerung und Kanalisation. Er experimentierte mit Pflanzen und Wasser, um die Bedingungen für das Pflanzenwachstum zu ergründen. In vielen Zeichnungen versuchte er die Bewegung des Wassers festzuhalten. Interessanterweise sind fast alle Hintergründe seiner Bilder Landschaften mit Wasser. Als erster erkannte er die Kugelgestalt eines Wassertropfens und somit die Oberflächenspannung des Wassers und hielt seine Erkenntnisse im „Codex Leicester“ fest, in dem unter anderem zu lesen ist:

„Das Wasser ist zum Lebenssaft dieser trockenen Erde bestimmt. Auch findet man das Wasser bald sauer, bald scharf, bald herb und bald bitter, bald süß, bald dick oder dünn, bald schädlich oder verderblich, bald heilsam oder giftig.“

Leonardo zeichnete Landschaften und hat unter anderem einen Satz von sechs groß angelegten genauen Karten hinterlassen, die fast das ganze Territorium der Maremma, der Toskana und Umbriens zwischen dem Apennin und der Tyrrhenischen See abdecken. Darüber hinaus hat er Pläne zur Umleitung des Flusses Arno ausgearbeitet, die jedoch nicht ausgeführt wurden. Besonders bekannt ist sein Stadtplan von Imola. Die meisten von Leonardos kartografischen Werken befinden sich in der Sammlung des britischen Königs auf Schloss Windsor sowie im Codex Atlanticus in der Ambrosiana in Mailand.
In seinen Studien zur Architektur ging Leonardo der Frage nach, wie man einem Gebäude Kapellen und Nischen anfügen könne, ohne die Symmetrie des Gebäudekerns zu zerstören. Dem Mathematiker Hermann Weyl zufolge entdeckte Leonardo dabei ein mathematisches Resultat, das heute Satz von Leonardo genannt wird und in dem die Frage nach der Struktur gewisser endlicher Isometriegruppen beantwortet wird.
Um ihn als Wissenschaftler zu ehren, wurde von der IAU 1935 der Mondkrater da Vinci, 1973 der Marskrater da Vinci und 1985 der Asteroid (3000) Leonardo nach ihm benannt. Gleiches gilt für die im Jahr 1960 durch das UK Antarctic Place-Names Committee vorgenommene Benennung des Leonardo-Gletschers im Grahamland auf der Antarktischen Halbinsel sowie für die Da Vinci Bank.

Naturwissenschaftliche Studien
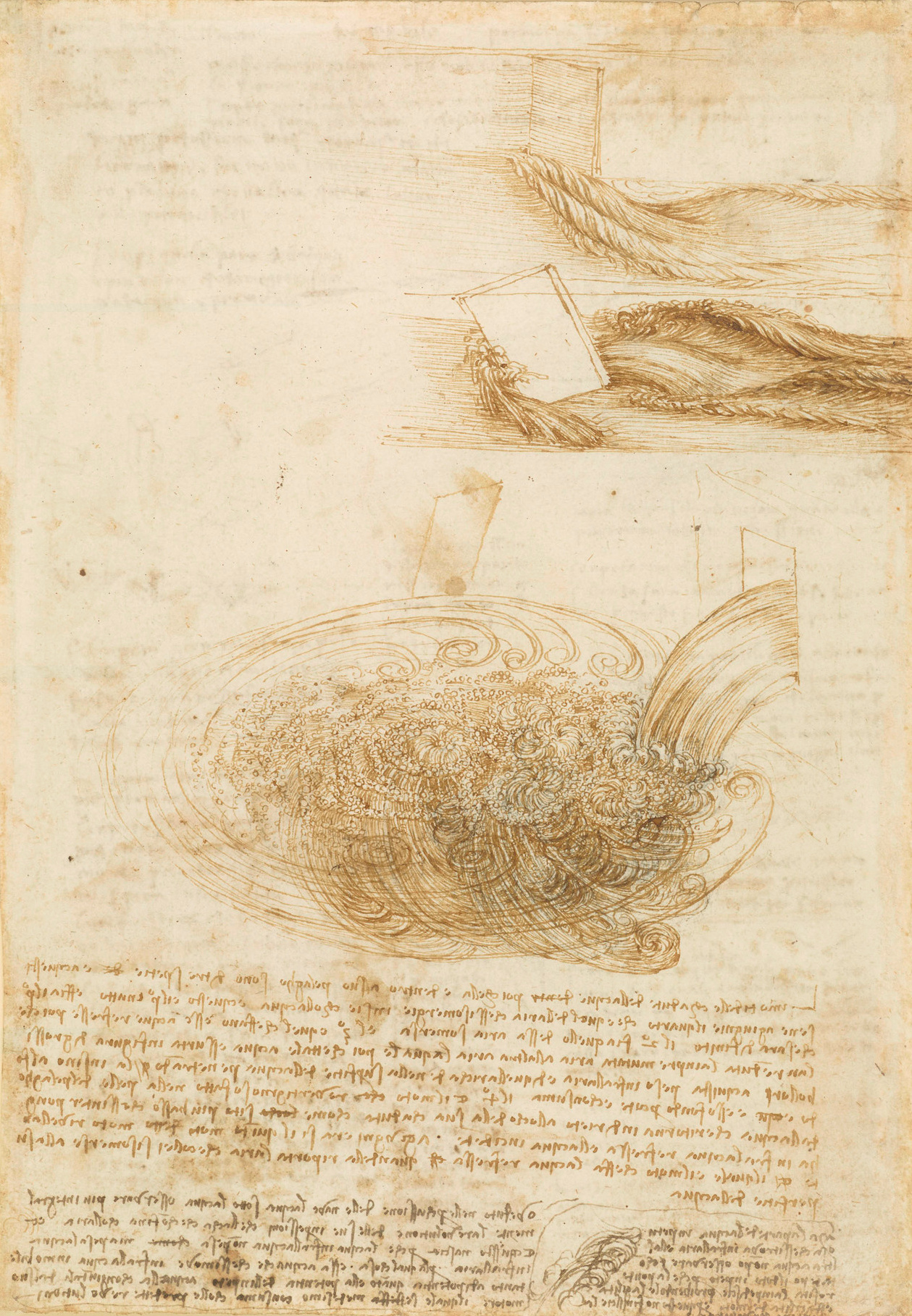
Wasserstudie
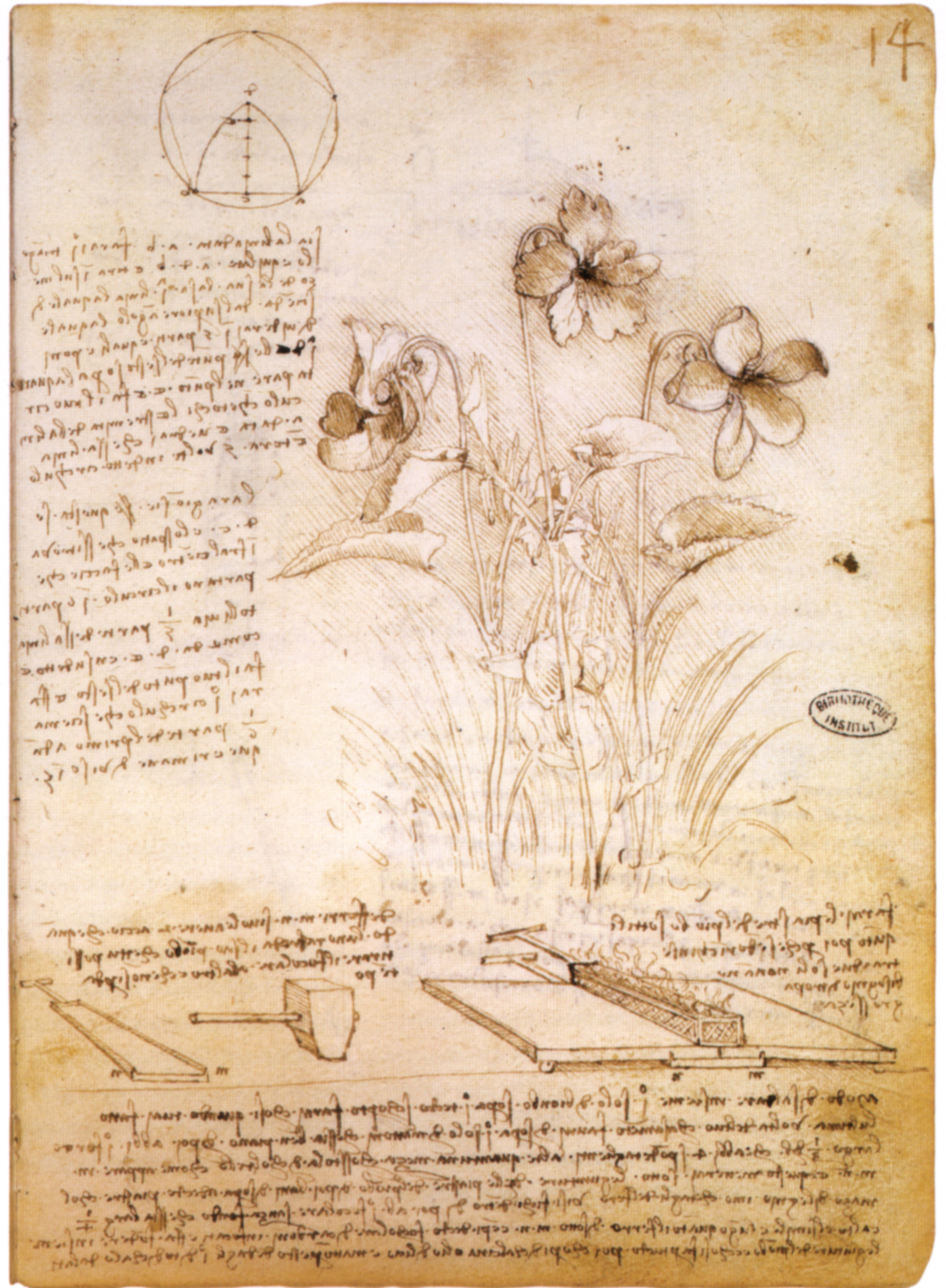
Studie zur Botanik
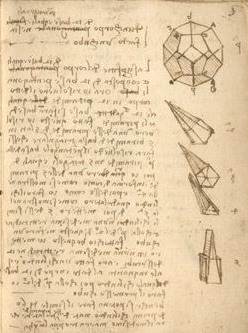
Studie zur Geometrie
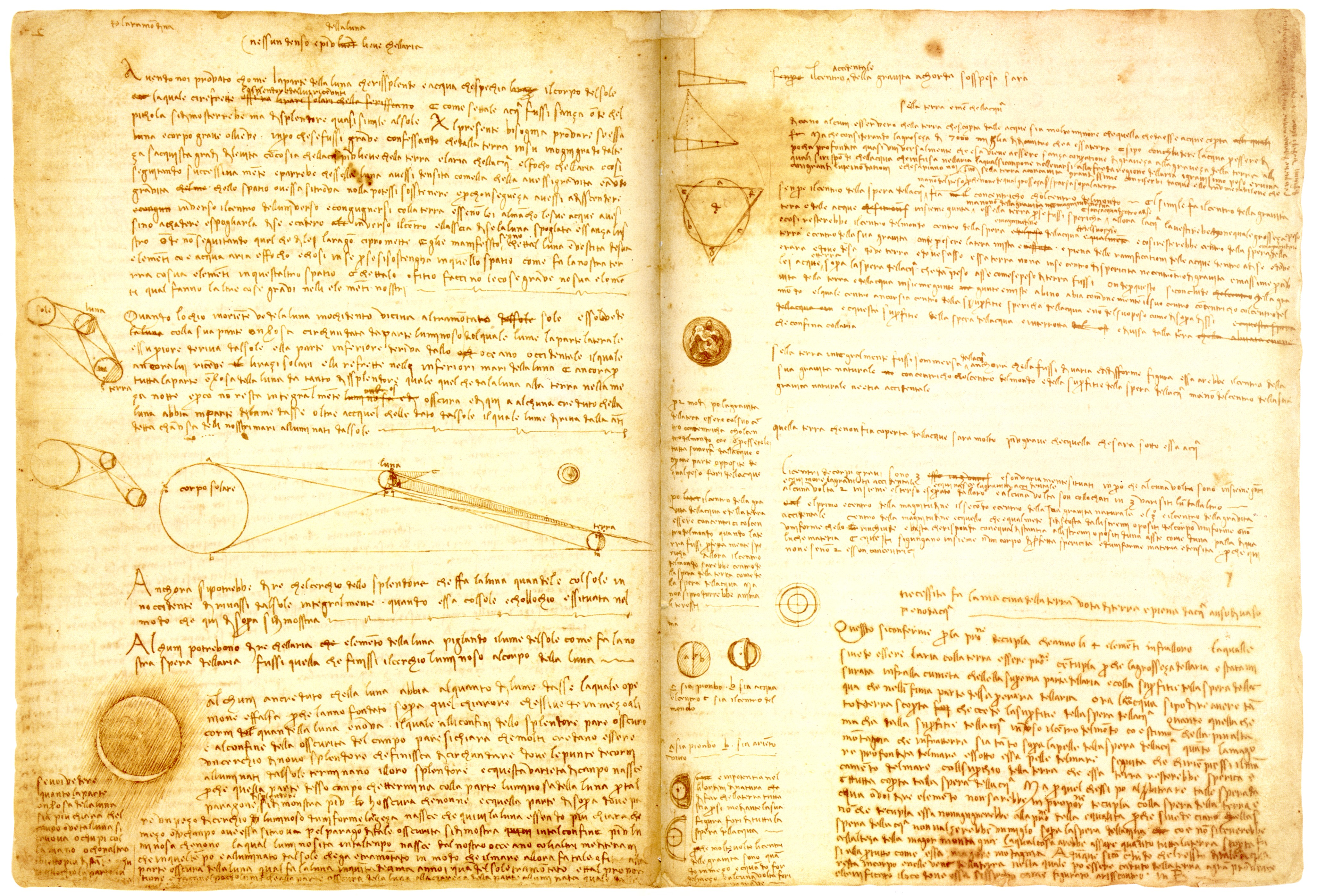
Skizze zur Astronomie

### Ingenieurarbeiten
Dass Leonardo als Ingenieur seiner Zeit weit voraus war, hat sich als eine besonders von Mussolini gestreute Legende herausgestellt. Die meisten Ideen zu seinen Skizzen finden sich bereits in älteren kriegs- und ingenieurstechnischen Werken mittelalterlicher Autoren wie beispielsweise von Villard de Honnecourts (um 1200 – nach 1235), Guido da Vigevano (um 1280 – um 1350), Konrad Kyeser (1366 – nach 1405), oder Taccola (1381–1453) wieder, auf denen da Vinci aufbaute.
Marc van den Broek untersuchte mehr als 100 Erfindungen, die Leonardo da Vinci zugeschrieben werden und konnte ältere Prototypen finden. Leonardos Darstellungen zeigen verblüffende Ähnlichkeiten mit Zeichnungen aus dem Mittelalter, dem antiken Griechenland und Rom, dem chinesischen und dem persischen Reich und aus Ägypten. Dies lässt die Annahme zu, dass ein Großteil von Leonardos Erfindungen bereits vor seiner Zeit gemacht wurden. Das Geniale und Innovative an den Illustrationen da Vincis ist, dass er verschiedene Funktionen aus vorhandenen Skizzen kombiniert und dramatisch inszeniert hat. Er hat technische Erfindungen nobilitiert und aus ihnen Neues erschaffen.

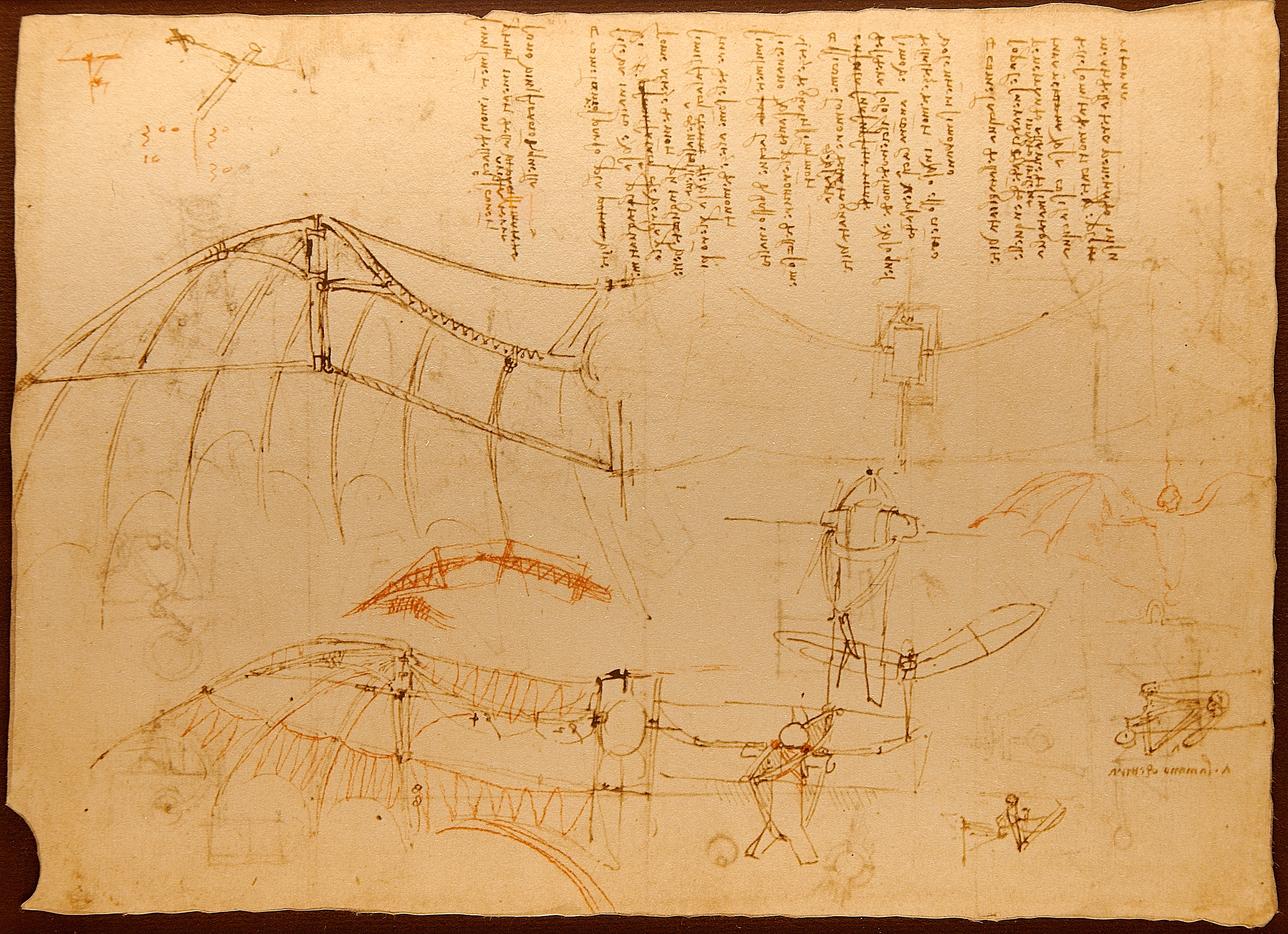
Flügel für Flugapparate, Konzeptzeichnung eines Ornithopters

Im Laufe der Zeit nahmen seine wissenschaftlichen Forschungen und sein durch Studium angeeignetes Wissen über Naturkräfte, die er zum Nutzen der Menschheit einsetzen wollte, immer mehr an Bedeutung zu. Allerdings waren seine Skizzen (wie auch seine anatomischen Demonstrationszeichnungen) oft mit gravierenden Fehlern versehen. Bei seinem Entwurf des Panzers und des Schaufelradboots drehten sich die Zahnräder in gegenläufige Richtung, sodass es zu einem „Getriebeschaden“ gekommen wäre, wenn aus der Skizze ein Prototyp entstanden wäre. Matthias Eckoldt sieht die Ursache darin, dass es da Vinci zuweilen mehr um Design und das Aufzeigen von Möglichkeiten als die konkrete Realisierung gegangen wäre. So sei der Panzer für 8 Mann Besatzung und 30 Kanonen ausgelegt, der Antrieb jedoch nur über zwei Handkurbeln vorgesehen. Die Physik- und Mechanikkenntnisse seiner Zeit waren so weit, das als illusorisch zu erkennen. Jahrzehntelang skizzierte Leonardo auch Fluggeräte, die den heutigen Hubschraubern jedoch nur dem Namen nach gleichen. Die praktische Tauglichkeit seiner Entwürfe zu Fluggeräten ist nach modernen Erkenntnissen zweifelhaft.
Um 1505 ließ Leonardo angeblich am Monte Ceceri bei Fiesole, im Nordosten von Florenz, Flugübungen mit einem Segelfluggerät durchführen. Die Versuche scheiterten, und er notierte in seinem Manuskript „Kodex über den Vogelflug“, dass sich sein Assistent Tommaso Masini dabei ein Bein oder einige Rippen brach. Laut Matthias Eckoldt ist jedoch im genannten Kodex weder vom Bau noch vom Test eines Fluggeräts etwas zu finden.
Er konstruierte auch Getriebe und Antriebe, die jedoch teilweise einfache Denkfehler enthielten. Viele seiner Geräte wurden inzwischen nachgebaut. Beispielsweise wurde seine Skizze „Wunder der Kunst des mechanischen Getriebes“ als Kunstwerk und als Unendlichkeitsmaschine für didaktische Zwecke im Dynamikum realisiert.

Studien zur Technik
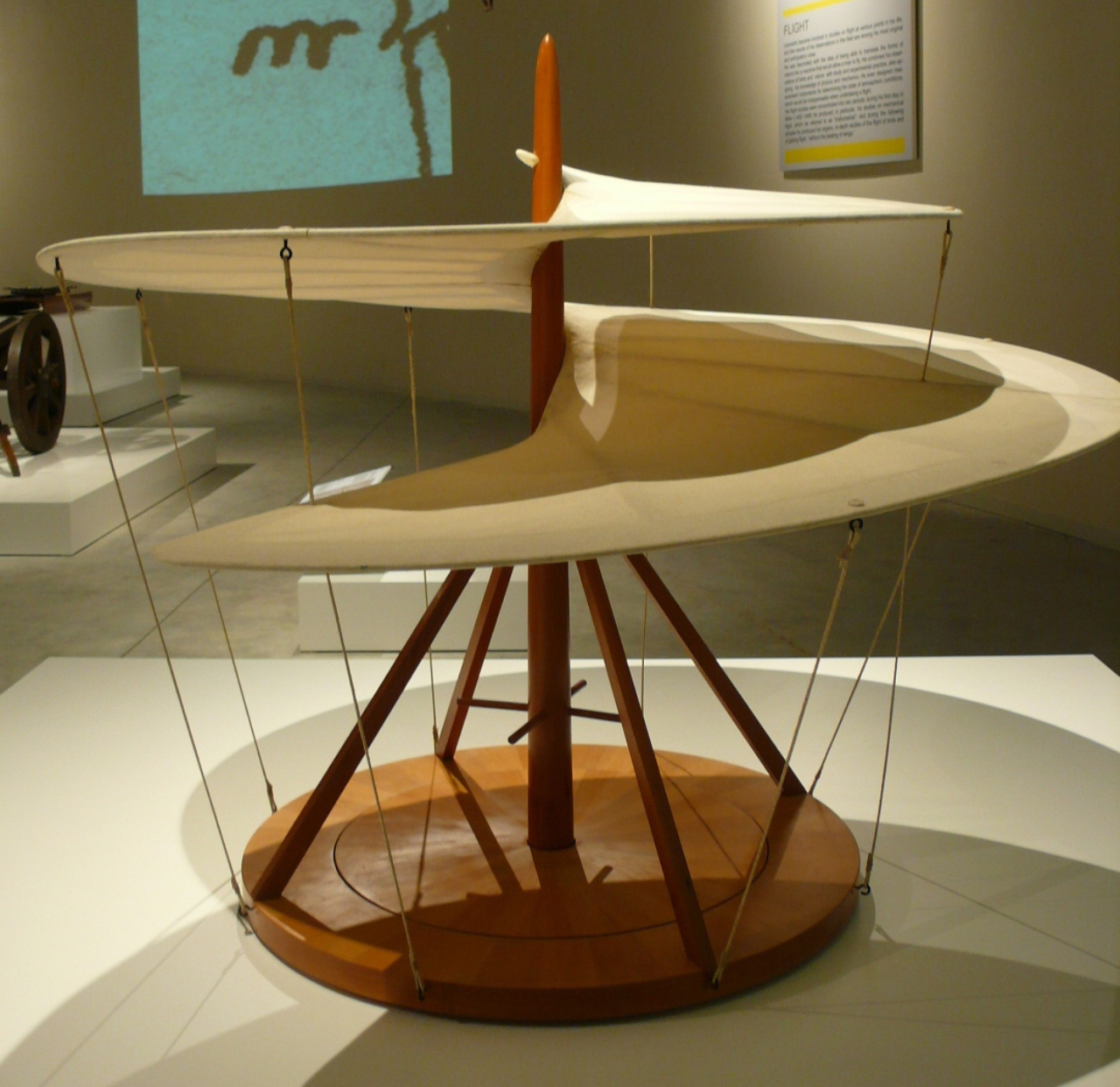
Flugspirale
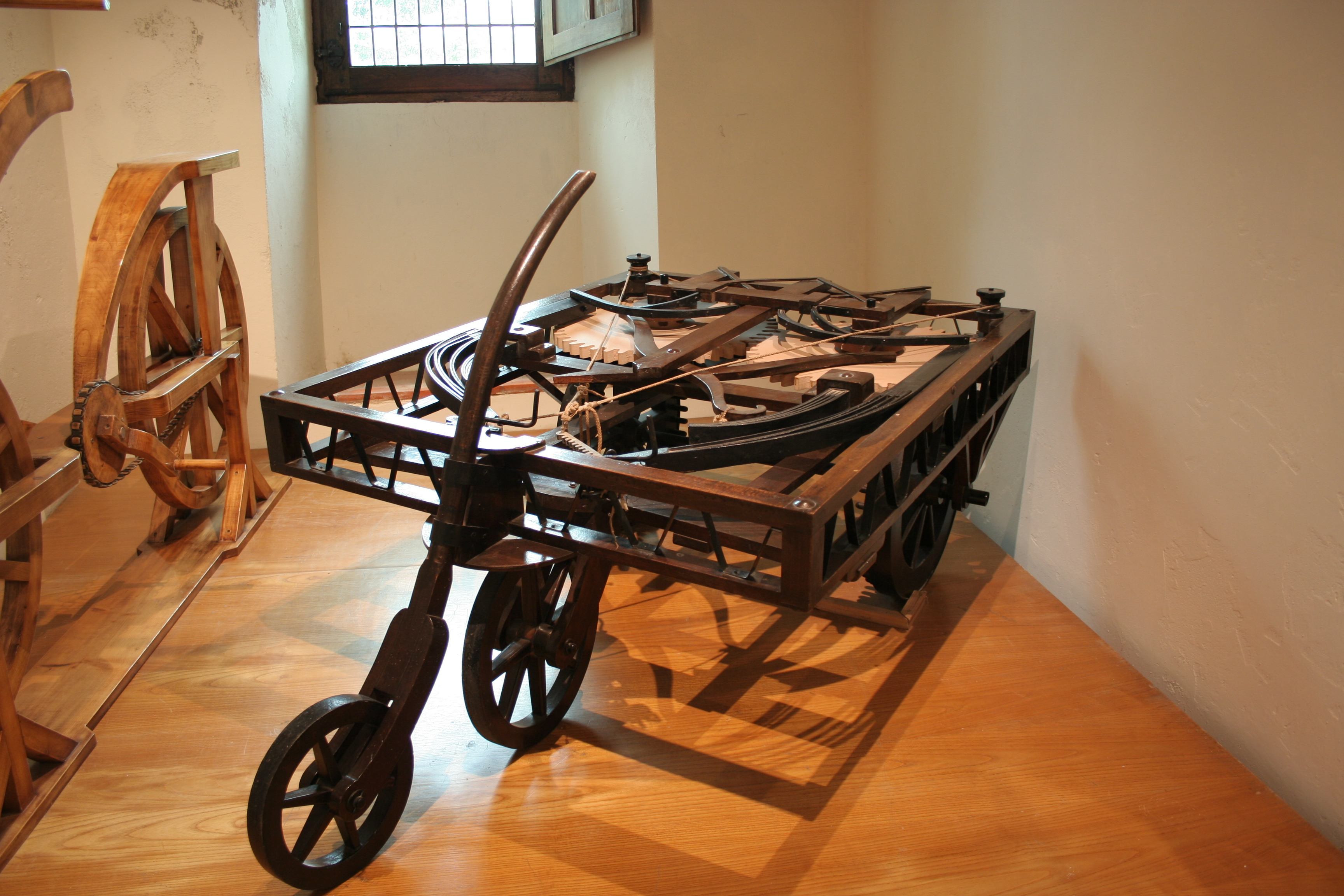
Automobil
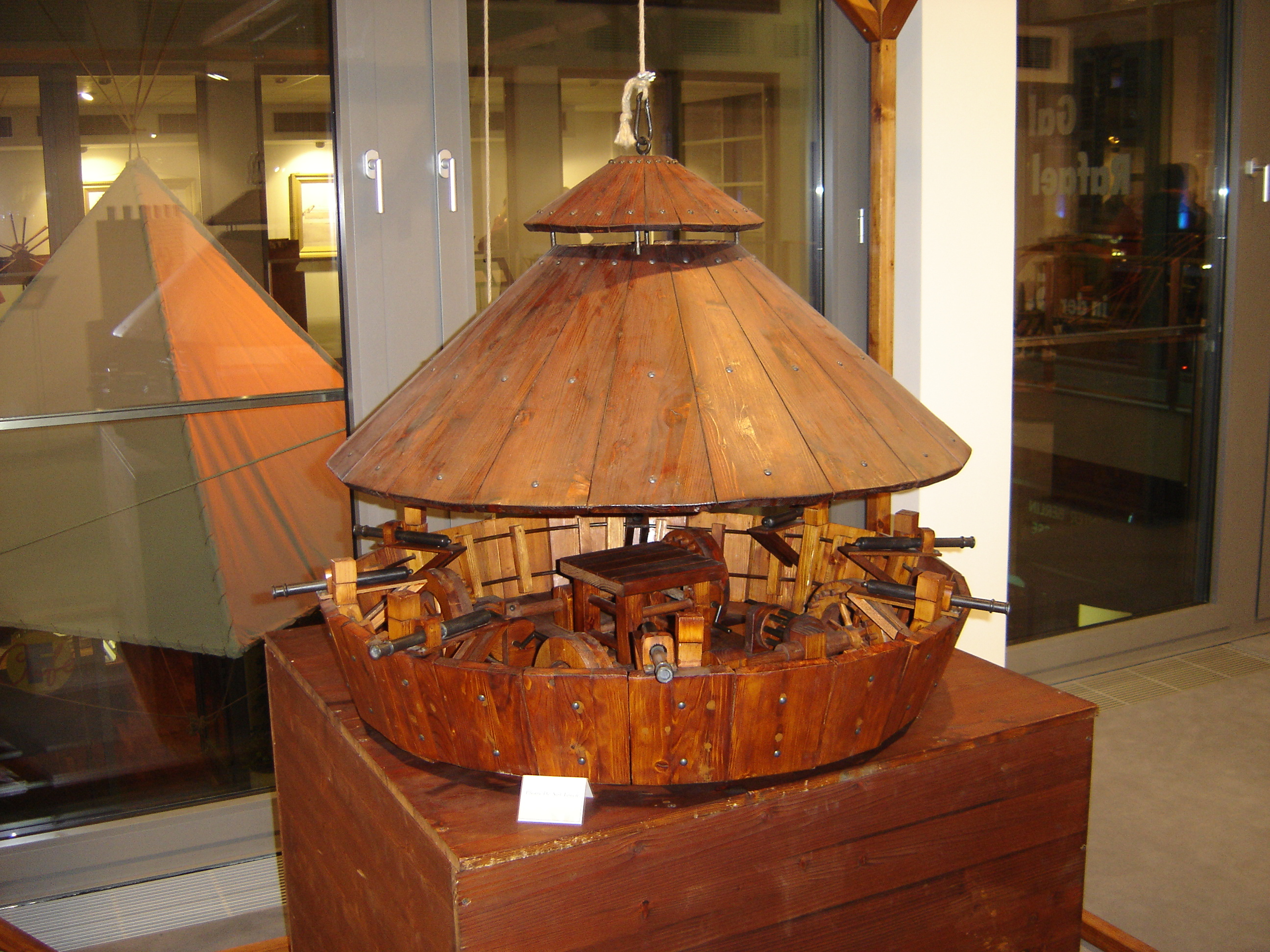
Panzerfahrzeug
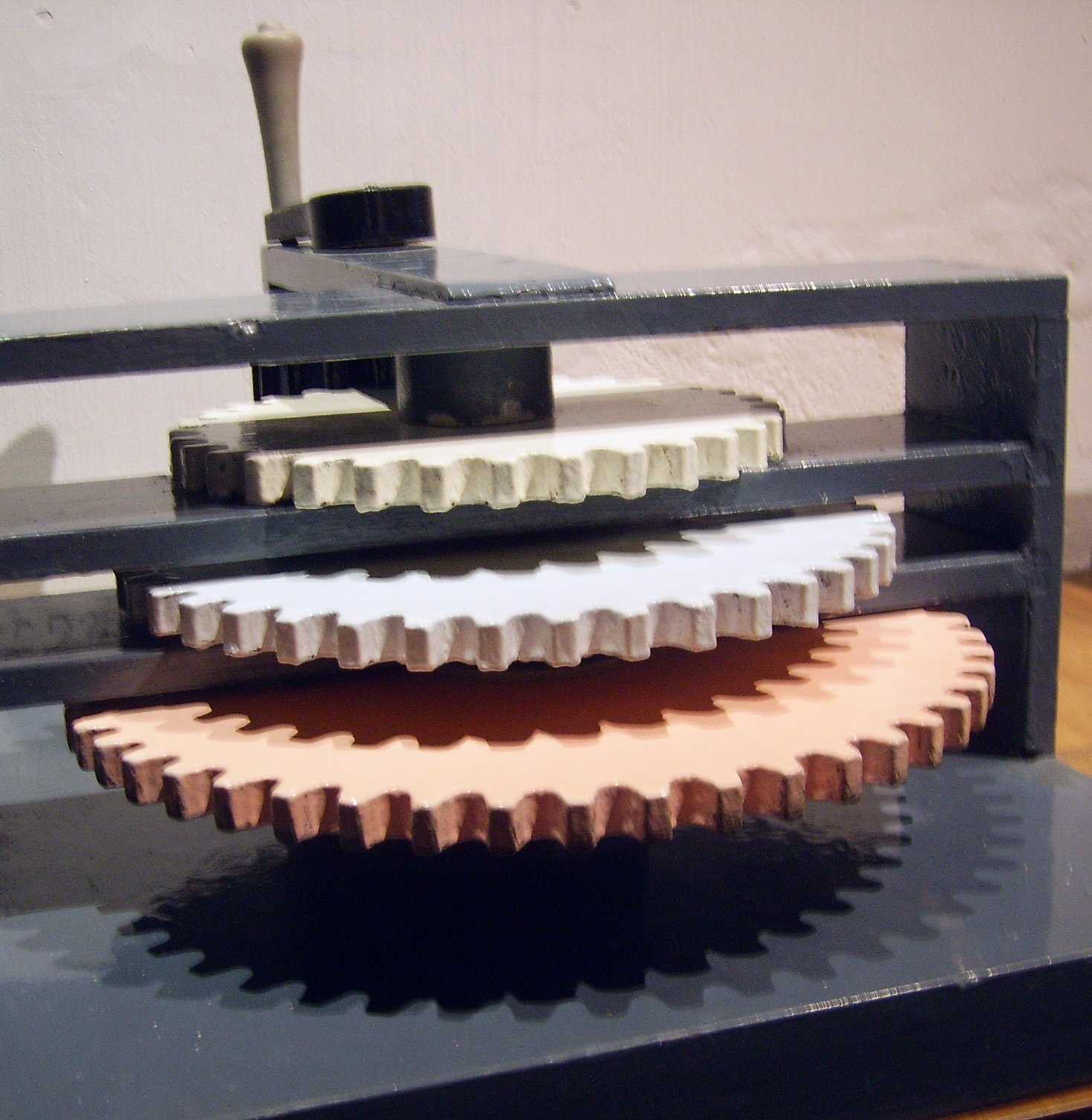
Zahnradgetriebe

Allerdings fand sich in der Hinterlassenschaft Leonardos, die sein Biograph Giorgio Vasari einsehen durfte, kein Modell, das die Funktionstüchtigkeit einer Erfindung demonstrieren sollte. Für Vasari war Leonardo nur der große Maler und Zeichner. Erst Mussolini förderte den Kult um den genialen Erfinder und das „Universalgenie“ Leonardo. So wurden erstmals für die von Mussolini initiierte Leonardo-Ausstellung 1939 zahlreiche Modelle zu Leonardos Skizzen angefertigt und später auch in den USA und Japan gezeigt. Damit wurde ein für die imperialen Ansprüche Italiens verwertbares „demagogisch verwertbares Leonardobild“ (so der Kunsthistoriker Carlo Pedretti) entwickelt.
In jüngerer Zeit wurden Entwürfe Leonardos für moderne Bauwerke umgesetzt, so z. B. die Leonardo-da-Vinci-Brücke in Ås bei Oslo, die Funktionalität mit großer Schönheit vereinigt. Eine Leonardo-Brücke, die ohne mechanische Befestigung auskommt, wurde 2005 vorübergehend in Freiburg im Breisgau aus Holz errichtet. Auch andere Leonardo-Konstruktionen werden realisiert. So versuchen Wissenschaftler, einen Roboter aufgrund von in verschiedenen Manuskriptseiten gefundenen Hinweisen zu bauen. Ihm selbst fehlten vor allem die mathematischen Kenntnisse und die finanziellen Mittel zur Verwirklichung einiger seiner Erfindungen. Andere waren der Zeit so weit voraus, dass sie erst im 20. Jahrhundert (ohne Rückgriff auf Leonardo) „erfunden“ wurden.
Leonardo da Vinci fertigte in den Jahren 1506 bis 1517 drei mechanische Löwen an. Er hatte zwei der Figuren den französischen Königen Ludwig XII. und Franz I. zum Geschenk gemacht, ein dritter Löwe wurde der Familie der Medici überreicht. Fälschlich wurde Leonardo auch die Erfindung des Fahrrades zugeschrieben. Die Fahrradzeichnung, welche um 1970 auftauchte, hat sich mit sehr hoher Wahrscheinlichkeit als Fälschung erwiesen.

### Wegbereiter der Malerei
Für die malerische Teildisziplin Farbenlehre gilt Leonardo als frühester Wegbereiter. Er beschrieb in seinen Notizen über Kunst und Malerei farbharmonische Phänomene wie den Simultankontrast und die Komplementärfarben. Im Regenbogen sah er eine Offenbarung der Harmoniegesetze durch die Natur. Auch die später von Goethe entwickelte Farbpsychologie nahm Leonardo insofern schon vorweg, als er Farbdisharmonien als unholde Gesellschaft beschrieb. Er vereinte sein Wissen über Licht und Schatten mit den alten Florentiner Stärken der linearen Zeichnung und des psychologischen Ausdrucks und schuf auf dieser Grundlage seine Meisterwerke. Er entwickelt die Sfumato-Technik zu seinem Markenzeichen, wobei er Ölfarben kreierte und diese mit äußerster Geduld schichtweise und in Abstufungen auftrug. Wie es ihm gelang, sein Verständnis von Licht und Schatten in die Malerei einzubringen, ist bis in die heutige Zeit in der Kunst ein wichtiges Thema. Eindrucksvolle Beispiele hierfür sind seine Gewänderfaltenstudien und sein letztes Bild Johannes der Täufer, der in einem magischen Licht erscheint. Einzigartig sind Leonardos Skizzen von Gesichtern, die meist als Vorstudien für Gemälde entstanden sind:

Porträt- und Gemäldestudien
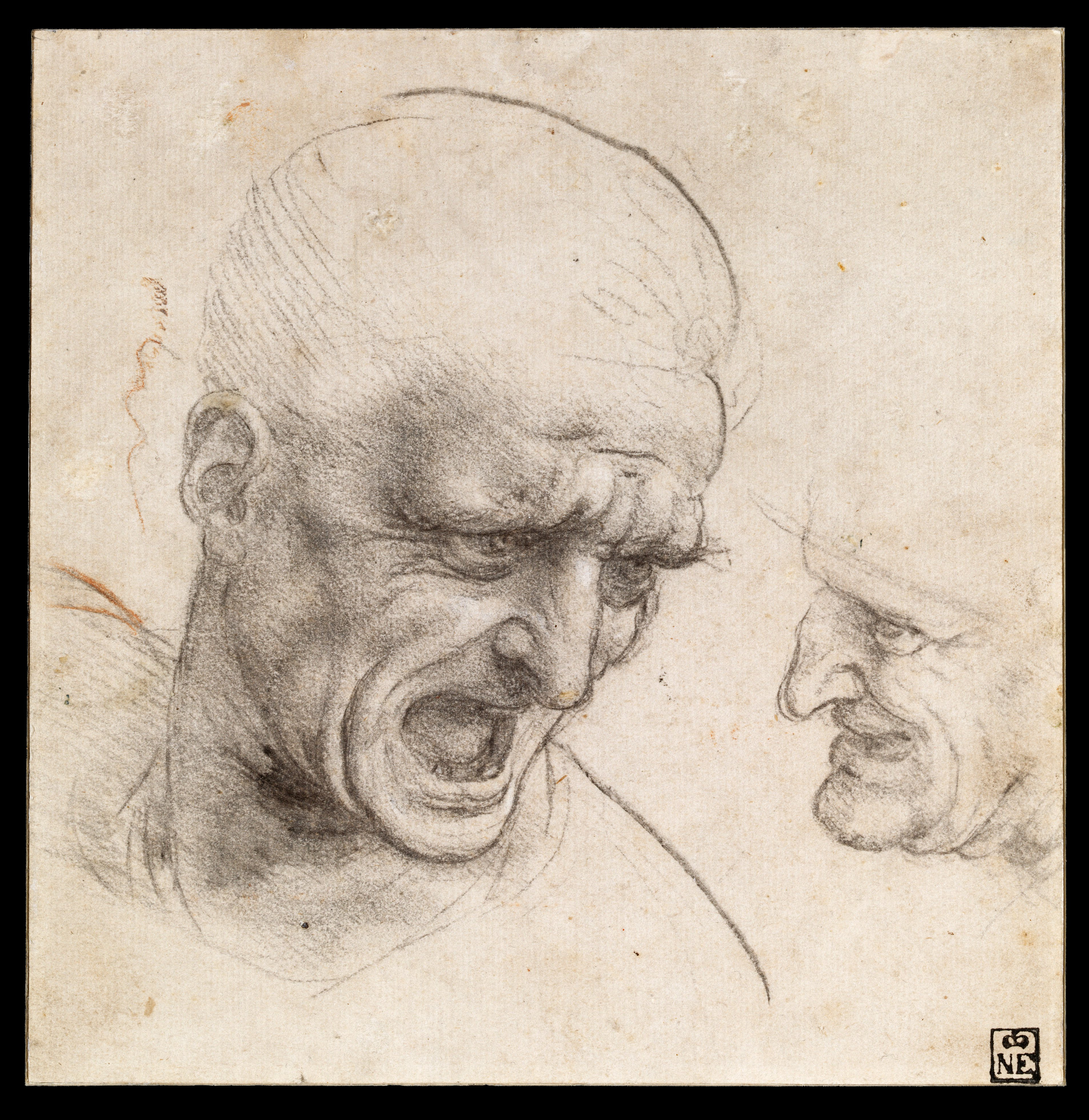
Anghiarischlacht
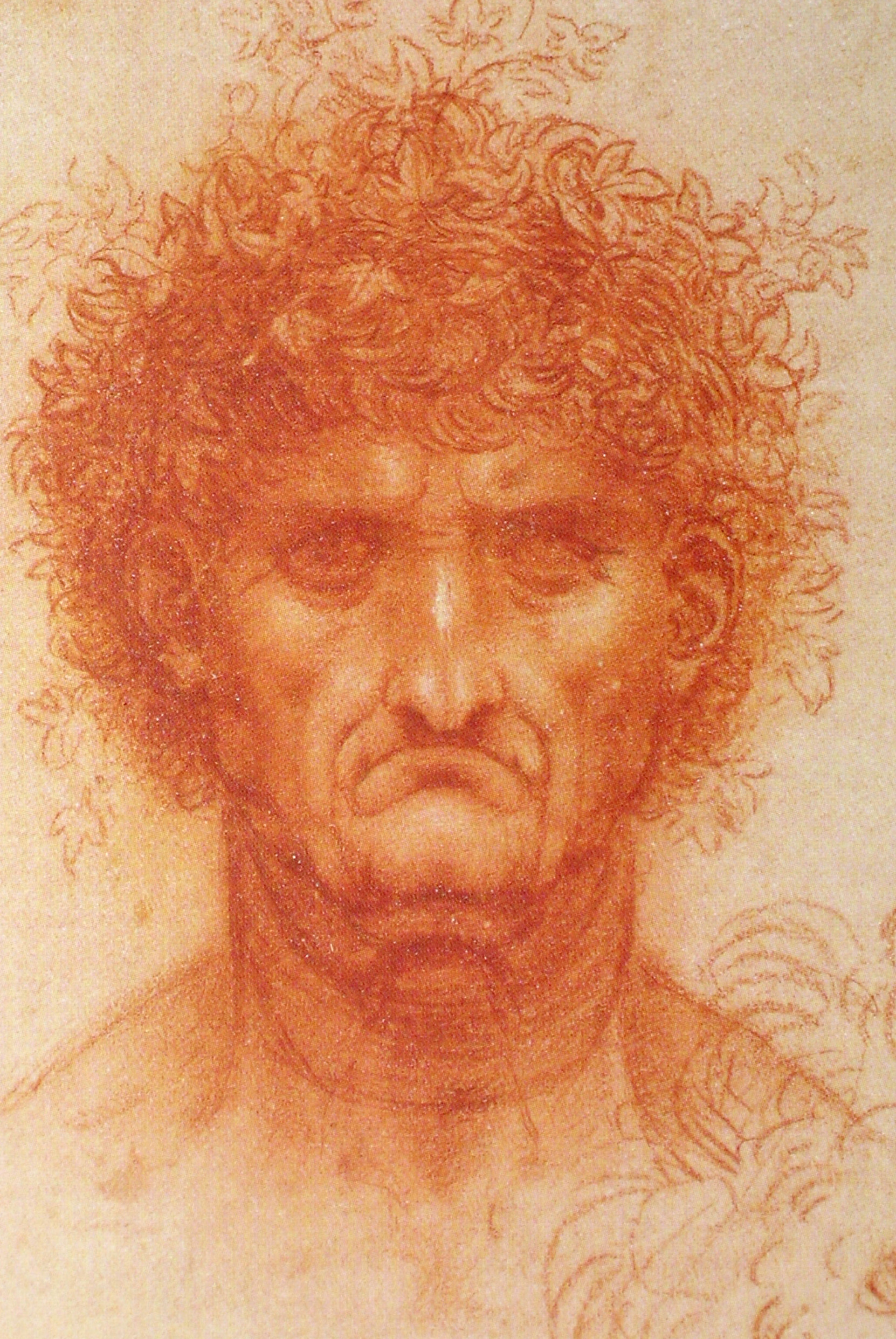
Rötelzeichnung
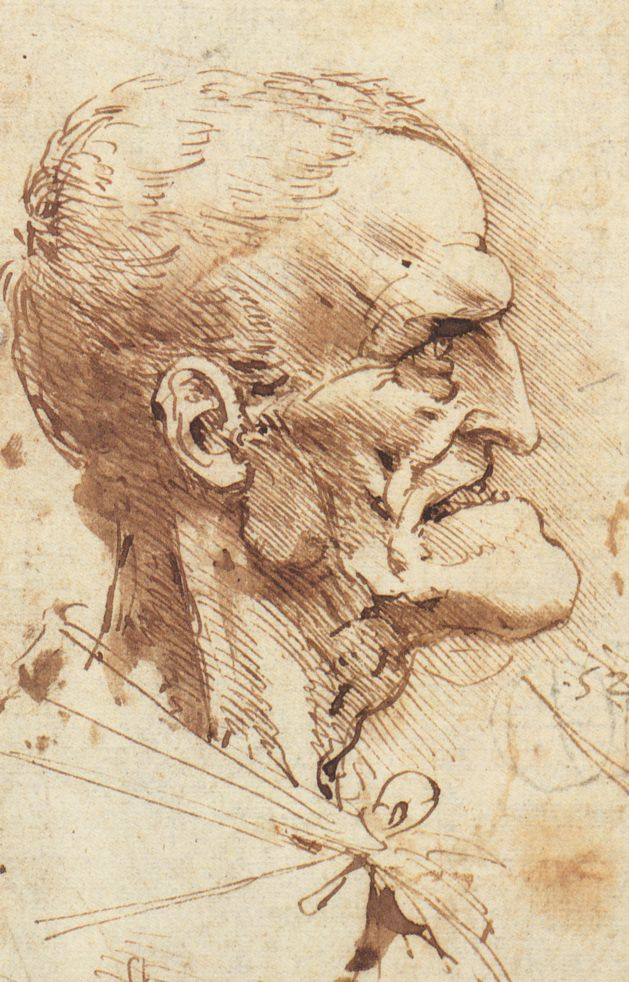
Profilstudie
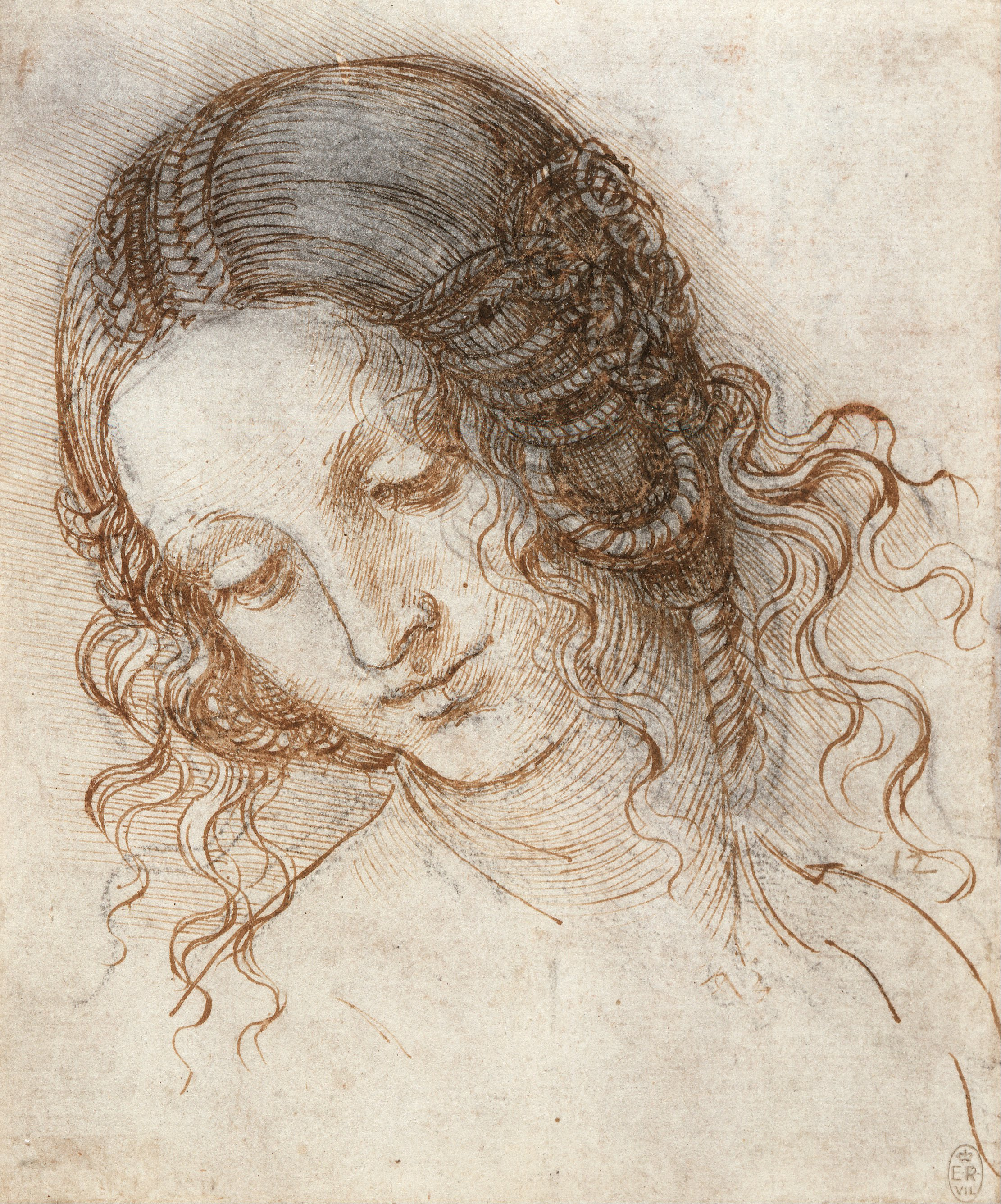
Leda-Studie

### Leonardo als Schriftsteller
Es wird vermutet, dass Leonardo beabsichtigte, eine Enzyklopädie zu verfassen, die das Wissen seiner Zeit zusammenführen sollte. Skizzen und Entwürfe, Ideen und Gedanken notierte er in seinen Notizbüchern (Codices) meist völlig ungeordnet, scheinbar sprunghaft, gerade da, wo er Platz fand. Ein Zeitzeuge berichtet, dass Leonardo ein kleines Notizbuch stets an seinem Gürtel trug.
Texte und Kommentare verfasste Leonardo in Spiegelschrift. Die Erklärung dafür ist umstritten. Eine Vermutung ist, dass dies ein Ausdruck seiner ausgeprägten Linkshändigkeit war. Eine andere Annahme besagt, er habe die Spiegelschrift benutzt, um seine Ideen nicht sofort allgemein zugänglich zu machen. Zu seiner Zeit gab es noch keinen rechtlichen Schutz der Urheberschaft an Erfindungen (wie das heutige Patentrecht). Gilden und Geheimbünde übertrugen das Wissen vom Meister auf den Lehrling.
Leonardos Notizbücher, die nach dem Tod des Künstlers in den Besitz der Adelsfamilie Melzi gelangten, gingen als Gesamtwerk verloren. Bücher und einzelne Blätter wurden verkauft oder verschenkt und sind heute weltweit verstreut.

Manuskriptblätter
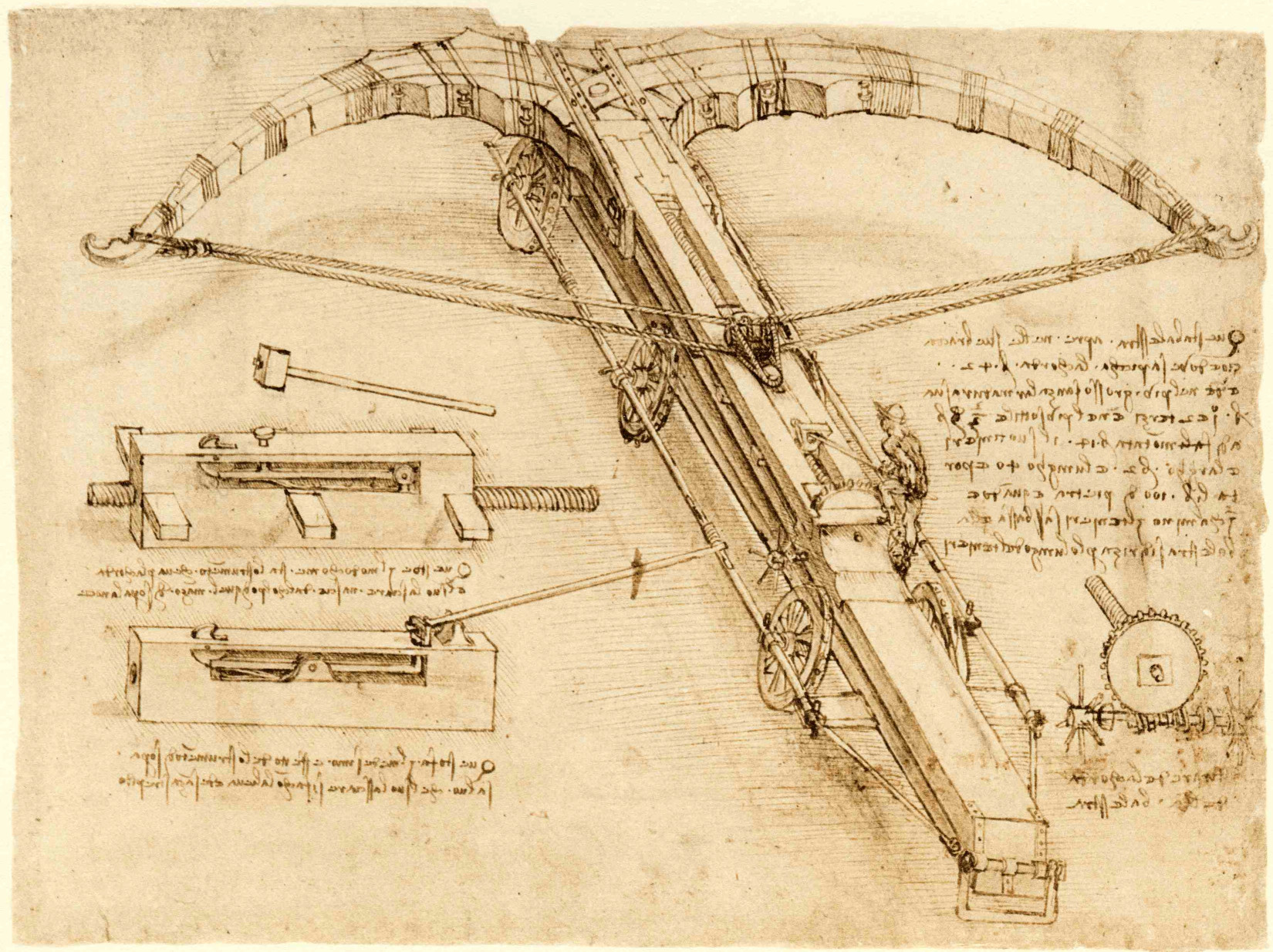
Codex Atlanticus
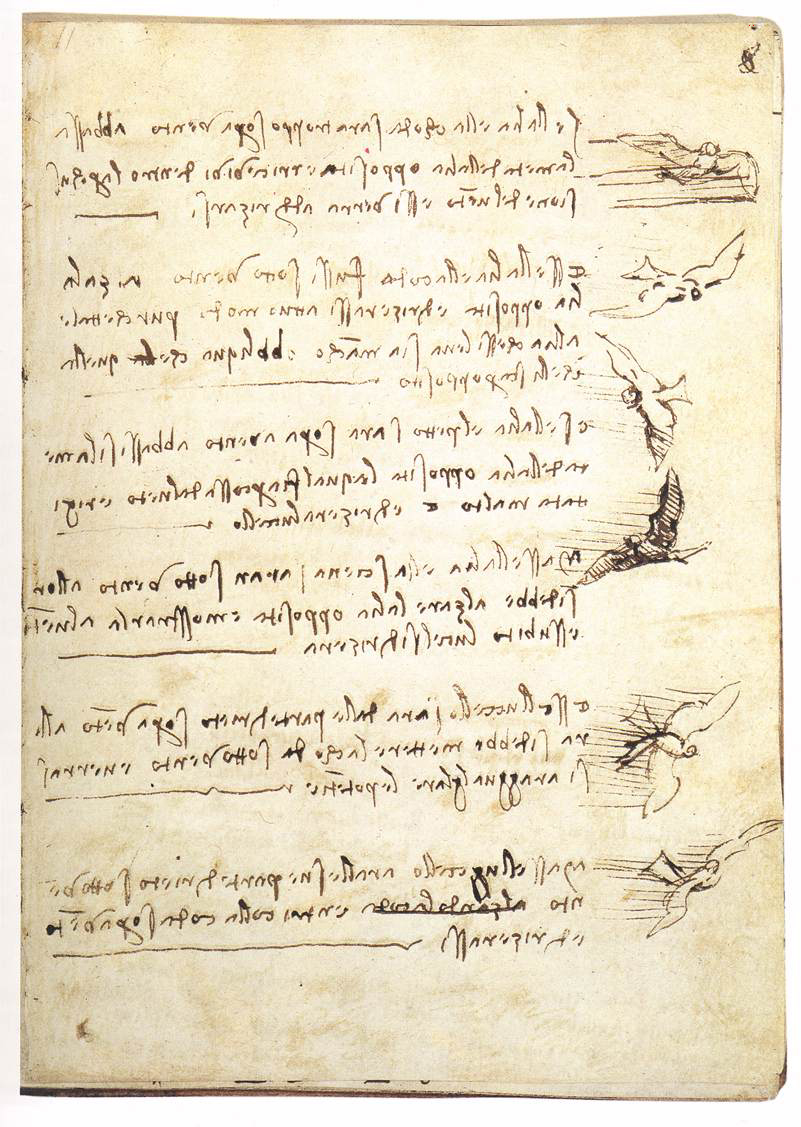
Kodex über den Vogelflug
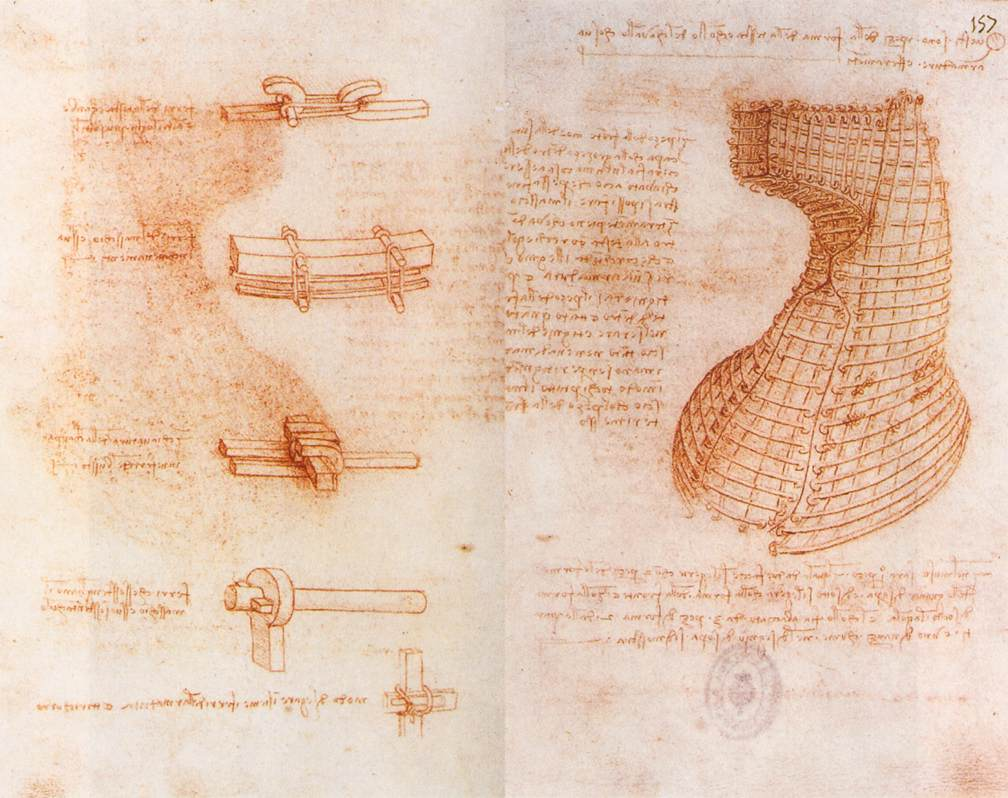
Codex Madrid
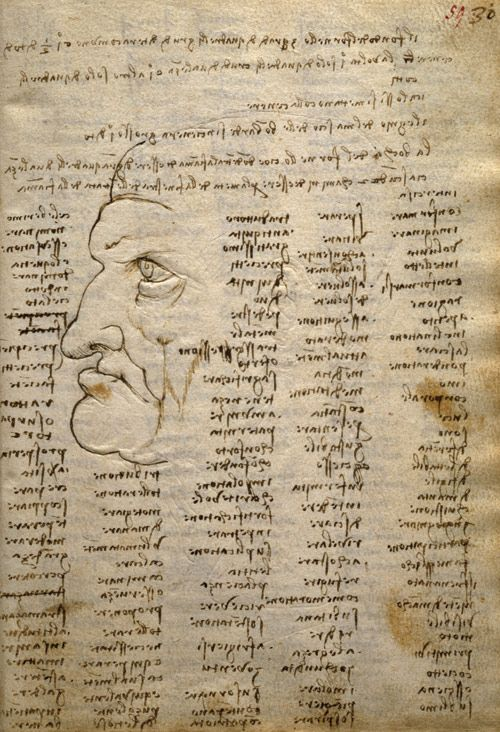
Codex Trivulzianus

#### Reflexionen
Viele seiner Notizen sind Reflexionen über die Welt und den darin lebenden Menschen, oft mit einem Hang zum Sarkasmus und zum Makabren, was sich auch in den zeichnerischen „Menschenstudien“ niederschlug, ganz im Gegensatz zur Ästhetik der Gesichter in seinen Bildern. Auf seine Zeitgenossen war er überhaupt nicht gut zu sprechen:

„Zahlreich sind jene, die sich als einfache Kanäle für die Nahrung, Erzeuger von Dung, Füller von Latrinen bezeichnen könnten, denn sie kennen keine andere Beschäftigung in dieser Welt. Sie befleißigen sich keiner Tugend. Von ihnen bleiben nur volle Latrinen übrig.“

#### Aphorismen
Leonardo drückte komplexe Zusammenhänge oft in Form von Aphorismen aus, beispielsweise:

„Jede unserer Erkenntnisse beginnt mit den Sinnen.“

„Das Flusswasser, das du berührst, ist das letzte von dem, was weggeflossen ist, und das erste von dem, das heranfließt. So ist die Gegenwart.“

„Jeder Teil strebt danach, in seinem Ganzen zu sein, in dem er sich besser fühlt. Jeder Teil neigt dazu, sich wieder mit seinem Ganzen zu vereinigen, um seiner Unvollkommenheit zu entgehen.“

„Jeder Teil eines Dings enthält etwas von der Natur des Ganzen.“

„So wie ein gut angewendeter Tag frohen Schlaf bringt, so bringt ein gut verbrachtes Leben heiteren Tod.“

„Aus dem Tod anderer machen wir unser Leben. In allem Toten bleibt fühlloses Leben, das, sowie es die Mägen der Lebenden erreicht, wieder zu empfindlichem und geistigem Leben wird.“

„Wenn auch der menschliche Geist durch vielfache Erfindungen mit verschiedenen Instrumenten auf dasselbe Ziel zugeht, nie wird er eine Erfindung machen, die schöner, leichter und kürzer wäre als die Natur.“

„Das ist ein armseliger Schüler, der seinen Lehrer nicht übertrifft.“

„Wer wenig denkt, irrt viel.“

#### Rätsel
Vor allem in seiner Zeit am Hofe in Mailand schrieb Leonardo auch viele Rätsel, mit denen er die Gesellschaft der Hoffeste unterhielt, beispielsweise:

„Die Menschen werden ihre eigenen Vorräte wegwerfen. (Des Rätsels Lösung: beim Säen.)“

#### Prophezeiungen
Eindrücklich sind die Prophezeiungen, die er im Alter schrieb:

„Auf der Erde wird man Geschöpfe sich unaufhörlich bekämpfen sehen, mit sehr schweren Verlusten und zahlreichen Toten auf beiden Seiten. Ihre Arglist kennt keine Grenzen. In den riesigen Wäldern auf der Welt fällen ihre grausamen Mitglieder eine riesige Zahl an Bäumen. Sind sie erst mit Nahrung vollgestopft, wie wollen sie ihr Bedürfnis befriedigen, jedem lebenden Wesen Tod, Trübsal, Verzweiflung, Terror und Exil zuzufügen … O Erde! Worauf wartest du, um dich zu öffnen und sie in die tiefen Spalten deiner großen Abgründe und deiner Höhlen zu reißen und dem Angesicht des Himmels ein so grausames und furchtbares Monster nicht mehr zu zeigen!“

## Privatleben
Leonardo hat Tausende von Seiten an Schriften und Zeichnungen hinterlassen, aber darin nur selten direkte Hinweise auf sein Privatleben gegeben. Die daraus resultierende Ungewissheit in Verbindung mit mythologisierten Anekdoten aus seinem Leben hat zu vielen Spekulationen geführt.

### Vegetarismus
Leonardos Liebe zu Tieren ist sowohl in zeitgenössischen Berichten, wie sie in frühen Biografien aufgezeichnet sind, als auch in seinen Notizbüchern dokumentiert. Bemerkenswert für die damalige Zeit ist, dass er sogar die Moral des Verzehrs von Tieren in Frage stellte, wenn dies nicht für die Gesundheit notwendig war. Aussagen aus seinem Notizbuch und ein Kommentar eines Zeitgenossen haben zu der weit verbreiteten Ansicht geführt, er sei Vegetarier gewesen. Außerdem ordnete er den Menschen in die gleiche Gattung ein wie die Menschenartigen und die Affen, so wie er auch andere Tiere in ihre jeweilige Gattung einordnete. Er sezierte auch tote Tiere zum Zweck der vergleichenden Anatomie.
Edward MacCurdy (einer der beiden Übersetzer und Kompilatoren von Leonardos Notizbüchern ins Englische) schrieb:

„Der bloße Gedanke, unnötiges Leiden zuzulassen und noch mehr der Gedanke, Leben zu nehmen, war ihm zuwider. Als Beispiel für seine Tierliebe erzählt Vasari, dass er, wenn er in Florenz an Orten vorbeikam, an denen Vögel verkauft wurden, diese oft eigenhändig aus ihren Käfigen nahm und sie, nachdem er den Verkäufern den geforderten Preis bezahlt hatte, in die Luft fliegen ließ, um ihnen so ihre Freiheit zurückzugeben.
Dass diese Abscheu vor Schmerzen ihn dazu brachte, Vegetarier zu werden, geht aus einem Hinweis in einem Brief von Andrea Corsali an Giuliano di Lorenzo de’ Medici hervor, in dem er, nachdem er ihm von einem indischen Volk namens Gujerati erzählt hatte, das weder etwas isst, das Blut enthält, noch die Verletzung von Lebewesen zulässt, hinzufügt: „wie unser Leonardo da Vinci“.“

### Philosophie und Religion
Leonardo äußerte sich gegenüber der Religion zeitlebens kritisch, manche schimpften ihn sogar einen Häretiker, dennoch schuf er Gemälde, aus denen eine tiefe Gläubigkeit zu sprechen scheint. In hohem Alter (1515) schloss er sich sogar in Rom der Ordensgemeinschaft des heiligen Johannes der Florentiner an, wohl eher wegen der Altersvorsorge, anstelle eines religiösen Bekenntnisses. Denn die im Orden versammelten Männer mussten geloben, einander bei Krankheit zu pflegen und für ein würdiges Begräbnis ihrer verstorbenen Mitbrüder zu sorgen. Für Leonardo, der ohne Angehörige lebte, war diese Absicherung naheliegend. Als Leonardo die Zahlung der Mitgliedsbeiträge wiederholt schuldig blieb, schloss die Bruderschaft ihn daraufhin aus. Leonardo bezog sich auf Gott als eine Art oberstes Wesen. Leonardo könnte demnach als spiritueller Metaphysiker bezeichnet werden, der sich für die griechische Philosophie wie die von Platon und Aristoteles interessierte. Die praktische Ausübung von Religion spielte in seinem persönlichen Leben keine Rolle. Er legte keinen großen Wert auf Religion. Er sagte, er würde sich nicht bemühen, „zu schreiben oder Auskunft zu geben über solche Dinge, für die der menschliche Geist ungeeignet ist und die nicht durch ein Beispiel aus der Natur bewiesen werden können“. Diese Angelegenheiten überließ er »den Köpfen von Mönchen, Pfarrern und Leuten, die dank göttlicher Eingebung in Besitz der Geheimnisse sind«.
Er nannte Bücher wie die Bibel als „höchste Wahrheit“ und scherzte gleichzeitig: „Viele, die an den Sohn glauben, bauen nur Tempel im Namen der Mutter.“ Er kritisierte allgemein den Heiligenkult, der in seiner Zeit sehr populär war, wodurch sich die Kirche, nicht nur von ihm, bedroht fühlte. Leonardo argumentierte gegen den Mythos einer universellen Flut (wie in der Geschichte von Noah) und bezweifelt, dass so viel Wasser von der Erde verdunstet sein kann. In einem frühen Beispiel der Ichnologie erklärt er, dass die Fossilien von Meeresmuscheln bei einer solchen Überschwemmung verstreut und nicht in Gruppen gesammelt worden wären, die tatsächlich zu verschiedenen Zeiten auf den Bergen der Lombardei zurückgelassen wurden.
Leonardo diskreditierte auch die heidnische Mythologie, indem er sagte, dass Götter in der Größe von Planeten als bloße Lichtflecken im Universum erscheinen würden. Er nennt diese Personifikationen auch „sterblich … faul und verdorben in ihren Gräbern“.

## Ehrungen

### 500. Todestag am 2. Mai 2019
Anlässlich des 500. Todestages von Leonardo da Vinci am 2. Mai 2019 fanden weltweit zahlreiche Gedenkveranstaltungen und Ausstellungen statt. So wurde der Themenwanderweg Sentiero di Leonardo da Vinci zwischen Mailand, Italien, und San Bernardino, Schweiz, eröffnet.

### Benennungen

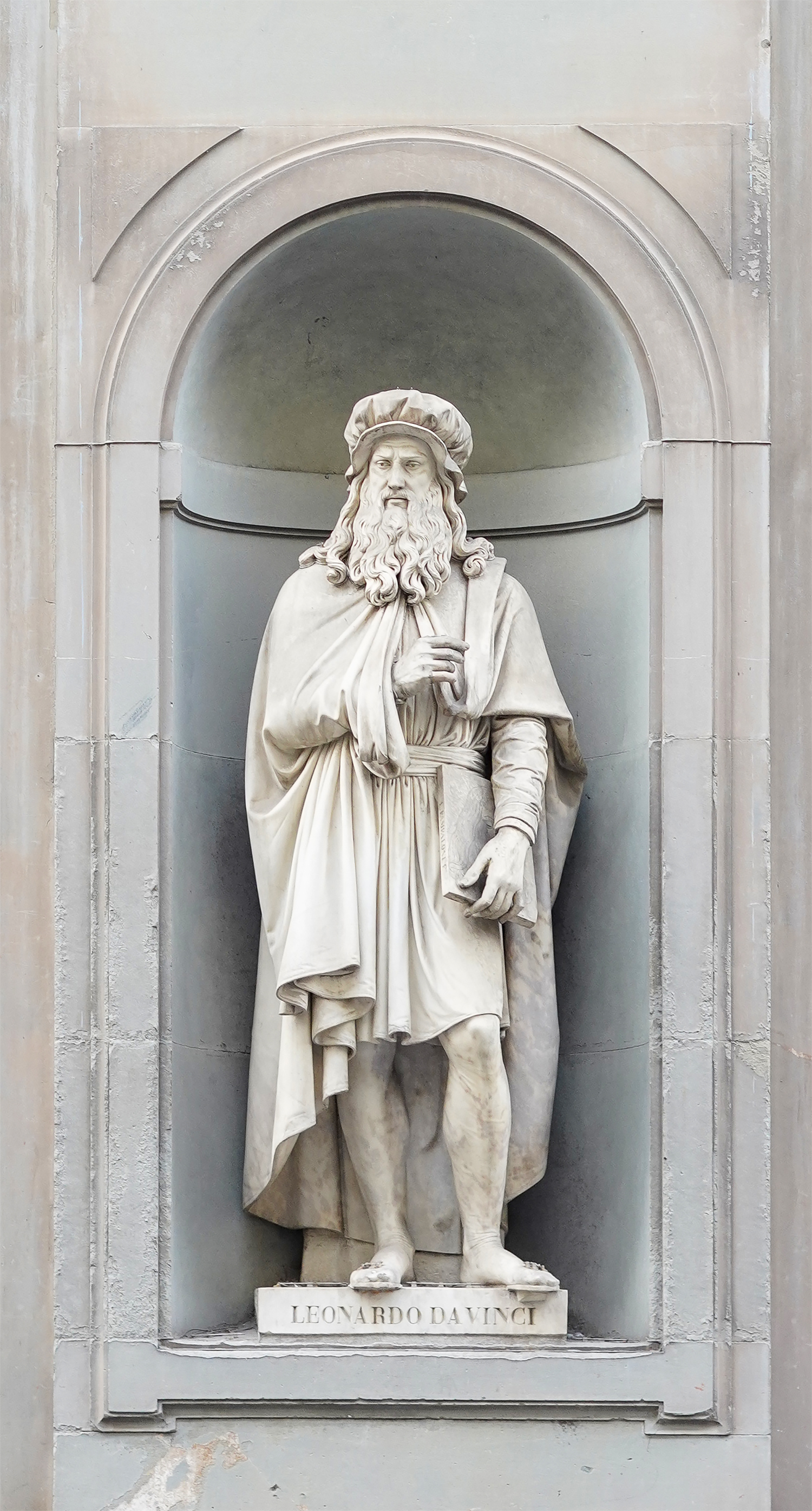
Leonardo da Vinci, Standbild von Luigi Pampaloni, 1837–1839 (Uffizien)

Nach Leonardo sind zahlreiche Dinge (z. B. Schulen, Bildungseinrichtungen (École de Management Léonard De Vinci) Straßen und Plätze, Brücken, der Da Vinci (Marskrater), der Da Vinci (Mondkrater), der (3000) Leonardo-Asteroid, das Forschungsschiff Leonardo, ein U-Boot, Auszeichnungen wie die Leonardo da Vinci Medal) aber auch Lebewesen (z. B. die Pilzgattung Davincia Penz. & Sacc., die gleichnamige Rose oder die Motte Leonardo davincii) benannt.
Auch der Flughafen Rom-Fiumicino trägt seinen Namen. In Mailand befindet sich ein von Pietro Magni geschaffenes Leonardo-da-Vinci-Denkmal, in den Uffizien in Florenz ein Standbild von Luigi Pampaloni.

### Primärliteratur
- Leonardo da Vinci: Das da Vinci Universum – Die Notizbücher des Leonardo. (Hrsg.: Emma Dickens) (Ullstein Taschenbuch 36874). Ullstein Verlag, Berlin 2006, ISBN 3-548-36874-3.
- Leonardo da Vinci: Skizzenbücher. (Hrsg.: H. Anna Suh). Parragon Books, Bath, ISBN 1-4054-6499-2.
- Leonardo da Vinci: Tagebücher und Aufzeichnungen. (Hrsg.: Theodor Lücke). 3. Auflage. Paul List Verlag, Leipzig 1953, DNB 574868771.

### Sekundärliteratur
Einführungen
- Boris von Brauchitsch: Leonardo da Vinci (Suhrkamp BasisBiographien). Suhrkamp, Berlin 2010, ISBN 978-3-518-18248-2.
- Boris von Brauchitsch: Das Leben des Leonardo da Vinci. Eine Biographie. Fischer, Frankfurt/M. 2019, ISBN 978-3-458-36403-0.
- Kenneth Clark: Leonardo da Vinci in Selbstzeugnissen und Bilddokumenten (= Rowohlt Monographie). Rowohlt, Reinbek 1969 (mehrere Neuauflagen), ISBN 3-499-50153-8.
- Daniel Kupper: Leonardo da Vinci (= Rowohlt Monographie). Rowohlt, Reinbek 2007, ISBN 978-3-499-50689-5.
- Susanne Schurr: Leonardo da Vinci. In: Biographisch-Bibliographisches Kirchenlexikon (BBKL). Band 4, Bautz, Herzberg 1992, ISBN 3-88309-038-7, Sp. 1483–1488 (Artikel/Artikelanfang im Internet-Archive).
- Frank Zöllner: Leonardo da Vinci 1452–1519. Taschen, Köln 1999, ISBN 3-8228-6363-7.

Leben und Werk
- Daniel Arasse: Leonardo da Vinci. DuMont, Köln 2002, ISBN 3-8321-7150-9 (Deutsche Erstausgabe aus dem Französischen, DuMont, 1999, ISBN 3-7701-4650-6.).
- Carmen C. Bambach: Leonardo da Vinci Rediscovered. 4 Bände. Yale University Press, New Haven (Conn.) 2019, ISBN 978-0-30019195-0 (englisch).
- Serge Bramly: Leonardo da Vinci. Eine Biographie. Wunderlich/Rowohlt, Reinbek 1993, ISBN 3-499-13706-2 (französische Originalausgabe 1988).
- Carmine Mastroianni: Leonardo da Vinci da Roma ad Amboise. Gli ultimi anni di un genio del Rinascimento in fuga dall'Italia. Efesto, 2019, ISBN 978-88-338-1114-7 (italienisch).
- David Alan Brown: Leonardo da Vinci: Origins of a Genius. Yale University Press, New Haven, 1998, ISBN 0-300-07246-5 (englisch).
- André Chastel: Leonardo Da Vinci. Sämtliche Gemälde und die Schriften zur Malerei. Schirmer/Mosel, München 1990, ISBN 3-88814-286-5.
- Peter O. Chotjewitz: Alles über Leonardo aus Vinci. Leipzig 2004, ISBN 3-203-75975-6.
- Vincenzo Delle Donne: Avanti, avanti Leonardo! Aus dem unheiligen Leben des Universalgenies aus Vinci. Berlin 2019, ISBN 978-3-7485-4642-9.
- D. M. Field: Leonardo da Vinci. Edition XXL, Fränkisch-Crumbach 2005, ISBN 3-89736-331-3. (Bildband, englische Originalausgabe 2002.)
- Ludwig Goldschneider: Leonardo da Vinci, Leben und Werk. Phaidon, Köln 1960 (englische Originalausgabe 1945).
- Hermann Grothe: Leonardo da Vinci als Ingenieur und Philosoph. Ein Beitrag zur Geschichte der Technik und der Induktiven Wissenschaften. Erfinder und Konstrukteur. Nicolaische, Berlin 1874; Reprint, Leipzig 2003, ISBN 3-8262-0720-3.
- Ludwig Heinrich Heydenreich: Leonardo da Vinci. Rembrandt, Berlin 1943, ohne ISBN.
- Ludwig Heinrich Heydenreich: Die Sakralbau-Studien Leonardo da Vincis. Untersuchungen zum Thema: Leonardo da Vinci als Architekt. Fink, München 1971.
- Ludwig Heinrich Heydenreich: Leonardo-Studien. Hg. von Günter Passavant. Prestel, München 1988, ISBN 3-7913-0764-9.
- Walter Isaacson: Leonardo da Vinci. Propyläen, Berlin 2018, ISBN 978-3-549-07643-9.
- Heinz Kähne: Leonardo da Vinci. Prestel, München 1999, ISBN 3-7913-2199-4.
- Stefan Klein: Da Vincis Vermächtnis oder Wie Leonardo die Welt neu erfand. Fischer, Frankfurt/M. 2008, ISBN 978-3-10-039612-9.
- Pietro C. Marani: Leonardo – Das Werk des Malers. München 2001, ISBN 3-8296-0015-1.
- Pietro Marani: Leonardo da Vinci. In: Mario Caravale (Hrsg.): Dizionario Biografico degli Italiani (DBI). Band 64: Latilla–Levi Montalcini. Istituto della Enciclopedia Italiana, Rom 2005.
- Charles Nicholl: Leonardo da Vinci. Die Biographie. Fischer, Frankfurt/M. 2006, ISBN 978-3-596-16920-7 (engl. Originalausgabe: Leonardo da Vinci – The Flights of the Mind, 2004).
- Volker Reinhardt: Leonardo da Vinci. Das Auge der Welt. Beck, München 2018, ISBN 978-3-406-72473-2.
- Ladislao Reti (Hrsg.): Leonardo – Künstler, Forscher, Magier. Frankfurt 1974, ISBN 3-10-042401-8.
- Bernd Roeck: Leonardo. Der Mann, der alles wissen wollte. Biographie. München: Beck 2019, ISBN 978-3-406-73509-7.
- Giorgio Vasari: Das Leben von Leonardo da Vinci, Raffael von Urbino und Michelangelo Buonarroti. Hrsg. Roland Kanz. Reclam, Ditzingen 1996, ISBN 3-15-009467-4.
- Giorgio Vasari: Das Leben des Leonardo da Vinci. Hrsg. und kommentiert von Sabine Feser. Wagenbach, Berlin 2006.
- Leo Weismantel: Leonardo da Vinci. VOB, Union, (Ost-)Berlin 1963.
- Frank Zöllner: Leonardo da Vinci. Taschen, Köln 2006, ISBN 3-8228-5726-2. (Sämtliche Gemälde, sämtliche eigenhändige Zeichnungen.)

Zu Einzelwerken
- Philipp Jedelhauser: Die Geschichte der Madonna mit der Nelke von Leonardo da Vinci. Historischer Verein Günzburg e. V., Günzburg 2021, ISBN 978-3-00-067873-8.
- Jean-Pierre Mohan, Michel Menu, Bruno Mottin u. a. (Hrsg.): Im Herzen der Mona Lisa – Dekodierung eines Meisterwerks. Schirmer/Mosel, München 2006, ISBN 3-8296-0233-2. (Eine wissenschaftliche Expedition in die Werkstatt des Leonardo da Vinci in Zusammenarbeit mit dem Centre de Recherche et de Restauration des Musées de France.)
- Hans Ost: Das Leonardo-Porträt in der Kgl. Bibliothek Turin – und andere Fälschungen des Giuseppe Bossi (studio-Reihe). Mann, Berlin 1980, ISBN 3-7861-1299-1.
- Cornelia Syre, Jan Schmidt, Heike Stege (Hrsg.): Leonardo da Vinci – Die Madonna mit der Nelke. Schirmer/Mosel, München 2006, ISBN 3-8296-0272-3. (Begleitpublikation zur gleichnamigen Ausstellung in der Alten Pinakothek München vom 15. September – 3. Dezember 2006.)

Über Werkthemen
- Sigrid Braunfels-Esche: Leonardo da Vinci, das anatomische Werk. Stuttgart 1961; 2., verbesserte Auflage der Erstausgabe 1952 (unter dem Verfassernamen Sigrid Esche)
- Sigrid Braunfels-Esche: Leonardo als Begründer der wissenschaftlichen Demonstrationszeichnung. In: Rudolf Schmitz, Gundolf Keil (Hrsg.): Humanismus und Medizin (= Deutsche Forschungsgemeinschaft: Mitteilungen der Kommission für Humanismusforschung, Band 11). Acta humaniora, Weinheim 1984, ISBN 3-527-17011-1, S. 23–50.
- Franz Daxecker: Leonard da Vinci und das Sehen. In: Klinische Monatsblätter zur Augenheilkunde, Band 230, 2013, S. 736 f.
- William A. Emboden: Leonardo da Vinci on Plants and Gardens (Historical Ethno- & Economic Botany Series, Bd. 1). Dioscorides, Portland (Oregon) 1987, ISBN 0-931146-08-9 (englisch).
- Ludwig Goldschneider: Leonardo da Vinci: Landschaften und Pflanzen. Phaidon, London/Köln 1952 (zeitgleiche englische Ausgabe).
- Marianne Schneider (Hrsg.): Leonardo da Vinci – Das Wasserbuch. Schriften und Zeichnungen. Schirmer/Mosel, München 1996, ISBN 3-88814-807-3. (Auswahl und Übersetzung mit Kommentar.)
- Marianne Schneider (Hrsg.): Leonardo da Vinci – Der Vögel Flug – Sul volo degli uccelli. Schirmer/Mosel, München 2000, ISBN 3-88814-955-X (italienisch/deutsch).
- Françoise Viatte, Carlo Pedretti, André Chastel: Leonardo da Vinci. Die Gewandstudien. Schirmer/Mosel, München 1990, ISBN 3-88814-367-5. (Deutschsprachige Ausgabe des Kataloges zur erstmaligen Ausstellung der Gewandstudien von Leonardo da Vinci vom 3. Dezember 1989 bis 26. Februar 1990 im Louvre Léonard de Vinci – les études de draperies.)
- Ralf Vollmuth: Leonardo da Vinci. In: Werner E. Gerabek, Bernhard D. Haage, Gundolf Keil, Wolfgang Wegner (Hrsg.): Enzyklopädie Medizingeschichte. De Gruyter, Berlin/New York 2005, ISBN 3-11-015714-4, S. 839f.

Über Technik und Erfindungen
- Marc van den Broek: Leonardo da Vincis Erfindungsgeister. Eine Spurensuche. Mainz 2018, ISBN 978-3-96176-045-9.
- Marc van den Broek: Leonardo da Vinci – Spirits of Invention. A Search for Traces. Hamburg 2019, ISBN 978-3-00-063700-1.
- Marco Cianchi: Die Maschinen Leonardo da Vincis. Becocci Editore, Florenz 1984, ISBN 88-8200-005-2.
- Matthias Eckoldt: Leonardos Erbe – Die Erfindungen da Vincis und was aus ihnen wurde, Penguin, München, 2019, ISBN 978-3-328-10328-8.
- Charles H. Gibbs-Smith: Die Erfindungen von Leonardo da Vinci. 5., unveränderte Auflage. Belser, Stuttgart/Zürich 1988, ISBN 3-7630-1698-8.
- Ludwig H. Heydenreich, Bern Dibner, Ladislao Reti: Leonardo der Erfinder. Belser, Stuttgart/Zürich 1981 (Engl. Originalausgabe: Leonardo, the Inventor).
- Horst Langer (Projektleitung): Leonardo da Vinci – Bewegende Erfindungen. Ausstellungskatalog zur interaktiven Ausstellung der Fachhochschule Bielefeld, Fachbereich Ingenieurwissenschaften und Mathematik an diversen Orten. Fachhochschule Bielefeld, 2012, 3. Auflage, Ohne ISBN.
- Domenico Laurenza, Mario Taddei, Edoardo Zanon: Leonardo dreidimensional – Mit Computergrafik auf der Spur des genialen Erfinders. Belser, Stuttgart 2006, ISBN 3-7630-2269-4.
- Dietrich Lohrmann: Warum eine Neuedition des Codex Madrid I von Leonardo da Vinchi? In: Technikgeschichte, Bd. 76 (2009), H. 2, S. 131–146.
- Dietrich Lohrmann: Die Verweise Leonardo da Vinchis auf seine verlorenen Traktate zur Mechanik. In: Technikgeschichte, Bd. 78 (2011), H. 4, S. 285–323.
- Ernst Seidl u. a. (Hrsg.): Ex machina. Leonardo da Vincis Maschinen zwischen Wissenschaft und Kunst (= Schriften des Museums der Universität Tübingen, MUT, Band 18). Museum der Universität Tübingen, 2019, ISBN 978-3-9819182-7-4.
- Mario Taddei: Leonardo dreidimensional 2 – Neue Roboter und Maschinen. Belser, Stuttgart 2008, ISBN 978-3-7630-2524-4.
- Engelbert Zaschka: Drehflügelflugzeuge. Trag- und Hubschrauber. C.J.E. Volckmann Nachf. E. Wette, Berlin-Charlottenburg 1936, OCLC 20483709, DNB 578463172.

Denk- und Arbeitsweise, Forschungsmethode
- Martin Kemp: Leonardo. Beck, München 2005, ISBN 3-406-53462-7.
- Paul Valéry: Einführung in die Methode des Leonardo da Vinci. In: Die Krise des Geistes : 3 Essays. Insel-Bücherei, Nr. 642, Insel, Wiesbaden 1956; Leonardo da Vinci (3 Essays). Bibliothek Suhrkamp, Frankfurt/M., 1960. (Original: s:fr:Introduction à la méthode de Léonard de Vinci, in: Nouvelle Revue. Paris 1895, S. 742–770.)

Psychologische und andere Aspekte
- Kurt R. Eissler: Leonardo da Vinci – Psychoanalytische Studien zu einem Rätsel.  Stroemfeld/Roter Stern, Basel/Frankfurt am Main 1992, ISBN 3-87877-300-5.
- Sigmund Freud: Eine Kindheitserinnerung des Leonardo da Vinci. (= Schriften zur angewandten Seelenkunde, hrsg. von Prof. Dr. Sigm. Freud, siebentes Heft). Franz Deuticke, Leipzig/Wien 1910, Digitalisat bei Archive.org
  - Transkription zum 500. Todestag 2019 bei Literaturkritik.de
  - 3. Auflage 1923 (mit Zusätzen) in der Bibliotheca Augustana
  - Freud Studienausgabe, Bd. X, S. Fischer, Frankfurt/M. 1969,  S. 87–159 bei Projekt Gutenberg-DE.
- Karl Jaspers: Lionardo als Philosoph. Francke, Bern 1953.

Belletristik
- Sigrid Ladwig: Selten kehre ich zurück. Ein Roman über Leonardo da Vinci. 2. Auflage. Achter, Weinheim 2019, ISBN 978-3-948028-03-9.
- Dmitri Mereschkowski: Leonardo da Vinci. Historischer Roman. Schulze, Leipzig 1903, mehrere Neuauflagen.
- John Vermeulen: Der Maler des Verborgenen. Aus dem Niederländischen von Hanni Ehlers. Diogenes, Zürich 2011.

 Hörbuch 
- Dmitri Mereschkowski: Leonardo da Vinci. Thono-Audio, 2013, ISBN 978-3-943278-27-9.
- Richard Muther: Leonardo da Vinci. ABOD, 2006, ISBN 3-8341-0176-1.

## Filmografie

### Dokumentationen
- Leonardo Da Vinci, Italien, 1919, stumm. Autor: Alfredo Bracci, Regie: Giulia Cassini-Rizzotto und Mario Corsi, mit Rina Calabria, Beppo Corradi.
- Leonardo da Vinci, Großbritannien, 1952, 45 Min. Drehbuch: Luciano Emmer, Enrico Gras, Gian Luigi Rondi, Regie: L. Emmer und E. Gras, mit Albert Dekker als Erzähler.
- (Explore the life of Italian painter, architect, engineer, and humanist) Leonardo da Vinci, USA, 1957, Kurzfilm. Produktion: Encyclopædia Britannica Educational Corporation.[95]
- Leonardo da Vinci, Deutschland, 1957, 60 Min. Produktion: NWDR, mit Mathias Wieman als Erzähler.
- Schwarz auf weiß: Leonardo da Vinci, ORF, 28. Januar 1960, 30 Min. Mit Kurt Jaggberg.
- Leonardo Da Vinci's the Vigin and the Child, Großbritannien, 1962, 20 Min. Buch, Regie und Präsentation: Kenneth Clark, Produktion: Associated TV.
- Witness to Yesterday: Leonardo da Vinci, Kanada, 1974. Mit Patrick Watson.
- Genius: Leonardo Da Vinci, Großbritannien, 1999, 48 Min. Drehbuch: Pauline Rush, Regie: Chris Gormlie, mit Andrew Bennett, Peter Borcherd, Alan Cartwright, Paul Hills, Martin Kemp and Vishy Mahadevan.[96]
- Ginevra's Story (Solving the Mysteries of Leonardo da Vinci's First Known Portrait), USA, 1999, 16:9, 55 Min. Drehbuch: Joe and John Krakora, Regie: Christopher Swann, Produktion: National Gallery of Art, Washington, mit Meryl Streep als Sprecherin.
- Leonardo – Das Universalgenie, dreiteiliger Dokumentarfilm und Dokudrama, Großbritannien, 2003, jeweils 60 Min (OT: 1. Leonardo – The Man Who Wanted to Know Everything, 2. Dangerous Liaisons, 3 The Secret Life of the Mona Lisa). Buch und Regie: Sarah Aspinall und Tim Dunn, Beratung: Martin Kemp, Produktion: BBC, Discovery UK, mit Nick Avis, Jerry Brotton, Rona Goffen, Martin Kemp, Donald Sassoon and Evelyn Welch, sowie Mark Rylance als Leonardo und Alan Yentob Moderation Film-Broschüre (PDF; 620 kB) der BBC.
- Getting to Know the World's Greatest Artists: Leonardo da Vinci, USA, 2003, Animationsfilm, 22 Min. Buch: Mike Venezia und Bob Kallus, Regie: M. Venezia, mit M. Venezia.
- The Mark Steel Lectures, Staffel 2, Episode 2: Leonardo da Vinci, Großbritannien, 12. Nov. 2004. Drehbuch: Mark Steel, Pete Sinclair, James Serafinowicz, Regie: Michael Cumming, mit Mark Steel, Martin Hyder als Leonardo und Brian Sewell.
- The Secret Life of Leonardo Da Vinci, Dokudrama, Großbritannien, 2006, video, 60 Min. Buch und Regie: Michael Bouson, mit Don Lucas und Matthew Landrus, und Nick Roberts als Leonardo.
- Leonardo da Vinci: The Code, the Myth, the Man, Großbritannien, 2006, video, 90 Min. Präsentation: Steven Thomas, mit Jack Queralt als Leonardo.
- Der verlorene Da Vinci, Großbritannien 2006, 85 Min. Regie: Nigel Levy, Produktion: Arte. Erstsendung: 18. November 2006.
- Der Leonardo Code – Vom Leben und Wirken des geheimnisvollen Mannes aus Vinci, Deutschland, 2007, 90 Min. Regie: Rudij Bergmann. Erstausstrahlung auf arte am 4. Januar 2008.
- Rätsel der Geschichte, Staffel 1, Episode 8: Leonardo Da Vinci, Großbritannien, Feb. 2010, 24 Min. Regie: Lisa Marconi und Ben Mole, mit Struan Rodger als Erzähler, Monica Azzolini, Paolo Galluzzi, Tobias Capwell, Martin Kemp und Pascal Cotte.
- Ich, Leonardo (OT: Inside the Mind of Leonardo), Großbritannien/Kanada, 2013, 85 Min. Regie: Julian Jones, mit Peter Capaldi als Leonardo.[97]
- Leonardo da Vinci - Il genio a Milano, Dokudrama, Italien, 2016, 90 Min. Drehbuch: Jacopo Ghilardotti, Pietro Maestri, Piero Maranghi, Regie: Luca Lucini, Nico Malaspina, mit Pietro C. Marani, Daniela Pizzagalli, Richard Schofield, Vittorio Sgarbi, Maria Teresa Fiorio, Claudio Giorgione und Jacopo Ghilardotti.
- Santa Maria delle Grazie und Das Abendmahl, Italien, Deutschland, 2016, 14 Min., Produktion: SWR, Reihe: Schätze der Welt, Folge 83,  Video in der ARD-Mediathek.
- Mona Lisa, ein lächelndes Rätsel,  ausgestrahlt auf Arte am 21. Januar 2017.
- Leonardos geheimnisvolles Bildnis (OT: Il ritratto ritrovato), Italien/Frankreich, 2018, 86 Min. Buch und Regie: Luca Trovellesi Cesana und Flore Kosinetz, mit Nicola Barbatelli, Luigi Capasso, Peter Hohenstatt, Ross King, Carlo Pedretti u. a., sowie Gianluca Tricarico als Leonardo.
- Essere/Being Leonardo da Vinci, Italien, 2019, 80 Min. Regie: Massimiliano Finazzer Flory. Vielfach ausgezeichnet.[98]
- Léonard de Vinci, l'homme universel, Frankreich, 2019, 52 Min. Drehbuch: Serge Bramly, Regie: François Bertrand.[99]
- Eine Nacht im Louvre: Leonardo da Vinci (OT: A Night at the Louvre: Leonardo da Vinci), Frankreich, 2020, 90 Min. Regie: Pierre-Hubert Martin, mit Vincent Delieuvin und Frank Louis.
- Leonardo da Vinci und das Gemälde der Isabella d'Este, Schweiz/Italien, 2020, 52 Min. Regie: Annette Frei Berthoud.
- Leonardo da Vinci und die Flora-Büste, Deutschland, 2020, 52 Min. Regie: Margarete Kreuzer, Erstsendung: Arte, 22. Nov. 2020. Thema ist eine Büste der Flora im Bode-Museum, Berlin.
- The Lost Leonardo, Dän/F/USA/GB/Schw, 2021, 96 Min. Drehbuch: Mark Monroe, Andreas Dalsgaard, Duska Zagorac, Regie: Andreas Koefoed, mit Morten Bjørn, Yves Bouvier, Maria Teresa Fiorio, Bernd Lindemann, Dianne Modestini, Jerry Saltz, Frank Zöllner u. a. Thema ist der Salvator Mundi.[100]
- An Evening with Leonardo da Vinci,  (= One Day University) USA, 2021, 102 Min.  Video-Vortrag: Kenneth Bartlett (Universität Toronto).
- Leonardo da Vinci, vierteilige Miniserie, USA, 2024, 220 Min. Autoren: Ken Burns, Sarah Burns und David McMahon.[101]
- Mona Lisa - Leonardo da Vinci's Unsolved Enigma, Italien, 2024, Kurzfilm. Regie: Ryan Corel, mit Liam Harrington und Anthony Nissel.

### Spielfilme
- Das Leben Leonardo da Vincis (OT: La vita di Leonardo da Vinci), fünfteilige Fernsehreihe à 75 Min., Italien 1972/73. 1. Teil: Lehrjahre, 2. Teil: Das Reiterdenkmal des Francesco Sforza, 3. Teil: Das Abendmahl, 4. Teil: Die Schlacht von Anghiari, 5. Teil: Mona Lisa. Regie: Renato Castellani, mit Philippe Leroy als erwachsener Leonardo. Die Serie erhielt 1973 den Golden Globe und wurde als erste Miniserie überhaupt für einen Emmy nominiert, ebenso Leroy.[102]
- The Da Vinci Code – Sakrileg, Mystery-Thriller, USA, 2006. Regie: Ron Howard. Die Verfilmung von Dan Browns Roman Sakrileg dramatisiert Da Vincis Prophezeiungen in spekulativer Rätselform.
- Leonardo, achtteilige Serie, It (Rai)/F/USA/GB/Sp, 2019, 409 Min. Autoren: Frank Spotnitz und Steve Thompson, Regie: Daniel Percival und Alexis Cahill, mit Aidan Turner als Leonardo.